# Abaligeti-barlang
Az Abaligeti-barlang a Mecsek hegység leghosszabb, patakos barlangja. A barlang és egyhektáros felszíni területe 1982 óta Magyarország fokozottan védett természeti értékei közül az egyik. A Duna–Dráva Nemzeti Park Igazgatóság kezelésében áll. Kiépített főága kb. 466 m hosszúságban a kirándulók számára szakvezetéssel látogatható.

## Leírása
Abaligeten, a Mecsek hegység ÉNy-i részén található Bodó-hegy oldalában helyezkedik el a barlang, amely triász anisusi szürke mészkőben alakult ki. A bejárat 219 m tengerszint feletti magasságban található. A Nyugati 2. számú oldalág végének befoglaló kőzete konglomerátum. Vízgyűjtőterületének jelentős része a jakab-hegyi antiklinális homokkövén helyezkedik el. Az Abaligeti-barlang idegenforgalom számára nem megnyitott részei a Duna–Dráva Nemzeti Park Igazgatóság engedélyével tekinthetők meg.
A barlang bejárati, 25-30 m hosszú része (a szelvény tágítása ellenére) nagyon alacsony, ezért az csak meghajolva járható. A barlangbejárattól kb. 40 m-re van a Keleti oldalág, ami valószínűleg egy ősi forrásjárat, bejárata. 77 m-re a magasan elhelyezkedő Kőhíd figyelhető meg, amely a patak régi szintjét jelzi. A Kőhíd bal sarkában egy sisak alakú cseppkőképződmény, a Korona látható, melynek letördelték alsó részeit. Tovább, kb. 18 m-re a Pisai ferdetorony vakkürtője nyúlik 15 m magasra. A bejárattól 160 m-re, a főjáratban fent lévő Flórián szobra nevű képződménnyel szemben táplálja a patakot a Flórián-kút vize. Itt van a barlang egyik legtágabb terme, ahol asztmás betegek gyógykúrája történik. Tovább haladva a nagyon kanyargó folyosóban egy tekintélyes nagyságú, sérült cseppkőképződmény, az Elefántfej vonja magára a látogatók figyelmét. Füléből és ormányából nagy darabok hiányoznak. A kanyarban a mennyezetről leesett több tonnás sziklatömb (Kriptafedő), egy szűk rész után a falból kiugró sziklapárkányok (Hajóágyúk vagy Krokodilusok), néhány méterrel odébb, a szűkülő járatban pedig egy beékelődött sziklatömb (Lebegőkő vagy más néven Hűtlenség sziklája) figyelhetők meg.
A bejárattól kb. 300 m-re van a Karthágó romjai kőtömbcsoport, amely hatalmas, egymásra zuhant kőtömbökből áll. Itt kezdődik a barlang Nyugati 1. oldalága. Tovább haladva a 25 m magas Kürtő vehető észre, amely megközelíti a felszínt. A Kürtőn át nagy esőzésekkor víz zúdul a barlangba a kürtő felett található dolinából. Az alig 30 m-rel odébb lévő Könyvtárban megint megfigyelhetők hatalmas, mennyezetről levált, majd egymásra zuhant kőlapok (könyvek). Kölesi Vince ezen a helyen lapos kőtáblákból emberkéz által rakott lépcsőket talált, amik még az 1900-as évek elején is megvoltak, de napjainkra (valószínűleg az 1950-es években történt kiépítéskor) eltűntek. A barlang Nyugati 2. oldalágának torkolata itt nyílik.
Tovább haladva, a bal oldali falon cseppkőkéreg (Niagara-vízesés), majd a főág végpontján a barlang egyik legnagyobb terme (Nagy Dóm) helyezkedik el. Formáját omlások, felszakadások alakították ki. A barlang főágának eredeti, szifonos vége (466 m) a jobbra nyíló Pokol torka után kb. 40 m-re fekszik. A barlangi patak vize innen bukkan elő. A Nagy Dómból karcsú, rozsdaálló acélból készült lépcső vezet fel a 18 m-rel magasabban húzódó, 1954-ben felfedezett Nagy-terembe. A terem egyik végén egy hatalmas, 30 m³-es leszakadt kőtömb emelkedik, másik végén pedig a barlang cseppkövekben leggazdagabb (szép cseppkő-bekérgeződések, függőcseppkövek és állócseppkövek) része van. A vendégek idáig jutnak el a túrán, majd a bemutatott útvonalon térnek vissza a felszínre.
Az Abaligeti-barlang élővilágának átfogó felmérését Gebhardt Antal végezte el, aki 1934-ben szisztematikus gyűjtőmunka eredményeként 190 állatfajt írt le a barlangban, köztük bogarakat, pókokat, aprófutonc féléket és a patak vizében egyedülálló vakbolharák fajokat, például a róla elnevezett Niphargus forelli gebhardtit és vak víziászkákat. A barlang jelentős téli denevérpihenőhely. A kutatók 19 olyan denevérfajt figyeltek meg, amelyek csak barlangban telelnek, vagy szaporodnak. Ezek közül időnként a nagy patkósdenevérek és kis patkósdenevérek a kiépített szakaszokon is láthatók. A nagyobb testű emlősök közül a nagy pele nyomait rendszeresen látni a barlang belső részein és nemrég egy vidra család is a barlangba költözött a szomszédos horgásztóból.
1921-ben volt először Abaligeti-barlangnak nevezve a barlang az irodalmában. Előfordul az Abaligeti-barlang az irodalmában A1 (Szabó Pál 1961), Abaliget Cave (Kordos 1977), Abaligeti barlang (Kadić 1922–1925), Abaligeti-cseppkőbarlang (Barbie 1936), Abaligeti cseppkőbarlang (Szeghalmy 1937), Akácos-víznyelő (Havasi, Székely, Salamon 2003), Nagy Paplika (Bertalan 1976), Nagypaplika (Kaán 1931) és Paplika (Polgárdy 1941) neveken is.

## Kutatástörténet

### 1896-ig
A Honművész 1833. október 6-i számában az van írva, hogy Pécstől Ny-ra, három órára, Abaliget szomszédságában található a híres abaligeti cseppkőbarlang, melyhez 3 öl széles és 20 öl hosszú előterem vezet. Felületét jéghideg, kb. 2,5 láb mélységű folyó víz borítja be. Az 500 öl hosszú barlang barnásfekete márványból áll. A barlangban föld alatt lévő, magas utak, tág termek, rémisztő örvények, melyekbe hangosan rohannak a patakok, és magas tornyokként felmeredő sziklahasábok vannak.
A Hölbling Miksa által írt és 1845-ben kiadott, Baranya vármegyének orvosi helyirata című könyv szerint Baranya vármegye legnevezetesebb barlangja az abaligeti barlang, mely a mecseki hegylánc É-i oldalában, Pécstől 1⅔ mérföldre található. A barlang 500 öl hosszú. Kölesy Vince Károly a Tudományos Gyűjteményben ismertette részletesen. Különös az, hogy a mánfai barlangból és az abaligeti barlangból is sebes patak tör elő. A Fényes Elek által írt, 1851-ben megjelent, Magyarország geographiai szótára című műben az olvasható, hogy Abaliget a barlangja miatt nevezetes. A barlangból friss víz folyik ki. A barlangot 45 perc alatt lehet végigjárni. A barlang végén egy ismeretlen méretű tó van. A kősziklából álló barlangnak paplyuk a neve. A Hunfalvy János által írt, 1863-ban napvilágot látott, Magyarország és Erdély eredeti képekben című könyvben meg van említve, hogy Mánfa és Abaliget határában érdekes cseppkőbarlangok vannak.

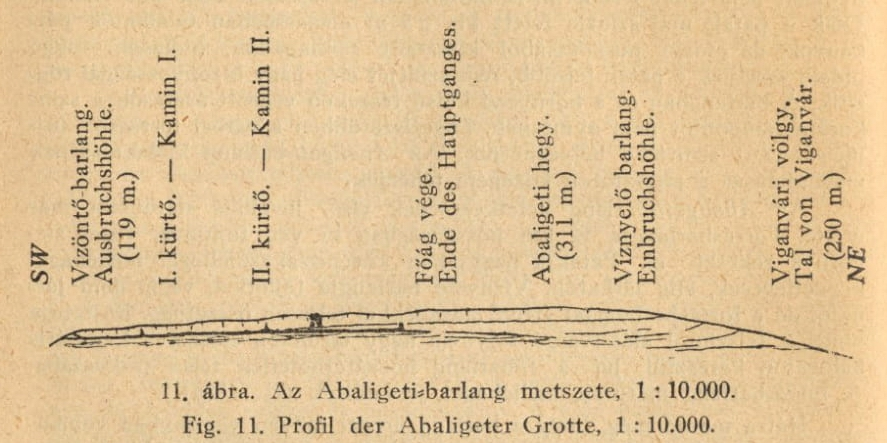
Az Abaligeti-barlang 1925-ben publikált, 1:10.000 méretarányú hosszmetszet térképe (a térképet Bokor Elemér készítette)

A Hazánk s a Külföld 1866. évi évfolyamában szó van arról, hogy Abaliget egyik nevezetessége a pap lika, vagy pap lyuka (ahogy a nép nevezi), amely egy hatalmas cseppkőbarlang. A barlanghoz gyönyörű hegyoldalon vezet át az út, melynek szépsége feledteti a kirándulás fáradalmait. Nagyon széles a barlang bejárata, amelyből folyamatosan folyik ki a víz. Olyan sok a víz és nagy a sodrása, hogy a közelben lévő malmot a víz hajtja. A barlangbejárat előtt célszerű a fáklyákat meggyújtani, majd az égő fáklyákkal elkezdhető a barlang megtekintése. A barlangot egy pap fedezte fel, aki hűvös helyet keresett élelme tárolásához. Ezért lett a barlangnak pap lika a neve. Nagyon sokáig csak a 20 öl hosszú és 3 öl széles előtornác, melynek talaját jéghideg víz borítja, volt ismert.
Az előtornác hátsó részét magas sziklafal határolja, amit a víz 1 öl magasságig önt el. A felső keskeny nyíláson át boltozatszerű kis üregbe lehet jutni, melynek egyik oldalán víz tör elő, a másik oldalt pedig megint szikla zárja le. Ha azon a nyíláson, ahonnan a víz előtör, meghajolva átmegy a látogató, akkor be lehet jutni az 500 öl hosszú barlangba. A barlang helyenként templomokéhoz hasonló magasságú, de néhány helyen annyira alacsony, hogy csak meghajolva lehet haladni. Hatalmas sziklák és különleges, állat- és emberalakú cseppkövek merednek felfelé. A fáklyák fénye sok denevért felriaszt. Csak a denevérek hangja zavarja meg a patak zuhogását és a vízcseppek neszét. A barlang közepén van egy hatalmas mélyedés, melybe a habzó patak ömlik. Itt csak kötél segítségével lehet átjutni, majd kissé odébb elérni ennek a nagyszerű barlangnak a végét.

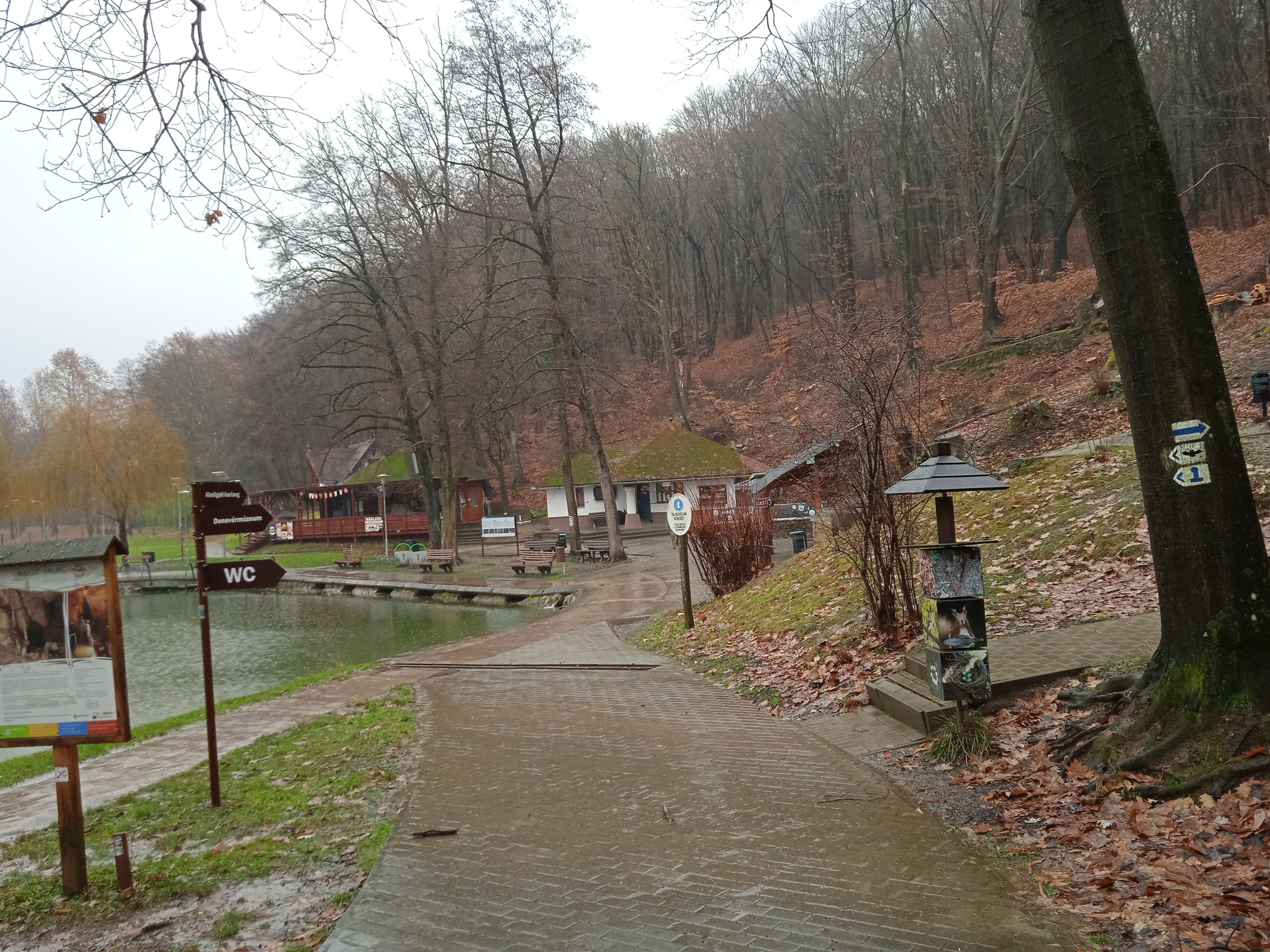
Az Abaligeti-barlang bejáratának környéke 2021-ben

A be nem fagyó és ki nem száradó patak vize a barlang levegőjét hűvössé és légzéshez alkalmassá teszi. Semmi nyoma növényzetnek. Régen (talán a tatárjáráskor), emberek is laktak a barlangban, amit bizonyít az emberi kéz által készített 14 lépcsőfok, ezeken egy válogatott kövekből épített fal, illetve az itt található (emberi és állati) csontok. A rakott fal hosszú és 5 láb magas. A barlang legnagyobb része szürke márványból áll. A patak forrásánál sok vas-oxid figyelhető meg. A publikációban látható egy Greguss János által, eredeti vázlat alapján készített fekete-fehér rajz, amelyen az Abaligeti-barlang bejárata figyelhető meg.
A Turisták Lapja 1890. évi évfolyamában lévő, Kiss József által írt cikkben az olvasható, hogy Alsó-Magyarországnak egy nagy barlangja van, az abaligeti. Az 500 m hosszú barlang a Mecsek hegység mészkőrétegei alatt, DNy-i irányban húzódik. Az Abaligeti-barlang nem olyan, mint a nagyszerű Postojna-barlang csillogó cseppköveinek remek alakzataival, óriási tánctermével, gyönyörű briliáns oszlopával, magas kálváriájával és templomszerű boltozataival, mert ilyen helyek nincsenek az Abaligeti-barlangban. A látogató mégis elégedetten távozhat a barlang megtekintése után akkor, ha kisebb igénnyel lép át a barlang bejáratán és ha érdeklődik a természet félelmetes, de nagyszerű alkotásaiért. Kiss József a barlang hiányosan ismert történetét Chalupni Jánostól (abaligeti egykori plébános) hallotta. Chalupni János nagyon sokat tett a barlang megtekinthetővé tételéért és megnyitásáért. Fáradhatatlanul, anyagi áldozatot nem kímélve dolgozott, hogy a barlangot olyan állapotba hozza, hogy azt a turisták nehézség és akadály nélkül látogathassák. Az előnyös változás, mely a barlang jelenlegi és régi állapota között megfigyelhető, egyedül Chalupni János maradandó érdeme, akinek neve elválaszthatatlanul összeforrt a barlang történetével.

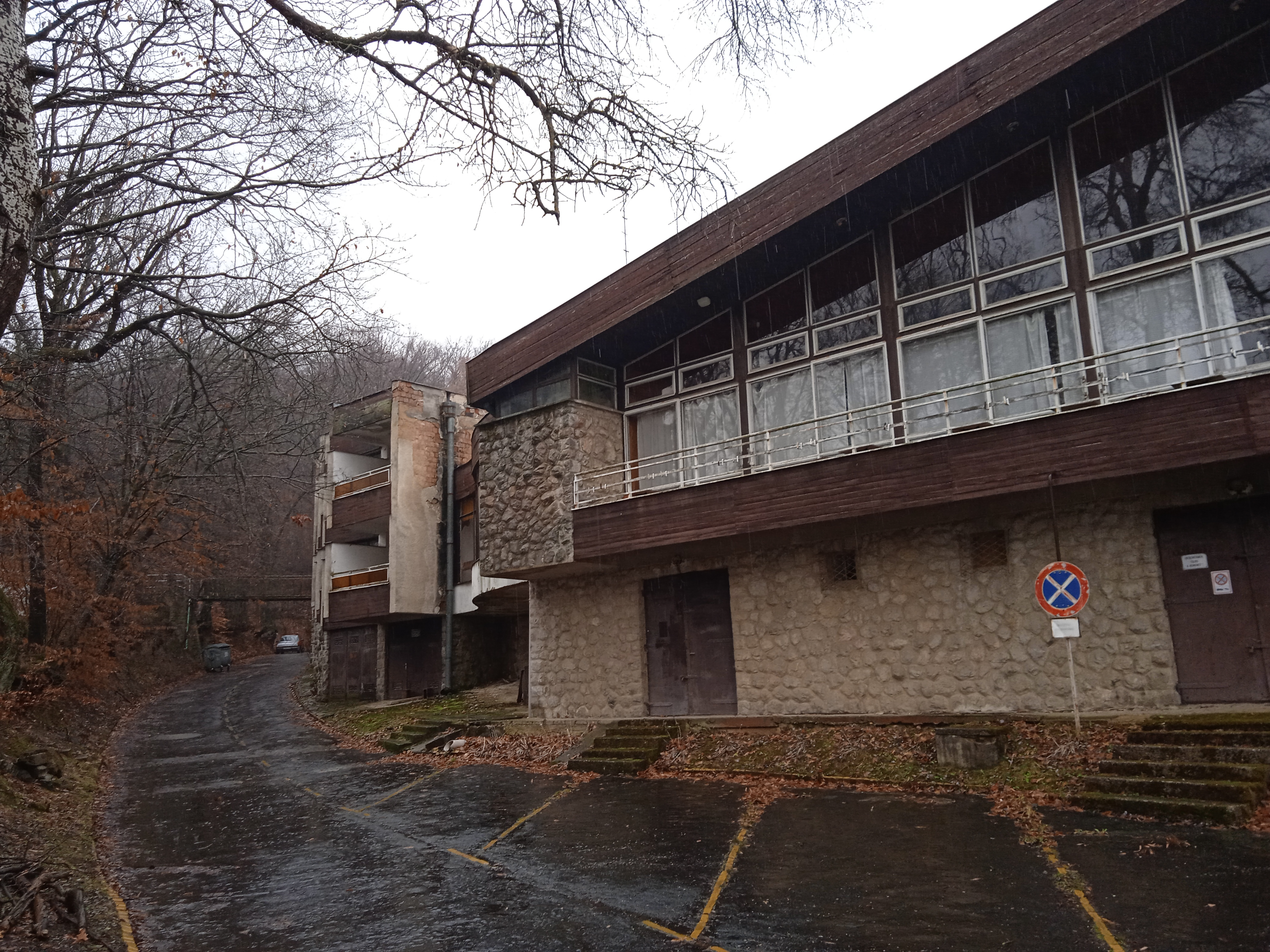
Az Abaligeti-barlang bejáratának közelében lévő üdülő

A plébánia történetében először 1768-ban van a barlang említve. Ekkor a Mattenheim József nevű bátor molnár és társai nyakig vízben gázolva hatoltak be a barlang elülső részébe. Kölesy Vince ispán 1819-ben a barlangban emberi és állati csontvázakat fedezett fel, majd ismertette a barlangot a Tudományos Gyűjtemény 1820. évi évfolyamában. Az 1830-as években egy főúr tágította a bejáratot, hogy a barlang hozzáférhetőbb legyen, de ez a barlang szépségének elrontásához vezetett, mert a barlangot nem felügyelte senki, a látogatók pedig a cseppkőképződményeket barbár módon megrongálták és elhordták. Állítólag egy földesúr a kertjének virágágyait a barlangból kivitt cseppkövekkel rakatta körbe. Chalupni János nemrég gyűjtést indított azért, hogy a barlang legszebb részeit meg lehessen nyitni a látogatóknak. Fáradozása sikerrel járt, ezért napjainkban viszonylag kényelmesen járható az egész barlang, melyet korábban helyenként csak négykézláb, vagy mászva, térdig vízben gázolva lehetett megnézni.
A barlangba a belépőjegy személyenként 30 krajcár, egy lámpa 10 krajcár, magnéziumsodrony métere 20 krajcár, a vezetőnek pedig az egyszeri kalauzolásért csoportonként 50 krajcár fizetendő. Fizetni a tanítónál kell. Kiss Józsefék megváltották a belépőjegyüket, majd a barlangi vezetővel együtt elindultak a barlanghoz, amely a kocsmától kb. 8–10 percre található. Az 1,5 m magas, ugyanolyan széles és vasráccsal lezárt barlangbejárat előtt kis kert helyezkedik el, amely rózsabokrokkal és fenyőfákkal van beültetve, illetve pihenőpadokkal van ellátva. A barlangból egy kis patak kristálytiszta vize tör elő. A túravezető egy-egy lámpát adott mindenkinek, majd elindult előre. A tág előcsarnokból keskeny sikátor vezet a cseppkőbarlang első nagy üregébe. Ebből az üregből lett kihordva a legtöbb cseppkő és jelenleg csonka oszlopmaradványok emlékeztetnek szemrehányóan az itt történt vandalizmusra.

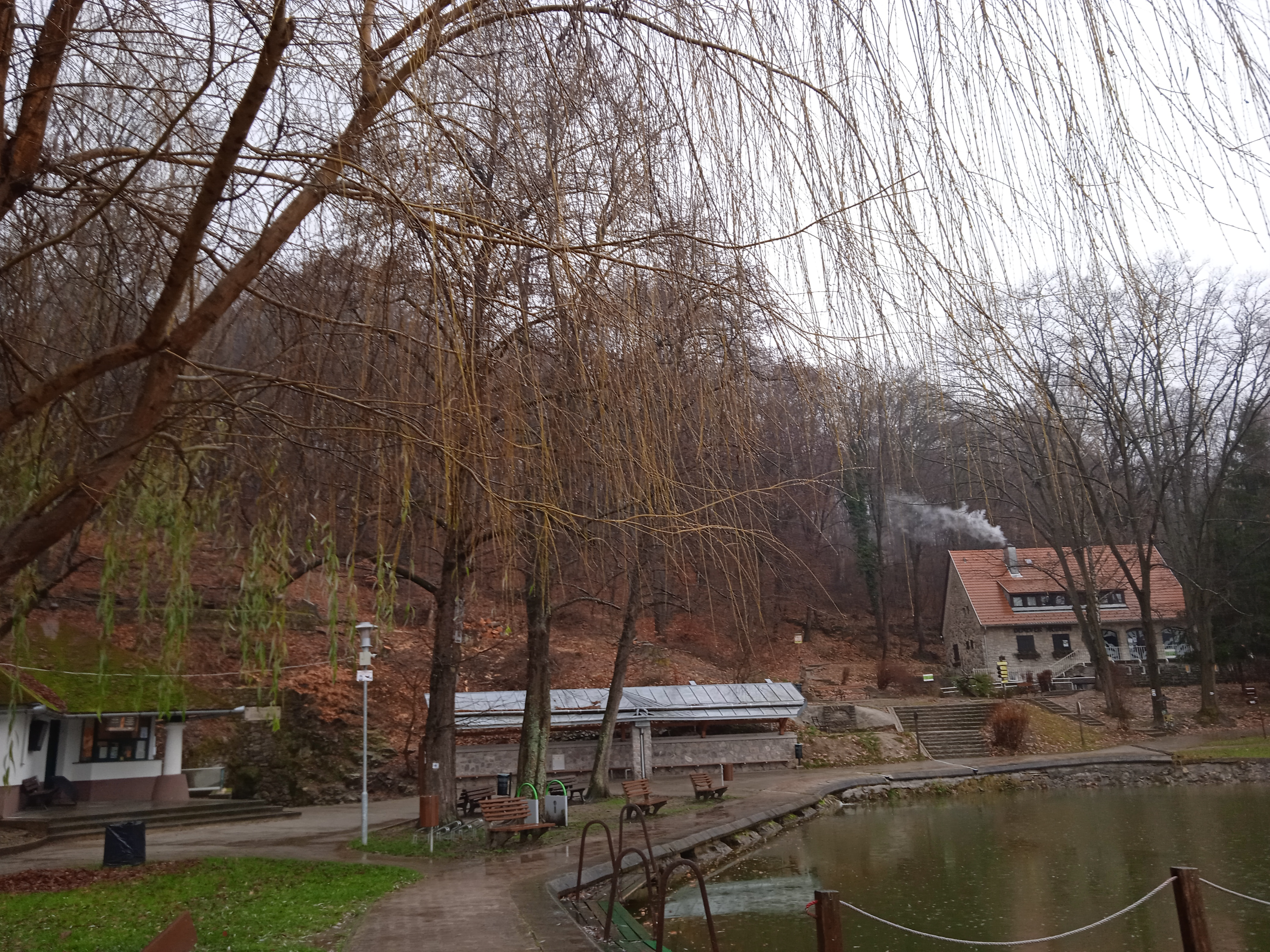
Az Abaligeti-barlang bejáratának környéke 2021-ben

A látogatók elhagyták a külvilágot és csak lámpáik fakóvörös fénye mozgott kísértetiesen a boltozatos üregekben. A látogatók félni szoktak akkor, amikor a csarnokot elhagyva egy keskeny, lépcsőzetes úton mennek tovább, a félénkebbek inkább visszafordulnának, hogy ne kövessék a vezetőt, aki nem felejti el felhívni a vendégek figyelmét egy-egy érdekesebb dologra. Azonban senki sem vallja be, hogy milyen hatással van rá az a gondolat, mely akaratlanul felmerül az úton rendetlenül heverő, leszakadt, óriási sziklatömbök látványa miatt. A látogatók arra szoktak gondolni, hogy milyen rossz lenne, ha egy ilyen, leszakadó sziklatömb elzárná mögöttük a visszavezető utat. A látogatók egy idő után megnyugszanak és megbarátkoznak a föld alatti világ különös életével, majd figyelmük megint a barlang látnivalói felé fordul. Kiss Józsefék vezetője azt kiáltotta, hogy itt van a korona. Innentől egymásután következnek a különböző cseppkőalakzatok (pl. függőhíd, pisai ferde torony, kőmoha, Mária-szobor, dóm, oltárszekrény).
Lépcsőn le, lépcsőn fel, csarnokokon keresztül haladtak tovább miközben megtekintették a látnivalókat (pl. Kálvária, oszlopcsarnokok, szószék, elefánt, függöny, sírkő, függő ék, könyvtár, mestergerenda), majd elértek egy kőlapokból rakott, 12 lépcsőfokból álló lépcsőhöz, amelyen leereszkedve kis terembe jutottak, ahol sok apró, de tiszta, átlátszó cseppkövet figyeltek meg. Ezután következik a vízesés és a nagy dóm. Az utóbbiban van egy emberkéz által rakott fal is, mely az itt talált 12 lépcsőfokkal együtt azt tanúsítja, hogy ezen a helyen régen volt a barlangnak egy bejárata, melyet később hegyomlás temetett be. Ennek az omladéknak a tetejére felmászva található meg az út a pokol torkába, amely egy szűk, kéményszerű nyílás. A pokol torkából egy másik üreg nyílik, melynek végén egy teknőalakú boltozattal fedett, néhány négyzetméter területű víztükör, a tó fekszik. A barlang nem a cseppkövek miatt vonzó, érdekes, mert azok barbár módon meg lettek csonkítva. A barlangban a geológusok számára legérdekesebbek az évezredek óta dolgozó víz mestermunkái, a vízmosás által csiszolt különböző mészkőalakzatok (pl. a lovag, a bárd).
Innen vissza kell fordulni és a patakon átvezető 36 kis tölgyfahídon át lehet kimenni a barlangból. Útközben egy-egy pillantás vethető az érdekes részekre. A sírkőnél álljunk meg még egyszer és olvassuk el a felette elhelyezett táblán, amelyet Chalupni János emlékének megőrzése miatt állított a kegyeletes utód, található verset.
Biró Imre:
„E sírkőnek nevezett darabot
Fenn állva s szárazon hogy láthatod,
Chalupni János, a korán meghalt
Plébánosnak tulajdoníthatod.
Ezernyolczszáznyolczvannégy volt akkor,
Midőn nyitott dinamit és lőpor,
Nyolczvanhétben cseppkőszín himlő-kór
Ölé meg. A barlang is sírt ekkor.”

Visszafelé gyorsabban haladtak és 15 perc múlva kékes derengés jelezte a kijárat közelségét. Jó volt nekik, hogy megint friss levegőt szívhattak és gyönyörködhettek a természet pompájában, mert bő egy órát voltak ettől megfosztva.

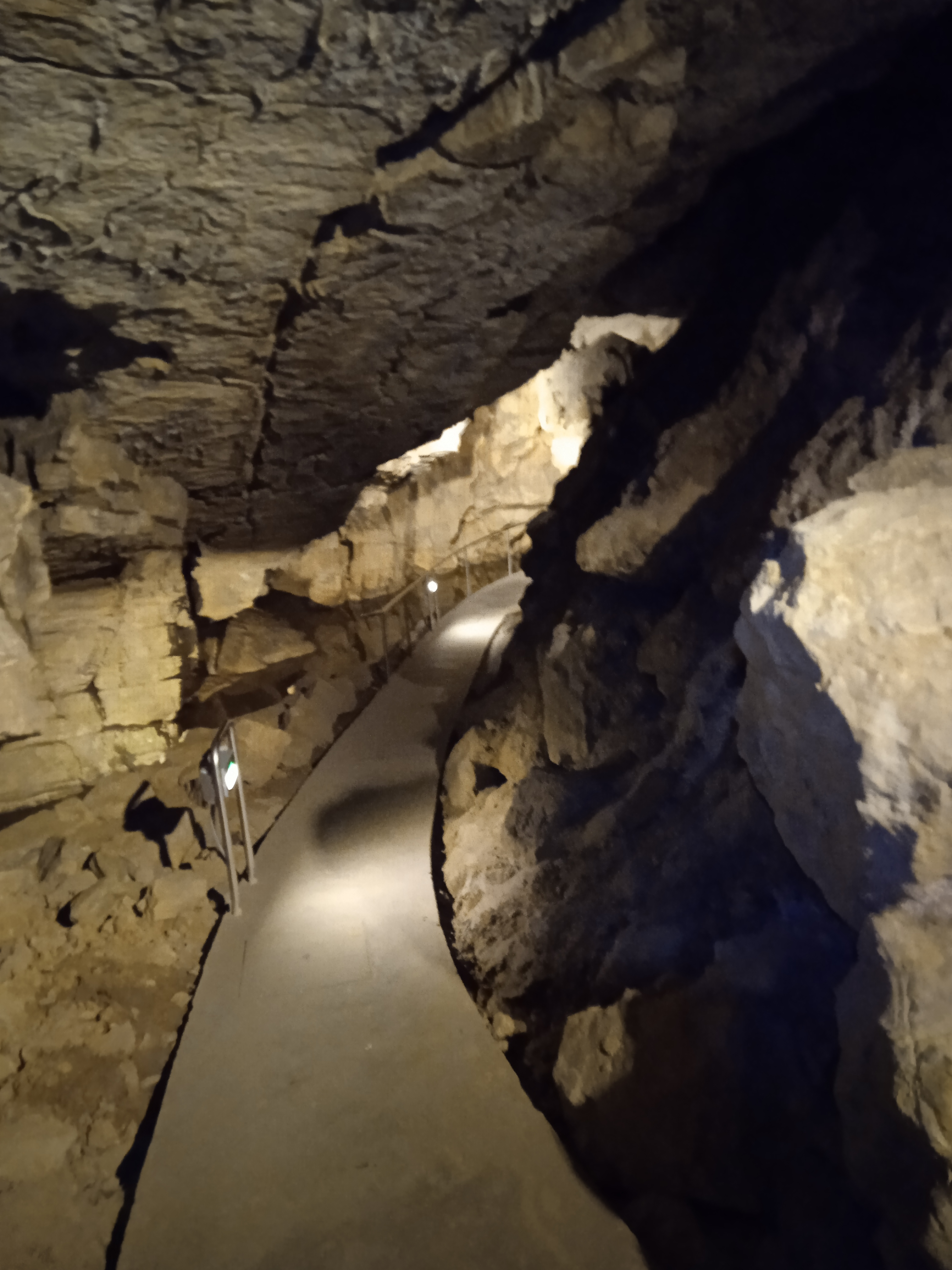
Részlet az Abaligeti-barlang kiépített szakaszából

A Turisták Lapja 1891. évi évfolyamában megjelent, Az abaligeti barlang című publikációban az van írva, hogy a folyóirat előző évfolyamának 9–10. számában (299–303. old.) megtalálható a Dunántúl legnagyobb barlangjának, az Abaligeti-barlangnak ismertetése. A cikk szerzőjének, Kiss Józsefnek köszönhető, hogy a mostani számba bekerült a barlang alaprajz térképe, amely a barlang egy mérnök által végzett eredeti felmérése alapján készült. Az előző cikkhez kapcsolódóan megemlíthető, hogy a felmérést végző bányamérnök szerint a barlang a tavon túl folytatódik. Megállapította, hogy a barlangtető sziklafala belenyúlik a tó vizébe, ezért tűnik úgy, hogy a barlangnak vége van, pedig a valóságban a szikla csak kettéosztja a tavat. Ahogy máshol is, úgy Abaligeten is különböző babonák és hiedelmek kapcsolódnak a barlanghoz. A nép úgy gondolja, hogy a barlang zúgása jelzi az időjárás-változást. Azt is mondják az emberek, hogy a barlang vize télen meleg, nyáron pedig hideg. Olyan sok víz bukkan elő a barlangból, hogy az malmokat hajt. A barlang környéke már az ősidőkben lakott volt. Ezt tanúsítják a barlang felett lévő, közeli domblejtőn található, őspogány temetkezési halmok (tumulusok). Ezekben az 1889. március 19–22-én végzett ásatásokon urnák és néhány bronzmaradvány (pl. karperec, melltű) lettek felfedezve. A közleményben látható a barlang alaprajz térképe.
Az 1892. évi Archaeologiai Értesítőben megjelent, Wosinsky Mór által írt tanulmányban szó van arról, hogy Magyarország cseppkőbarlangjai között a Baradla-barlang után első helyen áll a Baranya vármegyében lévő Abaligeti-barlang. Az Abaligeti-barlangot emberemlékezet óta ismerik, de nagyon kevesen gyönyörködhettek a természetnek ebben a magasztos alkotásában, mert bejárata korábban egy nagyon szűk nyílás volt, amelyet a barlangból állandóan folyó patak vize feltöltött iszappal. Chalupni János (Abaligeten élő római katolikus plébános) nagy érdeklődése és páratlan áldozathozatala segítettek ezen a bajon. 1884-ben kezdte el bányamunkások és dinamit segítségével a robbantásokat. Három éven át százakat áldozott a barlangnak. A barlangnak most tág a bejárata. Sok híd, amelyek átvezetnek a patakon és karban vannak tartva, illetve kitűnő út lett készítve a barlang végéig. Biró Imre, Abaliget mostani plébánosa elődje példáját követve, fáradhatatlanul gondozza a barlangot. Jelenleg egy állandóan alkalmazott vezető, fáklyák, lámpák és magnézium reflektorok állnak a látogatók rendelkezésére.
Még nem volt a barlang kutatva régészeti szempontból, ezért Wosinsky Mór készséggel elvállalta annak az ásatásnak a vezetését, amire Biró J. kérte fel és amit Biró J. tervezett. Az ásatást a jelenlegi bejárat utáni első, kissé tág üregben, a pataktól balra lévő részen, mely a jobb oldali járdától kb. 1,5 öllel van magasabban, kezdte el Wosinsky Mór. Itt 83 cm vastag iszapföldet talált, amely alatt egy 27 cm vastag sztalagmitréteg húzódik. A sztalagmit alatt nagyon kevés iszapréteg van, majd 137 cm mélyen (a legfelső iszapföldtől számolva) következik vörösre égett föld, mely nagy területen fekszik és 11 cm vastag. Ezt a tűzhelyet részletesen átvizsgálta, de csak apró kavicsot és széndarabkákat talált. Kb. 2 m-rel távolabb megint feltörette a sztalagmitréteget.

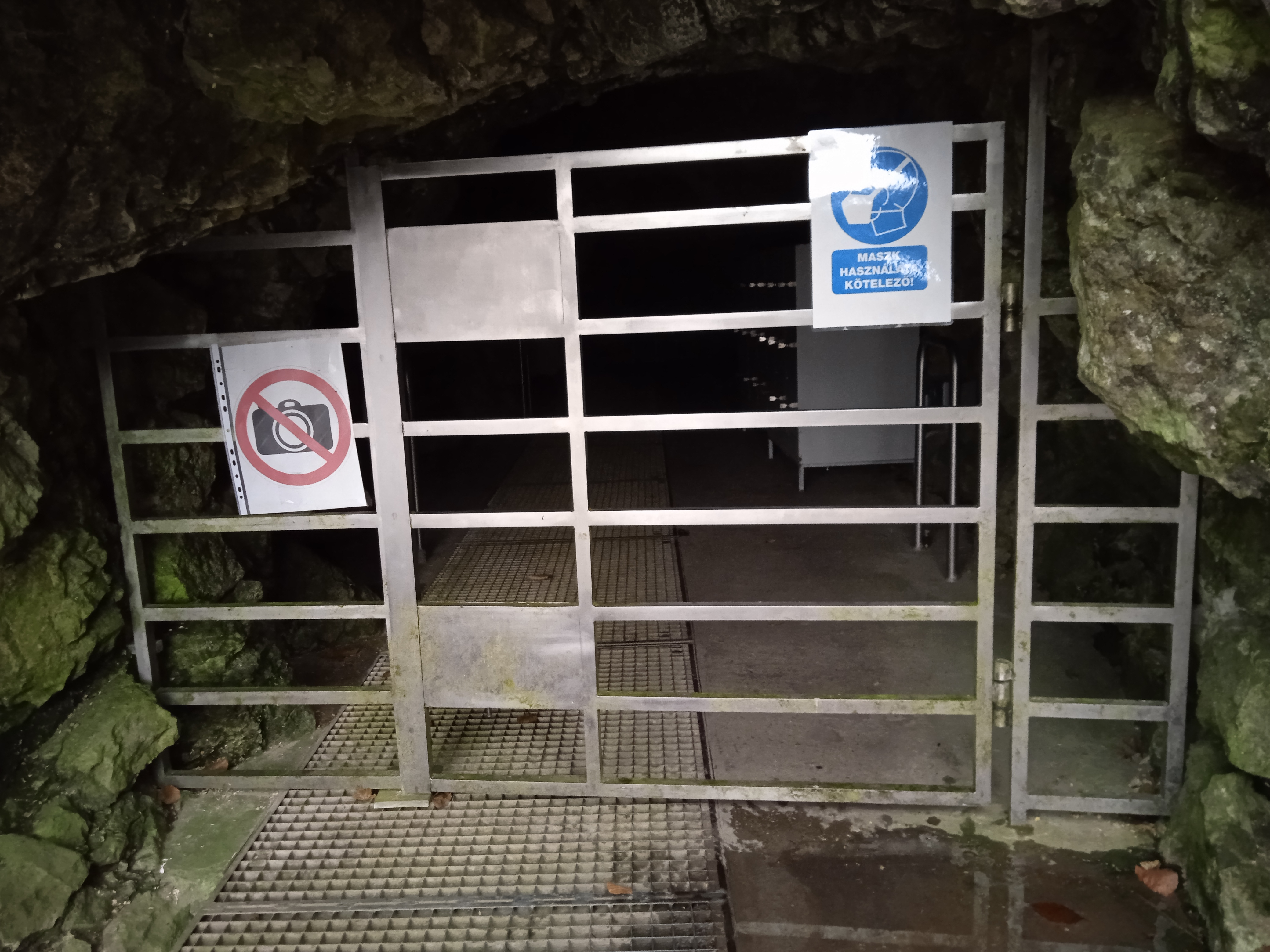
Az Abaligeti-barlang lezárt bejárata 2021-ben

Itt is megtalálta közvetlenül a sztalagmitréteg alatt a tűzhely nyomát, mely az előbbi helyről húzódik ide. Ennek a tűzhelynek az alja is sok helyen fekete a tűzhely szene miatt. Itt 10-15 db csontszilánk, egy nagy állatfog, sok patakkavics és silexdarabok kerültek elő. A nagy fog és a csontdarabkák a tűz miatt kalcináltak. A patakkavicsokon is erős égési nyomok láthatók. A silexdarabkákon nincs meg az a bütyök, mely az emberi kéz által okozott erős ütés miatt keletkezik azon a helyen, ahol az ütésnyom van. A silexek szélei is tompák, ezért azokat nem ember hozta létre, de a tűz nyoma és az égett csontok kétségtelenül bizonyítják azt, hogy az ősember itt élt. Az előbbi tűzhelytől két lépéssel beljebb, az iszapföldben, a barlang mészkőfalához rézsút felfelé támasztva találtak egy hatalmas mammutagyart, de az annyira korhadt volt, hogy csak darabokban tudták kiemelni. Ezek a darabok is gyűrűs rétegekre mállottak szét megszáradva.
Ásatást végzett a barlang hátulsó, tág részében is és itt, közvetlenül a jobb oldali barlangfal mellett ásatott le 158 cm mélyre. Itt iszap és vörösre égett föld váltakoznak egymással, úgy, hogy 12 vörösre égett földréteg különíthető el egymástól. A földrétegek kb. 15 lépés hosszan fekszenek. A földrétegekben azonban nem fedezett fel tárgyat. A barlang hátulsó része nagy sziklatömbökből rakott fallal volt régen leválasztva. Ezek a kövek kötőanyag nélkül voltak összerakva úgy, hogy a víz szabadon le tudott folyni a falon át. Állítólag vasdarabok kerültek elő régen a fal környékéről.
Mivel Wosinsky Mórnak nagyon kevés ideje volt, illetve a sztalagmitréteg feltörése nagyon fárasztó és költséges munka, ezért abbahagyta a barlangban a munkát és a barlang környékén ásatott egy napig. Ugyanis a barlang környékének megtekintésekor, közvetlenül a barlangbejárat mellett, Ny-ra lévő legelő lejtőjén sok, alig látható kis emelkedést vett észre. Itt késő római kori temetkezési helyet tárt fel. A harmadik tumulus fenekén talált egy barlangi cseppkövet is. Ez utóbbi megdönthetetlen bizonyíték arra, hogy az ide temetkező rómaiak ismerték az Abaligeti-barlangot. Ha az őskor embereinek és a rómaiaknak állandó tanyája volt az Abaligeti-barlangban és környékén, akkor a barlang megérdemli, hogy az utódok is, akik kényelmesebben hozzáférhetnek, megfelelően figyeljenek a természetnek erre a csodálatos alkotására.

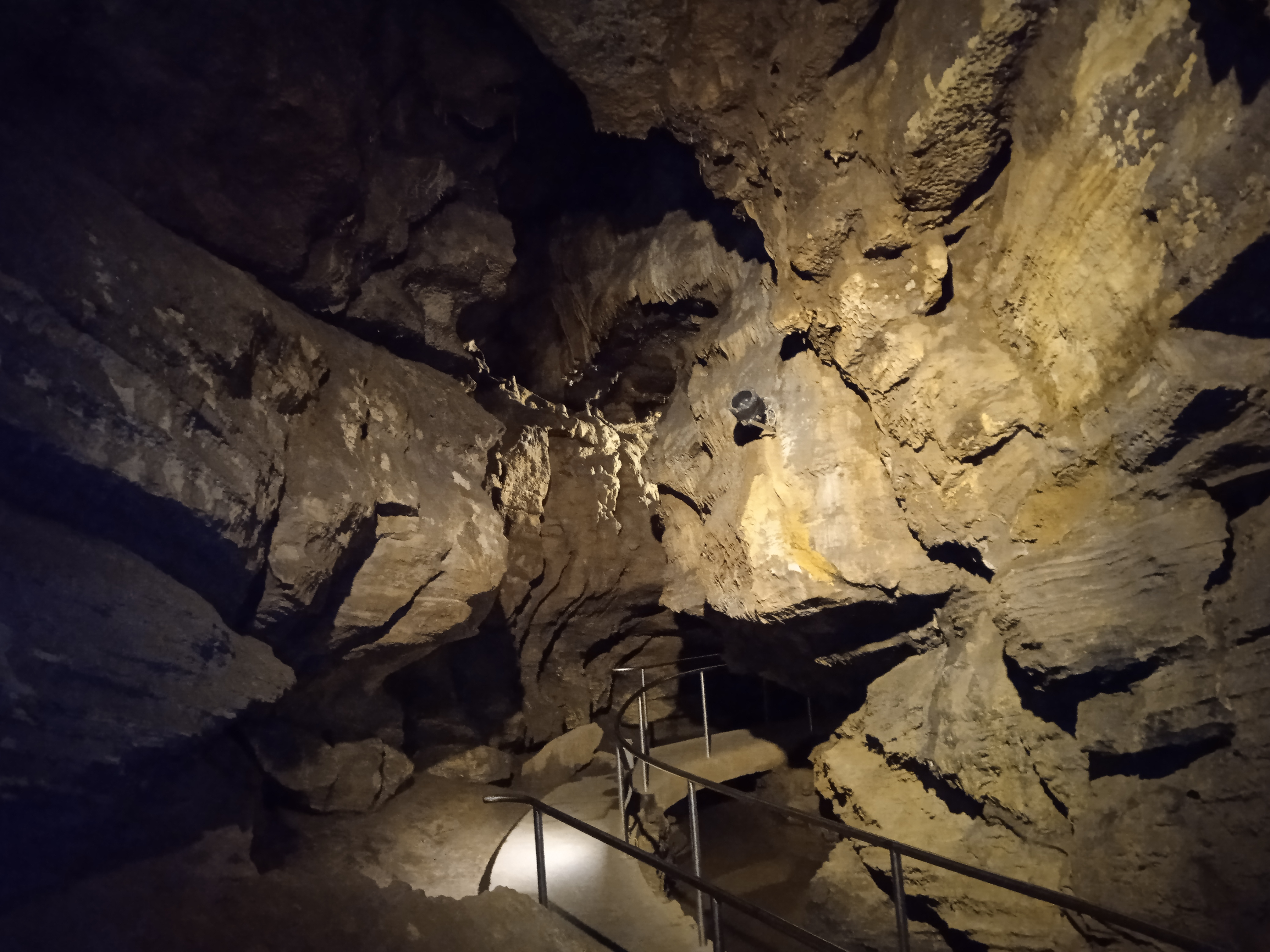
Részlet az Abaligeti-barlang kiépített szakaszából

Az 1893-ban kiadott Pallas nagy lexikona 1. kötetében lévő Abaliget szócikk szerint Abaliget határában, a Jakab-hegy ÉNy-i nyúlványában van az abaligeti cseppkőbarlang (Paplika). Az előbarlang 38 m hosszú, 5–6 m széles és 75 cm magasságig vízzel van töltve. A főbarlang 950 m hosszú, nagyszerű cseppkőképződmények vannak benne és teljes hosszában végigfut egy kis patak. A sziklába vésett lépcsők, falak, ember- és állatcsontok bizonyítják, hogy ember lakott a barlangban. A barlang előre jelzi az időjárás-változást, mert zivatar előtt morgás hallható benne. Patakjának vize nyáron jéghideg, télen meleg. A barlang első leírása Mattenheim József molnár kutatása szerint 1768-ban, az egyházi történetben történt. Fő cseppkőalakzatai a Korona, Függőhíd, Pisai torony, Kőmoha, Mária szobor, Dóm, Tabernákulum. Tó van a végén. A szócikk végén meg van említve három publikáció, amelyek foglalkoznak a barlanggal.
Az 1896-ban (vagy 1886-ban) Eperjesen napvilágot látott, Abaligeti cseppkőbarlang és vidéke című kiadványban publikálva lett 8 olyan álló, fekete-fehér fénykép, amelyek bemutatják az Abaligeti-barlangot. Az első fényképen a cseppkőbarlang bejárata látható. A második fényképen a barlang előcsarnoka figyelhető meg. A harmadik fényképen omladéktömbök (Karthago romjai), a negyedik fényképen az Elefánt, az ötödik fényképen a Kálvária, a hatodik fényképen a Kis dóm (Tabernaculum), a hetedik fényképen a Pisai torony alatti rész, a nyolcadik fényképen pedig a Korona van megörökítve.

### 1904
A Mecsek Egyesület 1904. évi évkönyvében lévő, Myskowszky Emil által írt tanulmányból az tudható meg, hogy geotektonikai szempontból a barlangok egyik csoportját az eróziós barlangok alkotják, amelyek közé pl. az abaligeti barlang (Magyarország) tartozik. A kőzetet behálózó repedésekből és szakadékokból a víz oldó hatása miatt barlanghálózat jön létre. Ahol a mészkő jobban át van itatva vasoxiddal, ott a víz gyorsabban és nagyobb mértékben oldotta a kőzetet, mint a szakadékhálózat többi részén. Ez megfigyelhető a legtöbb mészkőbarlang esetében, amelyek közül erre a folyamatra az egyik legszebb példa az eróziós Abaligeti-barlang, ami hasadékbarlang. A barlangban a Bagolyvár, a Pisai torony után következő első névtelen üreg, a Könyvtár, a Carthago romjai, a Tűzhely, a Dóm és egyéb, névtelen üregek sok helyen nagyon keskeny, 0,7–0,8 m-re szűkülő, de 10–15 m magasra nyúló hasadékfolyosókkal vannak egymással összekapcsolva. A vízszintes barlangok csoportjába tartozik a 455,25 m hosszú Abaligeti-barlang, de a felszíni viszonyokat figyelembe véve itt valószínűleg több kilométer hosszú barlanghálózat van.

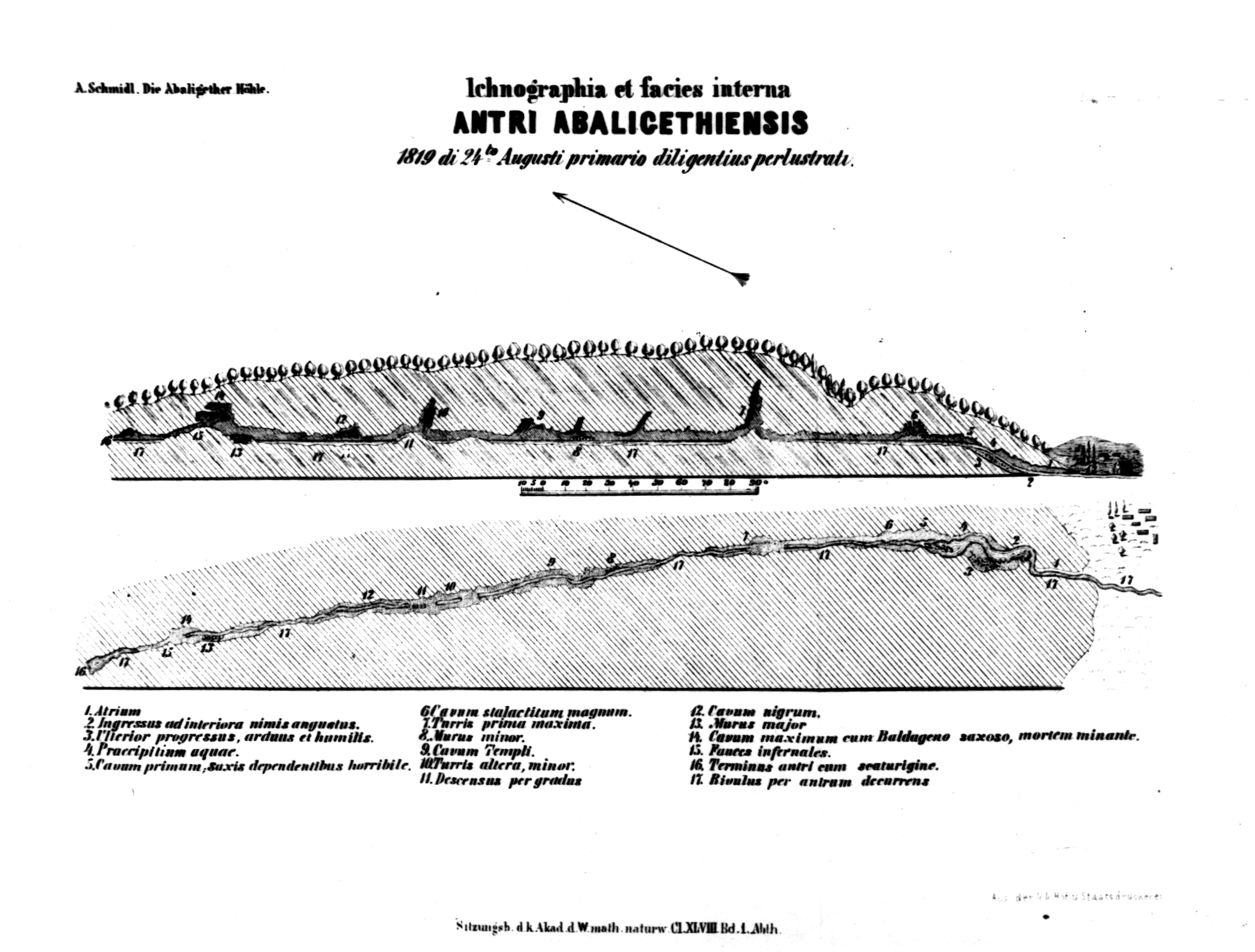
Az Abaligeti-barlang Schmidl Adolf által 1863-ban publikált alaprajz térképe és hosszmetszet térképe

Az Abaligeti-barlang meghosszabbított irányában vannak olyan kör és ellipszis alakú töbrök, melyek átmérője (hossza) 200–300 m, mélységük pedig 30–40 m. Az Orfűi Vízfő-barlang kb. 2,5 m magas bejárata sokkal kisebb a Mánfai-kőlyukénál, de nagyobb az Abaligeti-barlang bejáratánál. Myskowszky Emil a tanulmányban beszámol egy eseményről, mely miatt elképzelhető, hogy az Abaligeti-barlangban Proteusok és Amblyopsis spelaea-k (barlangi vakhalak) vannak. Tavaly nyáron meglátogatta a barlangot. A barlangba lépve kinyittatta a barlangot lezáró vasajtót, ekkor a közelben legelő gúnárcsapatból kb. négy egyed nagy örömmel besurrant a barlangba. Sokáig volt a barlangban Myskowszky Emil, majd mikor kifelé ment, akkor nagy hápogást hallott a bejárattól messze lévő részen. A hangokhoz közeledve meglepve látta meg azt a négy, a hideg vízben majdnem félig megdermedt gúnárt, amelyek besurrantak utána a barlangba. Minden bizonnyal nem először tették meg ezt az utat a sötétben és elképzelhető, hogy néhány, barlanglakó állat elfogyasztása miatt merészkedtek idáig, de ennek a vágyuknak könnyen áldozatul eshettek volna.
A Mecsek hegység barlangjai között, jelenlegi állapotukat tekintve, kétségkívül az Abaligeti-barlang áll első helyen, de ez a barlang más miatt is nevezetes. A barlang közvetlen közelében lévő régi római tumulusokban és a barlangban végzett ásatási kísérletek régi korszakok emlékeit hozták napvilágra. Ezek csak próbaásatások voltak, de ha a jövőben a körülmények megengednek egy tervszerű és részletes kutatást, akkor minden bizonnyal rendkívül fontos adatokkal fog gyarapodni tudásunk a környék őskori állapotáról. Az Abaligeti-barlang régóta ismert messze földön is, amit bizonyít az is, hogy a barlang sok irodalmi műben szerepel. Már az 1800-as évek elején említve volt Kitaibel Pál Icones Plantarum Hungariae rariorum című művében, Magyarország barlangjainak ismertetésénél. Ahol pl. a következők vannak írva az Abaligeti-barlangról: „In montibus occidentalibus nullum nobis cognitum est Antrum, neque in mediterraneis ullum reperitur, praeter illud, quod ad Abaligeth in Provincia Baranyiensi rivum emittit, quae res probabile, redit, quod nobis relatum est: specum hauc ad longam distantiam in montem penetrare et intus majora cava formare”...

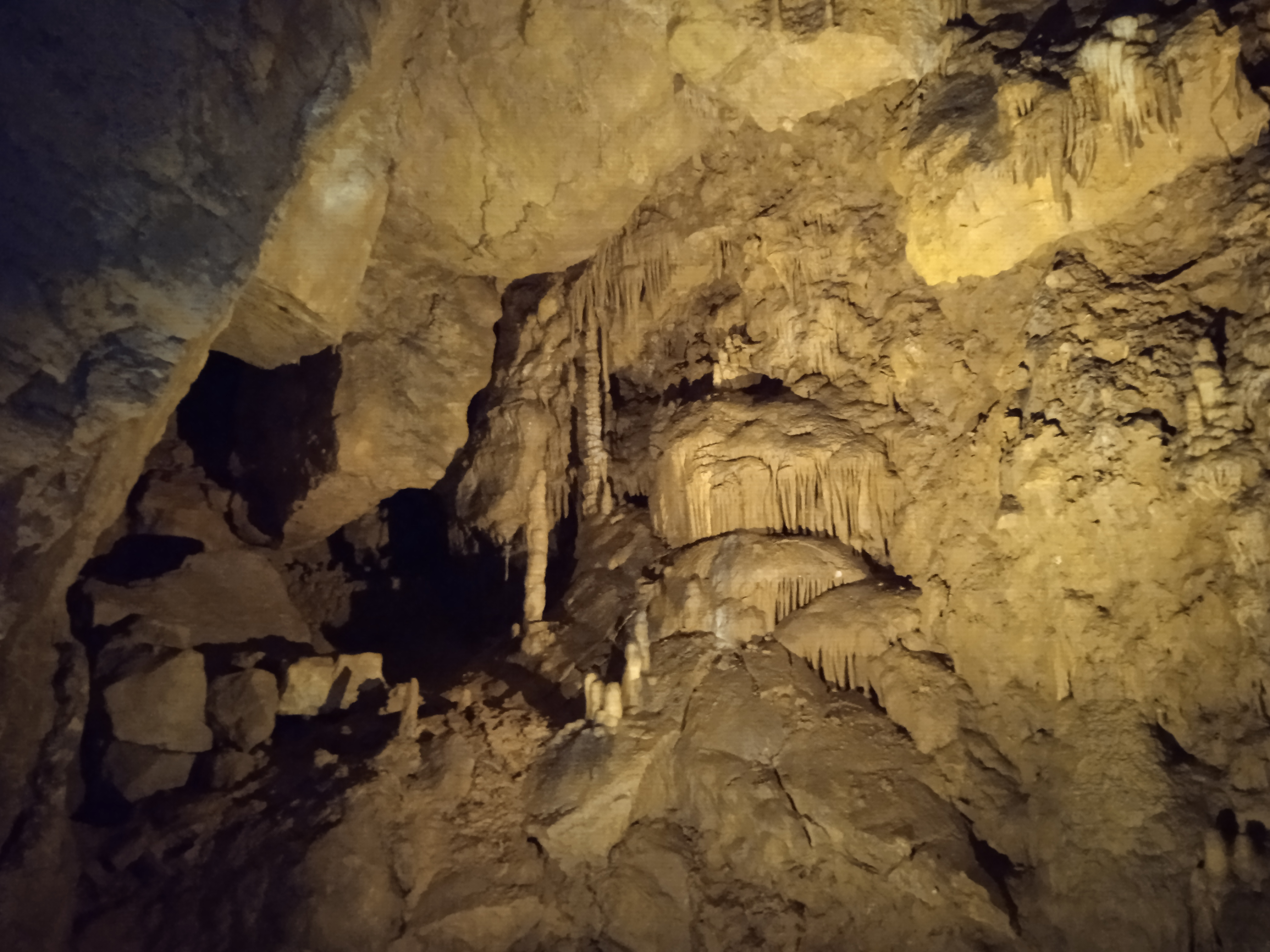
Abaligeti-barlang, a Nagy-teremben lévő cseppkövek

Kitaibel Pál könyvét olvasta a pécsi káptalan bicsérdi ispánja, Kölesi Vince, aki annyira fellelkesedett az olvasottak miatt (valószínűleg természetbarát volt), hogy megfelelő előkészületek után Mestrovich Antallal (abaligeti káptalani ispán) együtt 1819 májusában bejárta a barlangot. Akkoriban a barlang elején átjutni nagyon nehéz, sőt életveszélyes volt, amit, és a barlang bejárását – ugyan laikusként, de – nagyon érdekesen és részletesen közölte az 1820. évi Tudományos Gyűjteményben. Cikkének egy példányát a pécsi káptalan archívumában is elhelyezte azért, hogy a barlang leírása később is elérhető legyen. Elismeréssel kell adózni Kölesi Vincének, hogy így bizonyította be természet iránti szeretetét. Később, 1864-ben Schmidl Adolf személyes tapasztalatai alapján, a korábbiaknál tudományosabban, de csak vázlatosan ismertette a barlangot a Reiseskizzen in Ungarn című földrajzi művében. Rövid közlemény jelent meg a Turisták Lapja 1890. évi évfolyamában, amelyet Kiss József írt, aki a barlang szépségeit nagyon romantikus vonásokkal ecsetelte.
Wosinsky Mór szakszerűen közölte az 1889. március 19–21-én végzett ásatások eredményeit Az abaligeti cseppkőbarlang és a közelében lévő római kori sírhantok című cikkében (Archaeologiai Értesítő, 1892. évi évfolyam, 5. szám). Siegmeth Károly a Memoires de la Société De Spéléologie francia barlangtani folyóiratban (1898, 3. kötet, 16. szám) kiadott, Notes Sur Les Cavernes De Hongrie című tanulmányában bár röviden mutatja be a barlangot, de az érdekes azért, mert a külföld is megismerhette a különleges kialakulású barlangot. A fent felsorolt irodalmi adatokból látható, hogy az Abaligeti-barlanggal már régóta foglalkoznak, és a barlang a külföldi tudományos körök előtt sem ismeretlen, sőt valószínűleg jobban ismerik, mint közvetlen szomszédságában, Pécsett. A barlang a közelében található kövületek alapján a triász mészkő alsó alpesi szintjében alakult ki. A barlangbejárat Abaligettől DNy-ra, a településtől gyalog 10 percre, a fővölgy bal partján, fákkal körbevett kies helyen helyezkedik el.
A barlangba történő bejutás és a teljes barlang megtekintése jelenleg veszélytelen, könnyen megtehető. Amikor Kölesi Vince ott járt, akkor egy természetes, nagyon nehezen járható, életveszélyes, szűk és vízzel teli csatornán kellett átjutnia, mire elérte a magasan elhelyezkedő, kevésbé nedves barlangrészeket. Az 1830-as években egy mecénás főúr a nagyobb akadályokat eltávolíttatta bányászokkal és kissé tágította a barlangot, de a barlang jelenlegi állapota Chalupni Jánosnak (Abaliget régi plébánosa) köszönhető. Chalupni János majdnem egész életében a barlanggal foglalkozott. Sok időt fordított a barlangra és sokat fáradozott a barlangért. Ahol járt, ott agitált a barlang érdekében. Közadakozásból annyi pénzt gyűjtött össze, hogy a szükséges munkát elkezdhette. A feltáró munka költségeihez a következő adakozók jároltak hozzá nagy összeggel (Chalupni János sajátkezűleg írt jegyzete volt az alapja a felsorolásnak): Gruzling F. (esperes), Uj János: 10 korona; Nádossy Kálmán, ifj. Jeszenszky Ferenc, Mattyasovszky Jakab és neje: 20 K; Németh J. gyűjtése: 30 K 20 fillér; Rák Imre: 50 K; Sipőcz István gyűjtése: 75 K; Szíly János Gödre: 168 K 80 fill.; bükkösdi műkedvelők előadásából befolyt: 262 K 64 fill.; Chalupni János pedig 299 K 38 fill. A barlangi munkálatokra tehát összesen 1165 K 70 fill. állt rendelkezésre.
A feltáró munkálatok 1884. március 6-án kezdődtek el. A bányamunkások lőpor és dinamit segítségével folyamatosan dolgoztak 1884. november 12-ig. A barlang ekkor a Pokol torkáig lett rendbetéve. Az eddigi munkálat anyagköltséggel és napszámmal együtt 749 korona 78 fillérbe került. Néhány nap szünet után kezdték el a munkások a Pokol torkának átlyukasztását, amelyen 1884. november 24-től december 28-ig dolgoztak. Ez 94 korona 30 fillérbe került. Ezután a barlang meg lett nyitva jelenlegi alakjában. Mindez Chalupni Jánosnak köszönhető, akinek rajongó szeretete a barlang iránt, kitartó és törhetetlen akaratereje, illetve nagyrabecsült munkálkodása örökre megmarad a barlang történetében. A barlang küszöbét átlépve, a föld alatt sétálva (most már nem a romantikus hatású és füstös fáklyák fakóvörös fénye mellett, hanem egy reflektoros acetilénlámpa kápráztató fényében) áldozzon egy kis időt a látogató a rég elmúlt geológiai korszakok csodás alkotásainak megtekintésére.

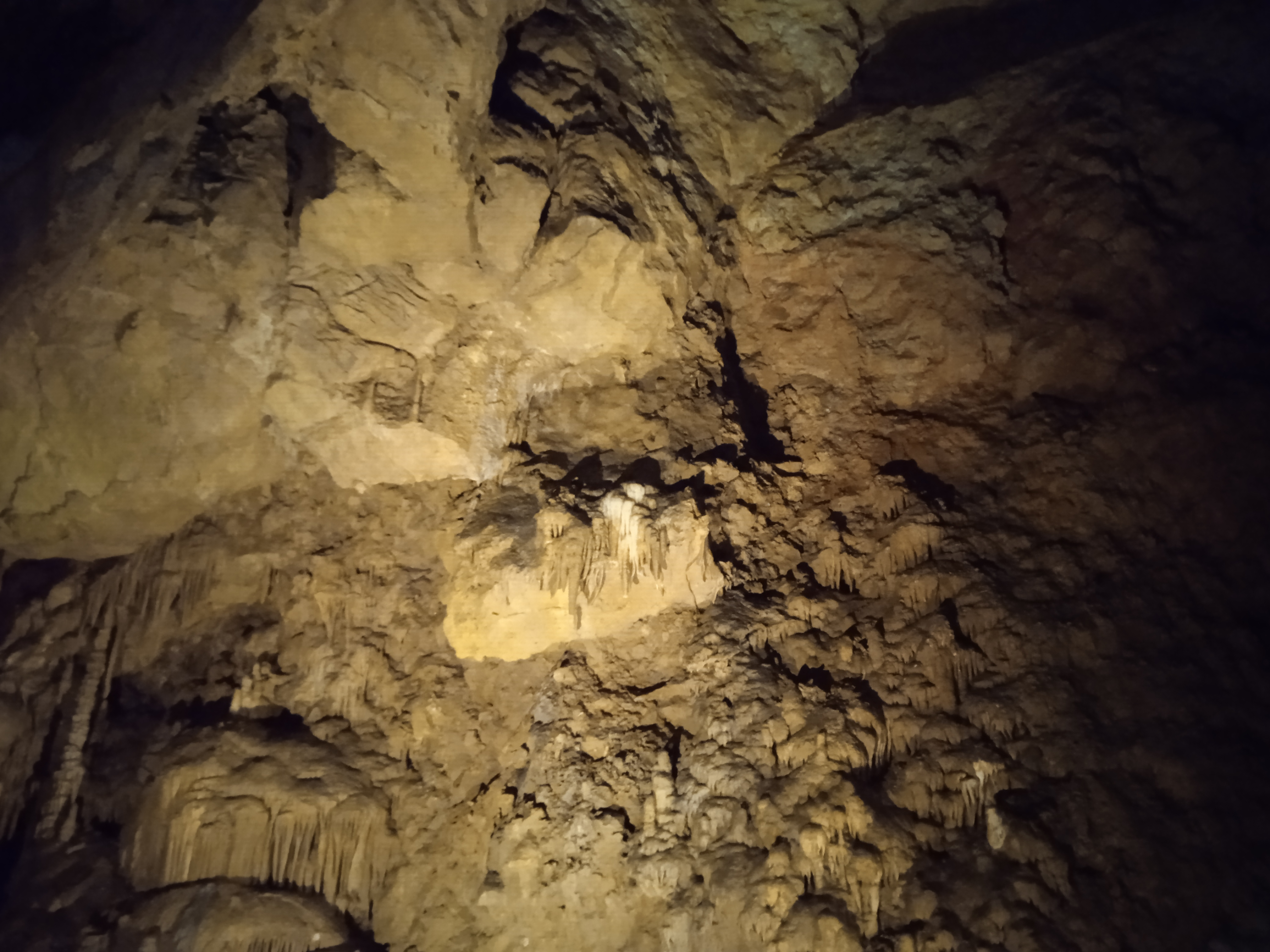
Abaligeti-barlang, a Nagy-teremben lévő cseppkövek

A barlang bejáratán átlépve rögtön egy tág előcsarnok fogadja a látogatót, innen meghajolva kb. 32 m-t kell menni egy zegzugosan kanyargó folyosón, a csörgedező patak felett talpgerendákra fektetett pallódeszkákon az első nagy, tág teremig, a Bagolyvárig. Kölesi Vince itt nagyon nehezen tudott haladni. Kölesi Vince leírásában be van mutatva a barlang természetes bejárata: Aki az abaligeti barlangot meg akarja vizsgálni, az először egy keskeny, kb. 3 öl széles és 18–20 öl hosszú előüregbe jut, melynek alján áramló, jéghideg víz van. A víz mélysége a bejáratnál csak 0,5 láb, de beljebb haladva mélyül annyira, hogy a sziklás előüreg végén már csípőig ér a víz. Itt egy sziklafal akadályozza a továbbhaladást és csak egy nagyon keskeny nyílás látszik a víz felett, melyen át kell bújni.
Ez az előbbre jutás azonban életveszélyes és mindenkit elrettent, mert az alig 2 láb széles és alig 4,5 láb hosszú lyukat, melyen át kell menni, majdnem teljesen víz tölti ki. A járatnak csak egy kicsi, kb. 1 lábnyi része van a víz felett, ezért az aki át akar bújni rajta, annak csak a feje marad a víz felett, a vízben pedig nyakig kell botorkálnia. Emellett az is nehezíti a bejutást, hogy az említett nyílásból folyamatosan folyik a víz, ezért csak háttal és lehajtott fejjel lehet átmászni. A lyukból pedig olyan erővel áramlik a levegő, hogy az átbújó érdeklődőnek majdnem elfojtja a lélegzetét. Mivel a napfény sehol sem hatol be ebbe a teljesen sötét barlangba, ezért a barlangjáróknak át kell adniuk egymásnak a lámpát, és amíg nincs nála a lámpa, addig magán gyertyákkal, fáklyákkal kell segítenie. A Bagolyvárban Kölesi Vince nagyon szép cseppkőképződményeket figyelt meg, de később ezek eltűntek, mert barbár kéz megfosztotta a barlangot a természetnek ezektől a kincseitől.

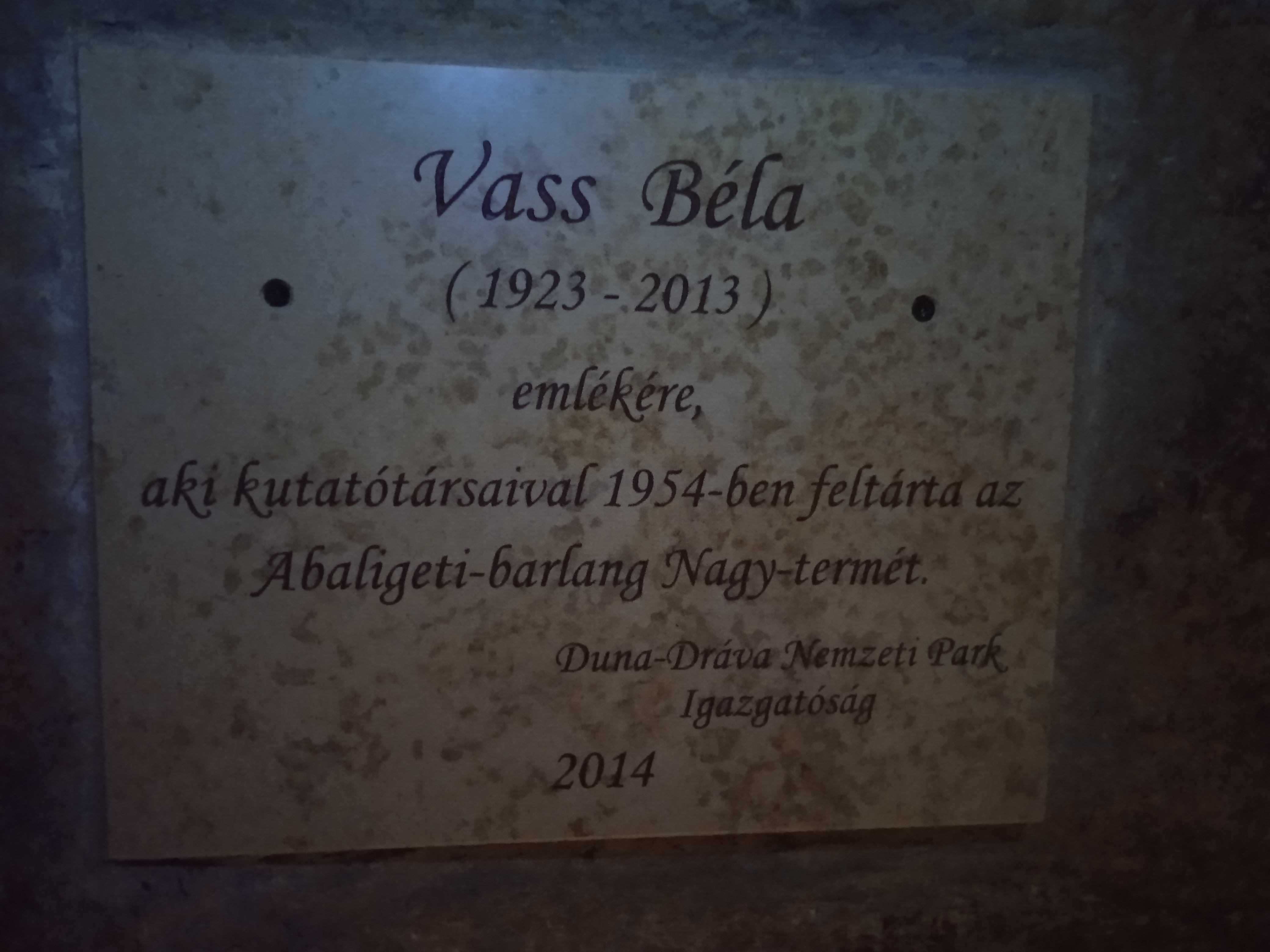
Abaligeti-barlang, Nagy-terem, a Vass Béla tiszteletére elhelyezett emléktábla

Régészeti szempontból érdekes leleteket talált a Bagolyvárban Wosinsky Mór, aki szakemberként vezette a Biró Imre által 1889. március 19–21. között végzett ásatásokat. A patak bal partján 83 cm vastag iszapföld, majd sztalagmitréteg alatt régi tűzhely nyomaira bukkant, mellyel néhány kalcinált csontszilánk, egy nagy állati fog és néhány silexdarab került elő. Ezektől nem messze, szintén iszapföldben, a barlang mészkőfalához rézsút feltámasztva mammutagyart fedezett fel, de ez korhadt volt, ezért azt csak darabokban tudták megmenteni. Az agyardarabok is szétmállottak gyűrűs rétegekre száradás közben. Wosinsky Mór még egy helyen ásatott, mégpedig a legutolsó teremben, ahonnan szintén előkerült égett föld és régi tűzhelynyomok. Ezek az ásatások csak kísérleti jellegű ásatásoknak tekinthetők, de ezek is tanúsítják, hogy a barlangban őslénykutatót, illetve régészt nagyon érdeklő maradványok vannak.
A Bagolyvárat elhagyva egymásután következnek a Korona, Függőhíd, Ég csatornái, Elly pihenője és a Kálvária nevű (ezeket a neveket a játékos képzelet miatt kapták), egyrészt eróziós eredetű képződmények, másrészt cseppkőképződmények, de ezek csak romjai az eredeti alkotásoknak. Tovább haladva felkelti a figyelmet egy magasba nyúló, ferde dőlésű kürtő, a Pisai torony, melynek a későbbi feltáró munkáknál fontos szerepe lesz. A toronnyal szemben az első földomlás figyelhető meg, melynek határozottan megállapítható nyoma a felszínen lévő töbör. Az ezután következő szakasz kisebb-nagyobb kamrákból és az azokat összekötő keskeny, de 15–20 m magas hasadékokból áll. Az Abaligeti-barlangnak ezen a részén kívül a Földön kevés olyan, eróziós eredetű barlangrész van, melyben láthatók a kimosások ennyire jellegzetes és szép példái.

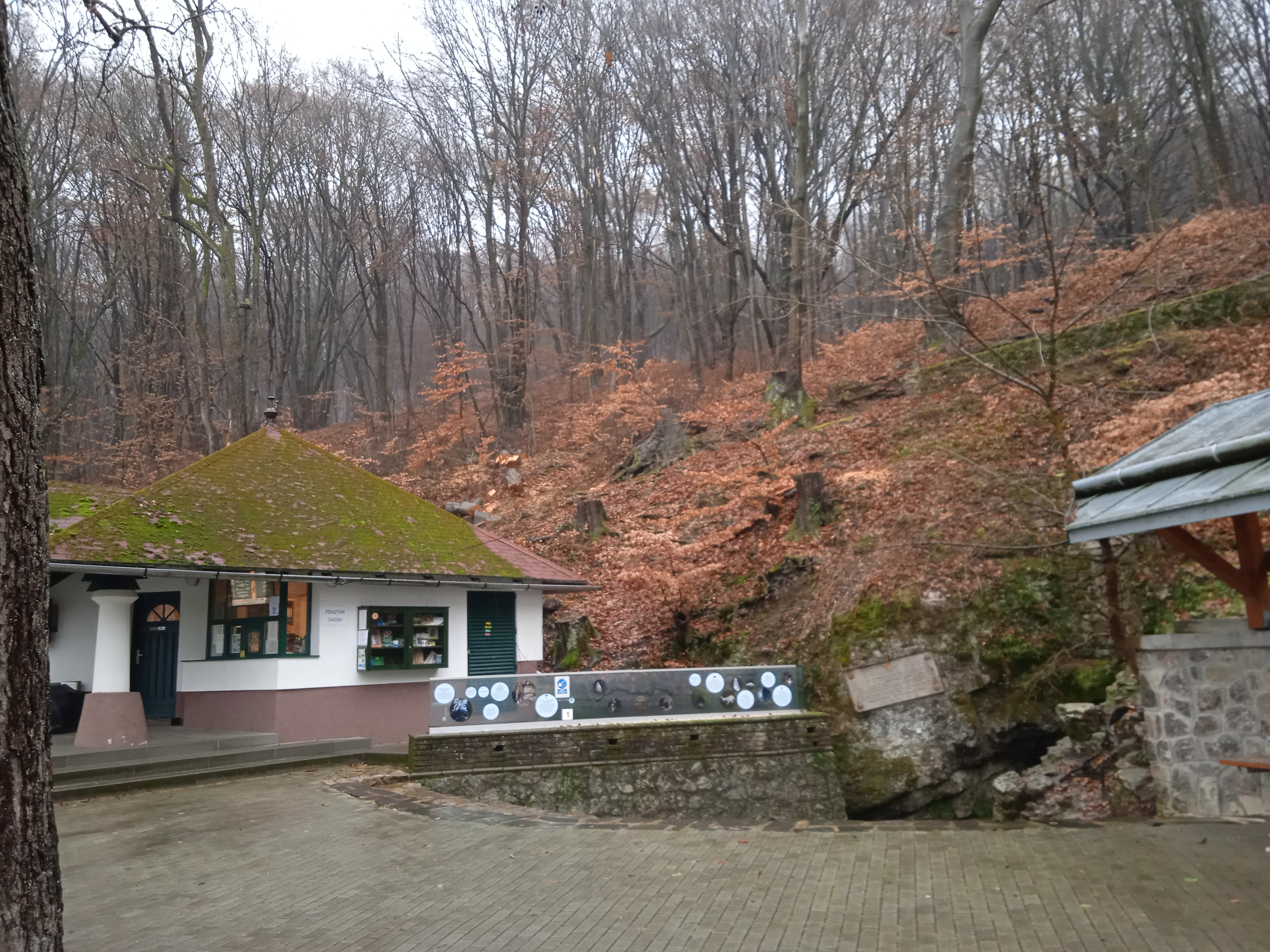
Az Abaligeti-barlang bejáratának környéke

Barlangtani szempontból nem kevésbé érdekes a következő két nagy kamraszerűség: a Karthagó romjai és a Könyvtár nevű termek, mert az utóbbi mennyezetéről levált sziklatömbök nyomai azt sejtetik, hogy fent van egy másik üreghálózat. Mindkét terem alján, össze-vissza egymáson fekve hevernek a hatalmas sziklatömbök, melyek megdöbbentik azokat a látogatókat, akik először látják a sziklatömböket. Itt a titokzatos föld alatti erők egykori hatásai miatt létrejött rombolás eredményét figyelheti meg az ember, aki gyengének érzi magát a földrétegképző erők hatalmas erejével szemben. Kölesi Vince felfedező útja során az első teremben megfigyelt egy lapos kőtáblákból emberkéz által rakott lépcsőt, mely napjainkban is megvan. Ez megint egy jel a régi időkből arra, hogy itt valószínűleg gyakran megfordult az ember. A Könyvtár termét elhagyva a barlang nagyon balra kanyarodik és a Tűzhely, majd a Niagara után helyezkedik el az utolsó terem, a Dóm, amely a legérdekesebb.
A Dóm kialakulása különösen érdekes, mert különbözik a többi terem keletkezésének módjától. A többi terem csak a víz kémiai és mechanikai tevékenységei, a javarészt előbb kialakult szakadékokra való hatásai miatt, egyszerű bővítés útján jött létre. A Dóm esetében azonban ezek a hatások csak primér alakzatokat hoztak létre, ezért abban az időszakban a Dóm csak akkora volt, mint amekkora pl. a Styx és a Pokol torka között lévő, jelenleg is változatlanul látható barlangrész. Más erőknek is közbe kellett lépniük ahhoz, hogy a Dóm jelenlegi nagysága kialakuljon, ezt pedig kétségkívül csak egy földrengés miatt létrejövő másodlagos rétegsüllyedés okozhatta. Hogy ez így történt, azt a terem két hosszabbik, párhuzamos oldalát határoló vetődési és csuszamlási síkok bizonyítják. Ugyanakkor beszakadtak a terem felett húzódó rétegek is, melyek törmeléke félig feltöltötte a Dómot.

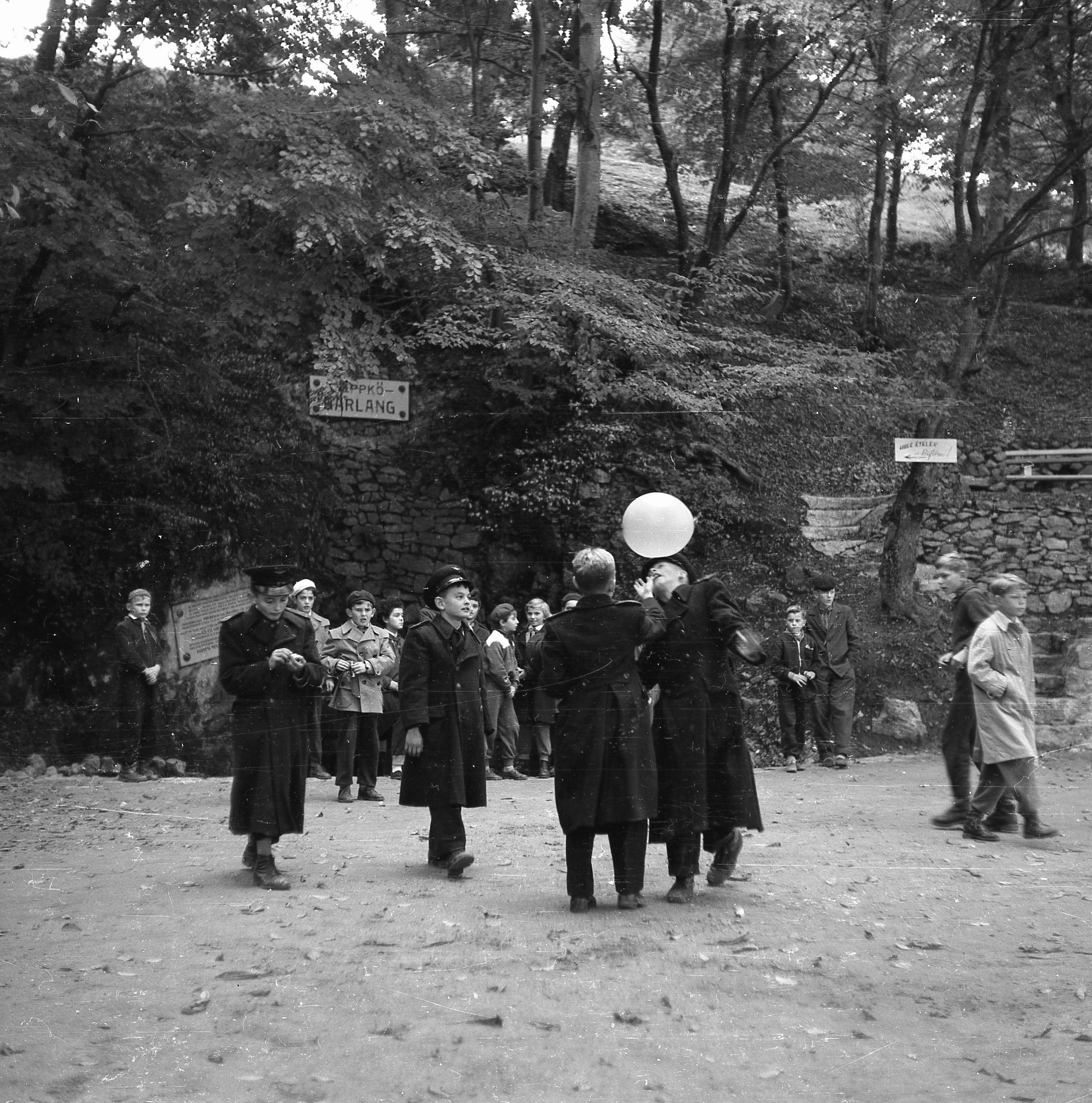
Az Abaligeti-barlang bejáratának környéke 1959-ben

A tanulmányban látható egyik fénykép a Dómnak a Pokol torka feletti részét mutatja be. Itt egy hatalmas, kb. 300 tonnás sziklatömb, amely szintén a földrengés következménye, bilincseli le a figyelmet. Ez alatt sok félős turista, akik tovább merészkedtek a Styx taváig, borzadállyal figyelte a fent lévő, alig rögzülő kőkolosszust. Myskowszky Emil megint átengedi a szót Kölesi Vincének, a Pokol torka elnevezőjének, aki leírta, mekkora veszélyben bújt át társaival együtt a lelógó sziklatömb alatt: Egy lapos, kb. 3 öl széles és 0,5 öl vastag sziklatömb lóg le szabadon ennek az üregnek a mennyezetéről. Függő tornácnak, baldachinnak látszik a nagyon veszélyes mennyezet, mely nincs megtámasztva, oszloppal alátámasztva, csak egyik széles sarkával kapcsolódik a sziklafalhoz. A nagyon elszabadult sziklatömb valószínűleg nemsokára leomlik.
Pontosan ez alatt a veszélyes mennyezetrész alatt van az aljzatban egy szűk lyuk, melybe egyszerre csak egy ember fér be. A lyukon le kell ereszkedni, mint egy kéményben, ha a kutató tovább akarja vizsgálni a barlangot és el akar jutni a kijáratig. Bizonytalanul, ijedten áll a látogató itt, mert nem tudja eldönteni, hogy tovább menjen-e. Vége van a kutatónak, ha a mennyezet leszakad és örökre betemeti a lyukat. Én ennek a lyuknak, és általában ennek a rettenetes helynek a Pokoltorka nevet adtam, mert teljesen ahhoz hasonlít, ha az ember a levegőben lógó kősziklát nyitott toroknak, a lyukat pedig a Pokol gyomrának tekinti. Ahogy látja az ember, hogy társai egyenként leereszkednek ebbe a veszedelmes gyomorba (lyukba) – ahogy eltűnnek a föld gyomrában –, amiatt azt lehet mondani, hogy elnyelte őket a Pokol torka. Úgy tűnik, hogy a Pokol torkának csak egy kis mozdulat szükséges ahhoz, hogy bezáruljon, és a vakmerők elől elzárja a visszautat.
Myskowszky Emil szerint itt is, a patak folyásirány szerinti bal partján van egy ember által alkotott építmény. Nagy szikladarabokból kötőanyag nélkül rakott fal ez, melynek eddig ismeretlen a rendeltetése. Állítólag vaseszközök kerültek elő a fal hézagaiból, de ennek igazságáról Myskowszky Emil nem tudott meggyőződni. A Pokol torkába belépve le kell ereszkedni az omlékony sziklaboltozat alatt, majd abban a keskeny járatban kell hajolva haladni, melyen át hamar elérhető a barlang vége, egy kis tó partja. Egy ideig még emlékezik a kutató arra a borzalmas útra, melyen nemrég átjött és melyen át vissza kell térni. Talán elég egy kis kavics elmozdulása, hogy a régóta fennálló egyensúly felbillenjen és akkor örökre el van zárva a visszaút. A kutató idegire azonban jó hatással van az a szilárd mennyezet, mely alatt áll. Jól esik látnia a lábai előtt csendesen nyugvó kis tó éjfekete tükrét, mit egyetlen hullám sem zavar meg. Kiválik belőle csendes locsogással egy kis patak, ami először lassú, majd később zuhogók, illetve sellők miatt fürgébbé válik, és gyorsabb folyással szikláról sziklára szökkenve igyekszik a barlang zegzugos útjain a napfényre, oda, ahonnan régen a föld mélyébe került.

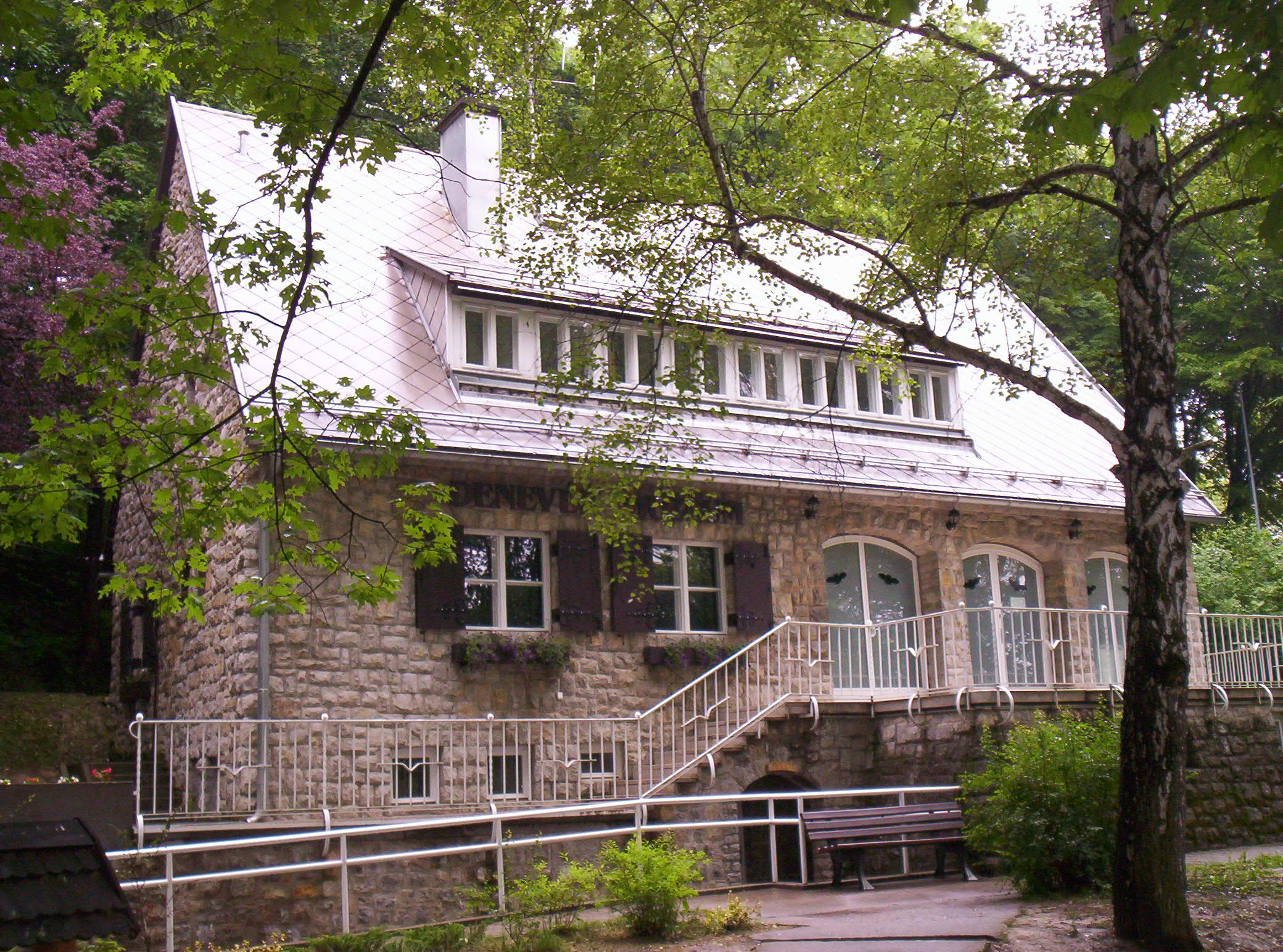
Az Abaligeti-barlang bejárata mellett található Denevérmúzeum 2006-ban

Ezeket gondolja a turista a tó szélén, mely elzárja a továbbvezető utat, és a turista megelégszik a látottakkal. A barlangkutató azonban nem nyugszik bele, hogy felfedező útját feltartóztatja egy kis víz és a szikla homlokfala. Tapasztalata azt súgja neki, hogy a barlangnak itt és így nincs vége, lenni kell azon túl is valaminek, ahová ember még nem tette be lábát, érintetlen képződményeknek, melyeket még nem csonkított meg az emberi vandalizmus. És tényleg, ha a barlangból kijőve bejárjuk a barlang felett található szép erdőt, akkor nemcsak az az óriási töbör látható, amely alatt a Dómnak lennie kell, hanem ennek folytatásaként szebbnél-szebb töbrök sorozatát. Ezek tanúsítják, hogy az, amit eddig ismerünk, csak kis része annak a nagy, talán több kilométeres hálózatnak, amit a természet az emberi szem elől régóta rejtve tart, de hogy meddig, az csak a jövőben derül ki. A tanulmányban van két fekete-fehér fénykép, amelyek bemutatják a barlangot. Az első fényképen a barlang bejárata, a második fényképen pedig a barlangban lévő Dómnak a Pokol torka feletti része figyelhető meg. A második fényképet Myskowszky Emil készítette.
A Mecsek Egyesület 1904. évi évkönyvében lévő, Myskowszky Emil által írt másik írásban szó van arról, hogy a Mecsek hegység barlangjai alig ismertek. Közülük csak az eróziós eredetű egykori cseppkőbarlang, az Abaligeti-barlang az, amelybe nagyon ritkán bemerészkedik egy-egy érdeklődő turista. A Mecsek hegységben valószínűleg van egy több kilométeres, föld alatti csatornaszerű hálózat, amelynek felszínre nyíló része az Abaligeti-barlang, a mecsekrákosi Sárkány-kút, az Orfűi Vízfő-barlang és a Mánfai-kőlyuk. Ezek közül a barlangok közül legjobban bejárható az Abaligeti-barlang, amely 475 m hosszig van feltárva.

### 1921–1939

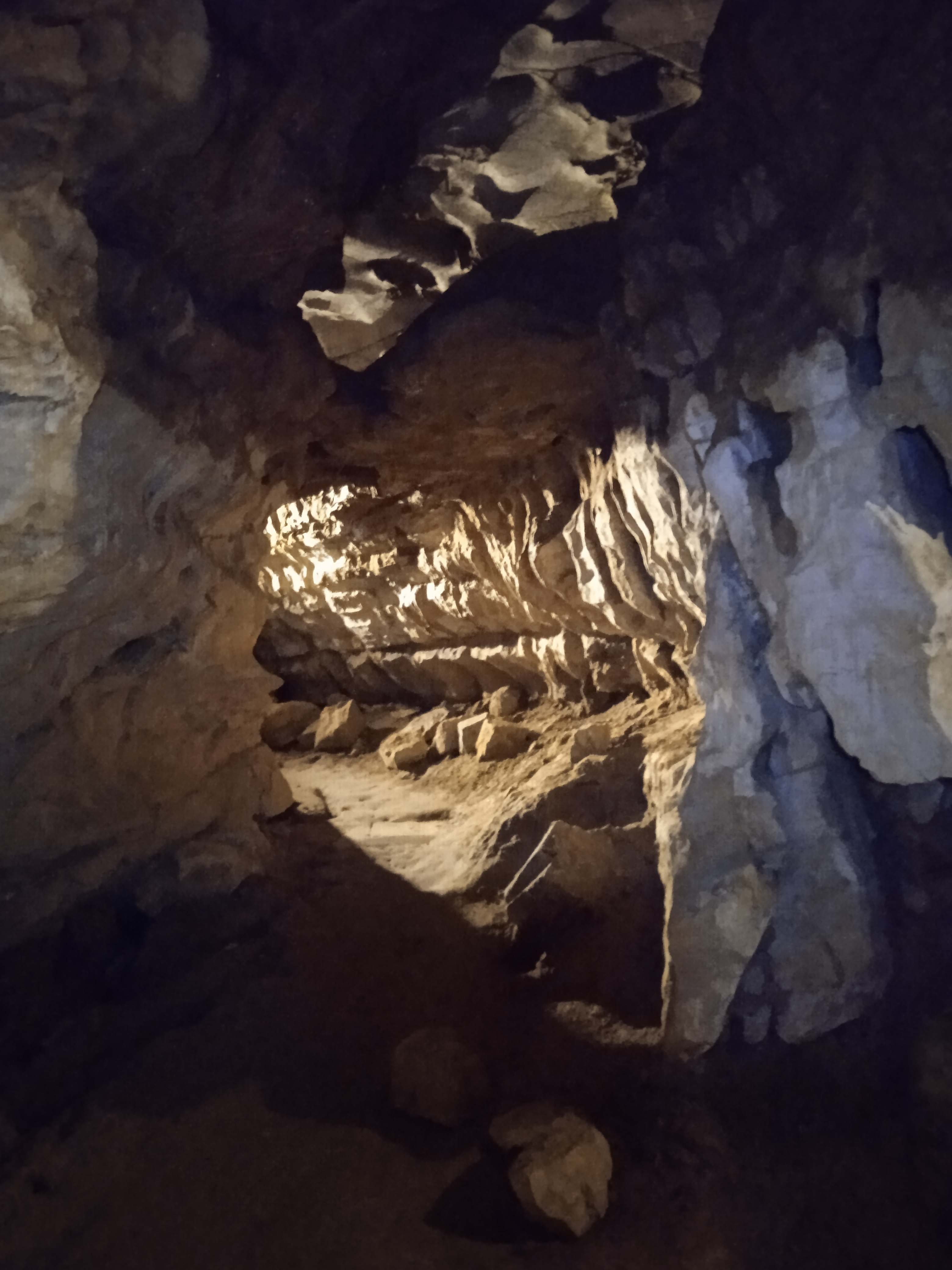
Az Abaligeti-barlang főágának egyik része

Az 1921. évi Barlangkutatásban az olvasható, hogy a Brachydesmus troglobius Dad. barlanglakó fajként lett leírva az Abaligeti-barlangból. Az Abaligeti-barlangban megtalált ízeltlábúfajok: Coleoptera: Trechus subnotatus Dej. (?) (Mihók, 1911. 9. 3., Gebhardt), Quedius mesomelinus Marsh. (Kaufmann, 1897), Quedius humeralis Steph. (Gebhardt, apud Diener). Araneae: Porrhomma errans Blackw. (Ex Chyzer és Kulczynski, 1894. 77. old.). Diplopoda: Polydesmus collaris C. Koch. (Pável, ex Daday, 1889. 68. old.), Brachydesmus troglobius Daday. (Pável, ex Daday, 1889. 71. old.).
A Turistaság és Alpinizmus 1922. évi évfolyamában az van írva, hogy az Abaligeti-barlang (Mecsek hegység) az utóbbi években nem volt gondozva, ezért a barlangbejárat annyira eliszaposodott, hogy az iszapba térdig süppedve lehetett bejutni a barlangba. A barlangban folyó patak az összes áthidaló deszkát kimozdította helyéből és elsodorta. Abaliget új plébánosa, Tihanyi János a hagyományhoz hűen elvállalta az egyházi területen lévő barlang gondozását. A barlangból kifolyó patak medrét kitisztíttatta, a bejáratban összegyűlt iszapot eltávolíttatta, a barlangon végigvezető utat kijavíttatta és a kanyarulatokon átvezető hidakat helyreállíttatta. Ennek a nagy munkának, amelyet saját költségén végzett, az eredményeként olyan állapotba került a barlang, hogy jelenleg végigjárható városi ruhában is. Abaliget vasútállomás a Pécs és Dombóvár között lévő fővonalon van. Az állomásról 45 perc gyaloglással lehet eljutni a barlanghoz Abaligeten keresztül. Jegy, vezető és acetilénlámpa az Abaligeten található plébánián és a helyi Hangya üzletvezetőjénél szerezhető be. Az a legjobb, ha a csoportok előre bejelentik érkezésüket. A 989 m hosszú Abaligeti-barlang Magyarország legnevezetesebb természeti emlékei közé tartozik, ezért megtekintése mindenkinek nagyon ajánlott.

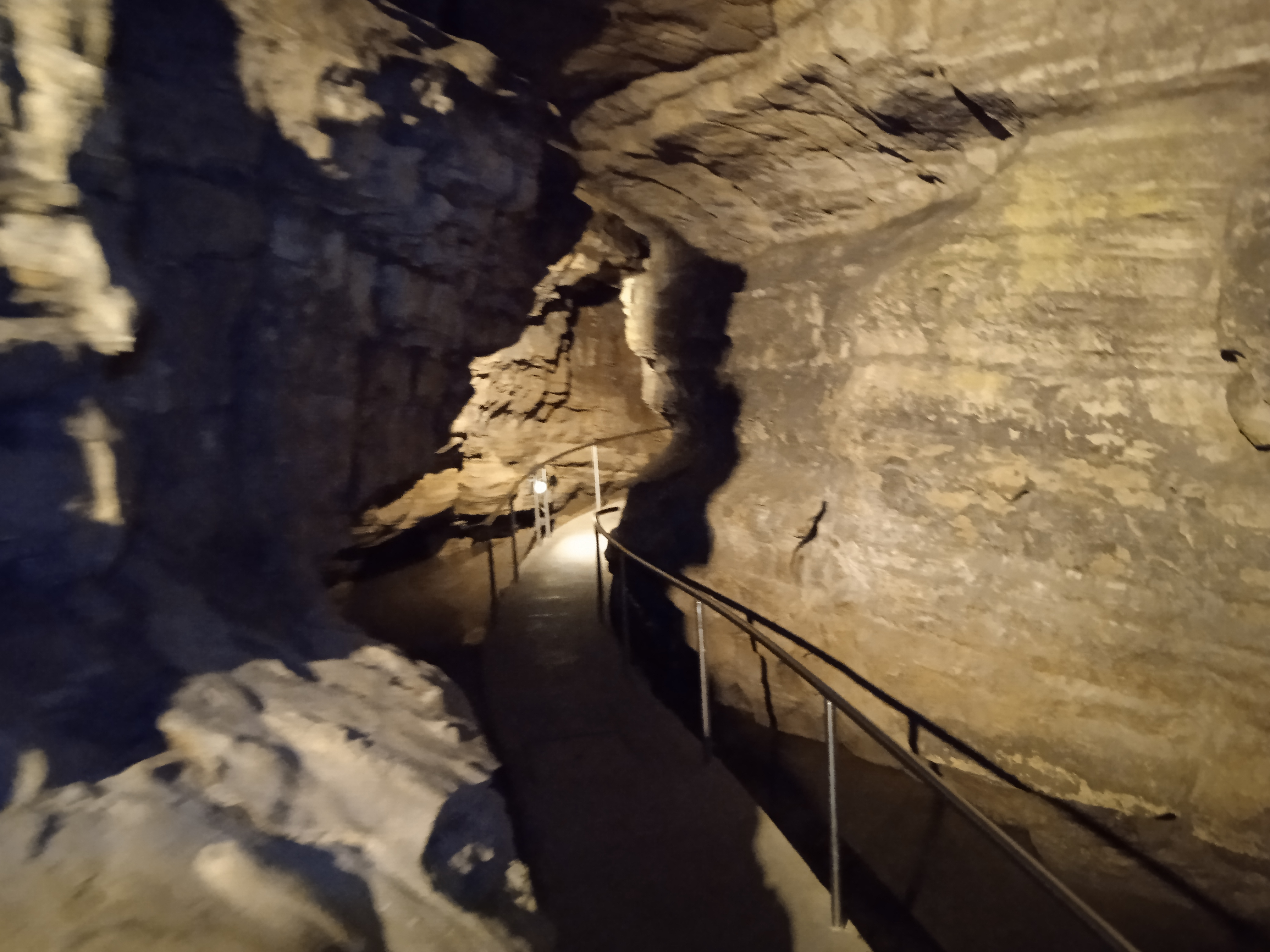
Az Abaligeti-barlang főágának egyik része

Az 1922–1925. évi Barlangkutatásban, a magyarországi barlangkutatás 1922. évi eseményeiről szóló ismertetésben szó van arról, hogy Bokor Elemér vállalkozott arra, hogy részletesen felméri az Abaligeti barlangot Kadić Ottokár tanácsai szerint. A felmérést 1922-ben három napig együtt végezte Kadić Ottokár és Bokor Elemér, majd Bokor Elemér egyedül folytatta a munkát. 10 nap alatt készült el a barlang részletes alaprajz térképe, hosszmetszet térképe és sok keresztmetszet térképe. A térképek 1:100 méretarányban ábrázolják a barlangot. A munka gyors elvégzését megkönnyítette, hogy Bokor Elemér a felmérést anyagi támogatás nélkül, saját költségén végezte. Az abaligeti plébános és a barlang jelenlegi gondnoka, Tihanyi János a felmérés előtt a barlangból kifolyó patak medrét mélyebbre ásatta és ezzel szárazzá vált a barlang eliszaposodott bejárata. A kutatást Gebhardt Antal részletesen előkészítette, a kirándulásokon vezette a két barlangfelmérőt és néhányszor vendégül látta őket pécsi otthonában. Ezek a támogatások a jelenlegi nehéz időkben Kadić Ottokáréknak nagyon fontosak voltak. 1922-ben elkezdődött Magyarország néhány barlangjának faunisztikai kutatása. Bokor Elemér ebben az évben felkeresett néhány barlangot, hogy tanulmányozza és begyűjtse rovarjaikat. 1922. április 21-én Gebhardt Antallal együtt bejárta az Abaligeti barlangot.
Az 1922–1925. évi Barlangkutatásban, a magyarországi barlangkutatás 1923. évi eseményeiről szóló ismertetésben az olvasható, hogy az 1923. évi kevésbé jelentős ásatásokat ellensúlyozták azok a faunisztikai vizsgálatok, melyeket Méhelÿ Lajos 1923-ban végzett az Abaligeti-barlangban. Méhelÿ Lajos 1923-ban kétszer kereste fel a barlangot Bokor Elemér és Tasnádi Kubacska András kíséretében. Az első kiránduláson a barlangból gyűjtött pl. egy vakrák fajt, amely az Asellidae családba tartozik. Ez az abaligeti Asellidae nagyon jelentős, mert nemcsak faunisztikai, hanem rendszertani érték is. A faj kezdetleges szervezete átmenetet képez a gyűrűsférgek és a rákok között. Az állatot az irodalomba Méhelÿ Lajos Protelsonia hungarica néven vezette be. Ez a faj egyike azoknak a nagyon ritka átmeneti alakoknak, melyeket élő fosszíliáknak nevezünk. Bokor Elemér elsőként gyűjtött az Abaligeti-barlangból Polycelis cornuta-t (laposféreg). A Magyarhoni Földtani Társulat Barlangkutató Szakosztályának 1923. február 24-én tartott szakülésén Bokor Elemér ismertette Az Abaligeti barlang címmel a barlangban végzett kutatásainak eredményét és bemutatta a barlang 1:100 méretarányú alaprajz térképét és metszet térképeit. Végül felsorolta a barlangban élő állatfajokat.
Az 1926. évi Barlangvilágban meg van említve, hogy 1922-ben Bokor Elemér elhatározta, hogy felméri a Mecsek hegységben található Abaligeti-barlangot. Az 1926–1927. évi Barlangkutatásban lévő publikáció szerint az 1923–24-ben végzett denevér-megfigyelések során az Abaligeti barlangban Tasnádi Kubacska András közönséges denevér (Myotis myotis Borkh.), kis patkósdenevér (Rhynolophus hypposideros Bechst.), nagy patkósdenevér (R. ferrumequinum Schreb.) és hosszúszárnyú denevér (Miniopterus schreibersii Kuhl.) társaságában egy nőstény vízi denevért (Myotis daubentonii) gyűjtött, amelyet Méhelÿ Lajos határozott meg, majd később Bokor Elemér is megemlített az Abaligeti-barlangról szóló tanulmányaiban.

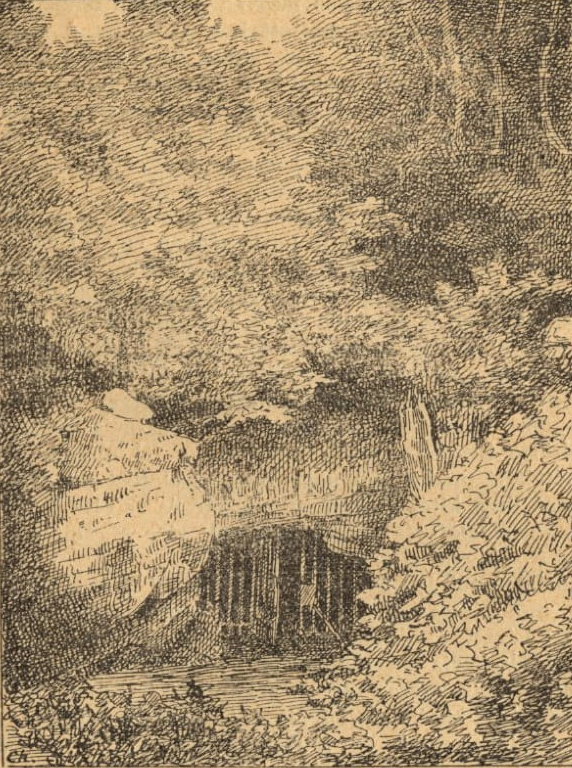
Az Abaligeti-barlang bejárata (Cholnoky Jenő 1925-ben publikált rajza)

A Turisták Lapja 1931. évi évfolyamában lévő, A lillafüredi barlangok idegenforgalmi jelentőségéről című tanulmányban meg van említve, hogy a Baradla-barlang, az Abaligeti-barlang, a Pál-völgyi-barlang, a Solymári-ördöglyuk és Magyarország sok másik barlangja olyan természeti kincsek, amelyeknek megfelelő kihasználása nagyon elősegítené a barlangok környezetében élő lakosság jólétét. Ezeknek a barlangoknak kutatása és rendbetétele a legsürgősebb idegenforgalmi feladat. A Magyar Barlangkutató Társulat ezeknek a barlangoknak az ügyét állandóan a felszínen tartja és az illetékeseknél mindig sürgeti rendbetételüket. Ennek az évek óta tartó kitartó igyekezetnek eddig alig volt valami látszata, mert azok a körök, amelyektől barlangjaink fellendítése várható, az ügyet közömbösen kezelik.
Az 1931-ben kiadott, Kaán Károly által írt, Természetvédelem és a természeti emlékek című könyvben szó van arról, hogy az Abaligeti barlang (Mecsek hegység) É-ra tekintő bejárata a Mecsek hegységhez tartozó Abaliget nevű hegy lábánál, Abaliget település templomától D-re, 620 m-re helyezkedik el. A barlang kétségkívül az egyik természeti érdekesség a Mecsek hegységben. A barlang 466,8 m hosszú és átlag 3 m magas. Leginkább D-re halad a barlang főága, amelyben egy patak folyik. A patak alig pár percre a település alsó végétől, egy rét szélén lép ki a barlangból a szabadba. A barlang belső végén a mennyezet nagyon alacsonyan van. A végén olyan magas a járat, hogy csak a patak tud elférni benne. Nem tudni, hogy folytatódik-e a barlang a barlangban lévő forrás után. Elképzelhető, hogy ezen a szűk részen túl folytatódik a barlang. A főágon kívül van a barlangnak jobbról és balról egy-egy mellékága, melyek közül az egyik járhatatlan, mert szűk, a másikat pedig nehezen lehet megközelíteni.
A barlang főágát érdekessé teszik az oldalüregek és sok hosszabb-rövidebb, nem egy esetben függőleges és kürtőszerű hasadék. A barlangban nagyon kevés cseppkő van, a falakat is alig fedi be a travertinus réteg. Megállapítható, hogy az abaligeti barlangnak nincs hosszú geológiai múltja és nem lesz hosszú geológiai jövője, mert további fejlődésének határt fog szabni a felszíni erózió. A barlang mennyezetét képező kőzet ugyanis viszonylag nagyon vékony, ezért azt az erózió hamar el fogja pusztítani. Ezt az észrevételt igazolja az a jelenség is, hogy már eddig is gyöngítették a barlang boltozatát omlások. Néhány kémény nagyon közel került a felszínhez, kívülről pedig néhány, tölcsérszerű kürtő nagyon közelre került a barlang mennyezetéhez. A főbarlang egyszer teljesen nyitott lesz, egy feltárult völggyé fog átalakulni.

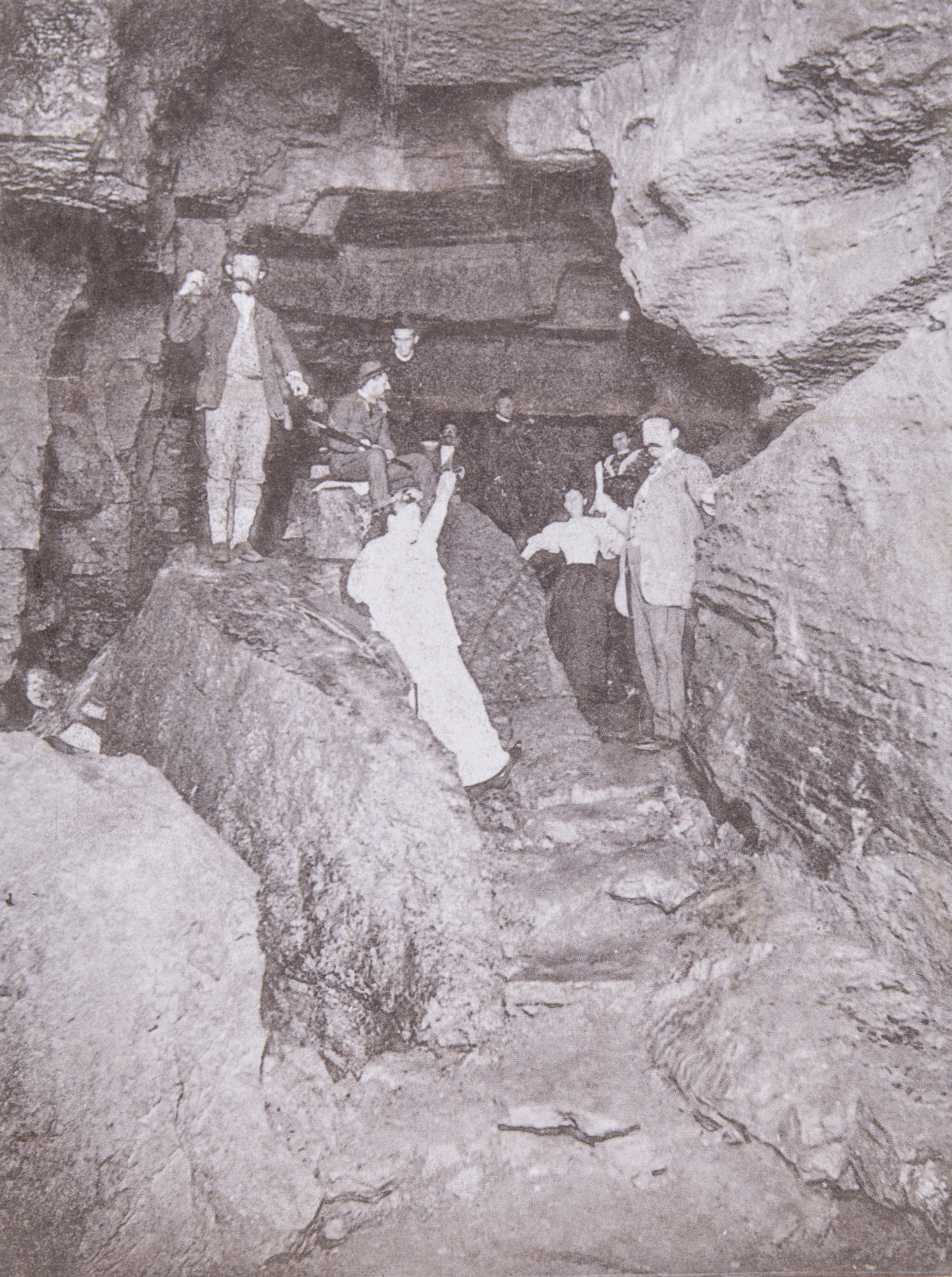
Abaligeti-barlang, Karthágó romjai (1896-ban publikált fénykép)

A barlang állatvilágából említésre méltó a Stenasellus hungaricus Méh. nevű víziászka és a Brachydesmus troglobius Dad. nevű százlábú. Ezek csak ebből a barlangból kerültek elő, és amiatt nevezetesek, mert teljesen alkalmazkodtak a föld alatti életmódhoz. A barlang állatvilága még nincs megfelelően megvizsgálva. Bokor Elemér szerint 46 faj fordul elő benne. Más fajok, mint pl. a Hyalinia glabra Fer. nevű csiga, a Polydesmus collaris C. Koch. és a Gervaisia costata Waga nevű százlábú, az Eugamasus magnus Kram. nevű atka, a Heteromurus nitidus Templ. nevű ősrovar, a Blepharoptera serrata L. nevű légy, a Trechus austriacus Dej. nevű bogár más barlangokban is előfordulnak. A Mecsek hegység barlangjai az Abaligeti-barlang (Nagypaplika), a Törökpince-víznyelőbarlang, a Kispaplika, a mecsekrákosi Sárkány-forrás, az Orfűi Vízfő-barlang és a Mánfai-kőlyuk.
Az 1932. évi A Természetben az lett közölve, hogy 1932. április 8-án a Királyi Magyar Természettudományi Társulat állattani szakosztályának szakülésén Gebhardt Antal előadást tartott, amelyen az Abaligeti-barlang és a Mánfai-kőlyuk állatvilágát hasonlította össze. Az életközösségek összetételében mutatkozó nagy faji különbségeket tárgyalta részletesen. A különbségek szerinte a két barlang eltérő élethelyei miatt és a két barlang felszíni környezetében található, eltérő állatvilág következtében alakultak ki. A Barlangvilág 1932. évi évfolyamában található, Dudich Endre által írt dolgozat szerint az Abaligeti-barlang úgy látszik, hogy foto-kemo-endotróf barlang. Az 1932-ben napvilágot látott, Természetvédelem és a természeti emlékek című könyvben meg van ismételve a könyv 1931. évi kiadásának Abaligeti-barlangot tárgyaló része.
A Barlangvilág 1932. évi évfolyamában publikált, Cholnoky Jenő által írt tanulmányban az olvasható, hogy Bokor Elemér Abaligeti-barlangról szóló tanulmánya az első olyan komoly barlangtanulmány, amely figyelembe veszi a folyóvölgyek keletkezésével kapcsolatos új megfigyeléseket. Ezért a tanulmányban nagyon jó megállapítások vannak. A barlangi patakoknak a barlangok aljába bevágódásával létrejött teraszok szempontjából sem a külföldi, sem a magyarországi barlangok nem lettek megfelelően vizsgálva. Csak Bokor Elemér volt az, aki foglalkozott a barlangi teraszokkal, amikor nagyon részletesen felmérte és megrajzolta az Abaligeti-barlang teraszait, emiatt az általa végzett felmérés alapmű.
A Barlangvilág 1932. évi évfolyamában lévő, a barlangfelügyelőség által írt közlemény szerint 1931-ben sok minden történt az Abaligeti-barlanggal kapcsolatban. 1931-ben 848-an tekintették meg a barlangot. A legtöbben Pécsről, Budapestről, Dombóvárról, Kaposvárról és Mohácsról érkeztek. Diák és turista volt a legtöbb látogató. A barlang bejárata elé 1931 nyarán épült egy terasszerű kis menedékház, amely a vendégeket megvédi rossz időjáráskor. Gebhardt Antal a barlangot egy éven keresztül kutatta. A tanulmányozást 1931 elején fejezte be. Elkészült dolgozatát, amelynek Az abaligeti barlang állatvilágáról a címe, a pécsi egyetemen nagyon nagy elismerés mellett olvasta fel 1931. április 22-én. A barlangot Pécsről az új műúton és vasúttal bárhonnan könnyen meg lehet közelíteni. A vasúton érvényesek a weekend jegyek. A barlangba a belépőjegy személyenként 80 fillér, diákoknak 50 fillér, nagyobb csoportoknak külön kedvezmény jár. A belépőjegy tartalmazza a vezető és a karbidlámpa díját.

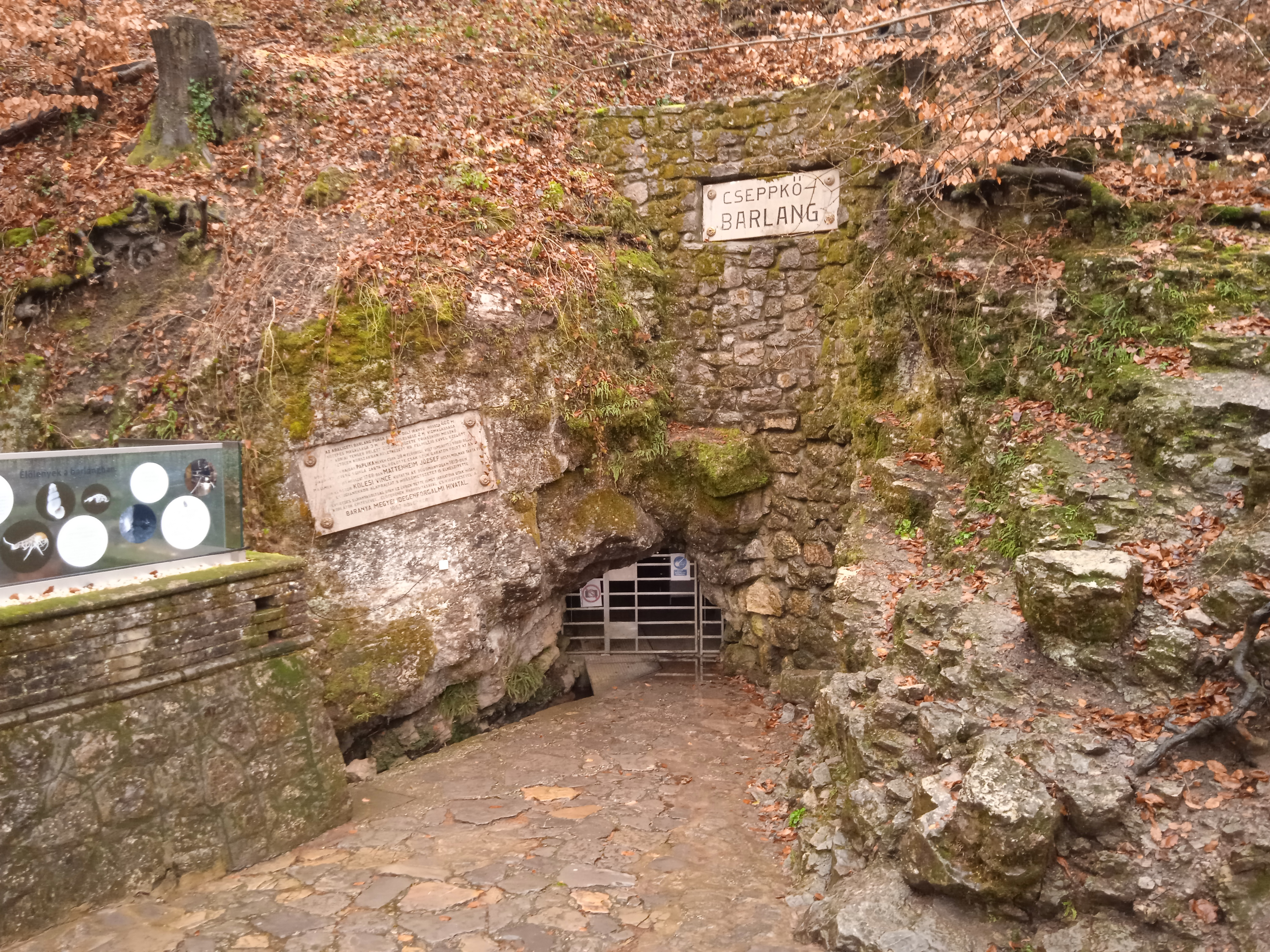
Az Abaligeti-barlang bejárata 2021-ben

Az 1932-ben kiadott, Az Aggteleki cseppkőbarlang és környéke című könyvben, a Mecsek hegység barlangjairól szóló részben szó van arról, hogy az Abaligeti barlang Abaliget közelében található és a helyi plébánia tulajdona. A barlang főága 467 m hosszú és átlag 3 m magas. Van néhány oldalága is, amelyek nehezen járhatók. Folyóvizes aktív barlang, mert patak folyik végig a főágon. Nem jelentősek cseppkőképződményei. Sűrűn kutatták a barlang állatvilágát az elmúlt évtizedben. Megállapították, hogy az Abaligeti-barlangnak nagyon gazdag az állatvilága, ellentétben a Dunántúl többi barlangjának szegény faunájával. A barlang faunájának összetétele eltér Magyarország többi barlangjának állatvilágától. Sok olyan faj előkerült a barlangból, amely csak itt található. Így pl. egy kis vízicsiga (Lartetia hungarica), a híres abaligeti vakrák, amely egy vak és fehér víziászka (Stenasellus hungaricus), 3 százlábúfaj (Brachydesmus troglobius, Hungarosoma Bokori, Orobainosoma hungaricum). Az ismertetés 13 publikáció alapján lett írva.
Az 1935. évi Barlangvilágban az olvasható, hogy az Abaligeti-barlang mechanikai erózió miatt történt bemélyedését gyönyörűen tanúsítják azok a teraszok, amelyeket Bokor Elemér fedezett fel a barlangban. Ez a Föld ebből a szempontból legjobban tanulmányozott barlangja. Most lett kiadva (1934) egy olyan munka, amely részletesen foglalkozik a barlang faunájával. Az ilyen alaposan megírt mű külföldön is ritkaság. Ez Gebhardt Antal új könyve, amelynek Az Abaligeti barlang élővilága a címe. Büszkék lehetünk arra, hogy az Abaligeti-barlang ilyen részletesen tanulmányozva lett.

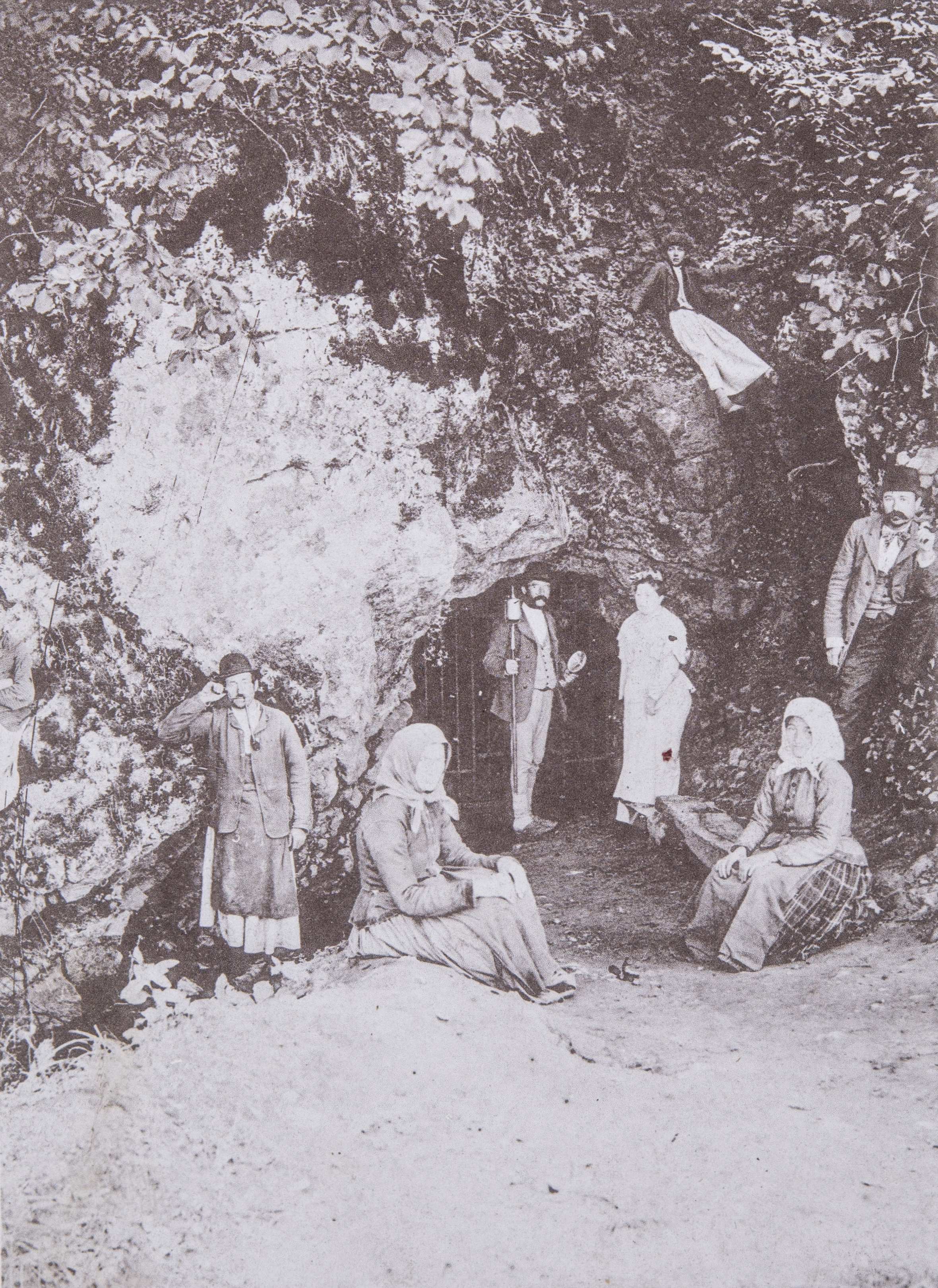
Abaligeti-barlang, bejárat (1896-ban publikált fénykép)

A Vadász Elemér által írt, 1935-ben megjelent könyv szerint a Mecsek hegység Ny-i, karsztos dolinás részén, a mészkövet borító, vindobonai emeletbe tartozó homok a repedéseken át beiszapolódik a karsztvíz folyásokba. Az abaligeti barlang patakjának homokja ilyen származású. Ebben Vadász Elemér egyszer cápafogat talált. A jól rétegzett, repedésekkel sűrűn átszőtt, vizet nyelő triász mészkő karsztos üregekkel, barlangjáratokkal teli rétegeiben néhány helyen föld alatti vízfolyások vannak, melyek megfelelő helyeken felszínre lépnek (pl. Abaliget). Az Abaligeti-barlangból kifolyó víz homokot hord, melyben régen talált egy cápafogat Vadász Elemér. Ez a cápafog a mészkövet fedő mediterrán üledékből iszapolódott be. Ez a példa is azt igazolja, hogy a vízjáratok útja időnként eltömődik, ami a karsztforrások vízmennyiségének változásából látható. Rövid időközönként is lehetségesek ilyen eltömődések, ezért váratlanul változik a források vízhozama.
Hegyszerkezeti hatások miatt lépnek a triász mészkőből külszínre a hegység legjelentősebb forrásai. Ezek karsztforrások (pl. Abaliget), melyek részben föld alatti patakok felszínre lépésének helyei (pl. Abaliget), részben a mészkőhegység karsztvizének repedések mentén előbukkanó túlfolyásai. Közismertek ezek közül az Abaligeti-barlang körül, a Bános és Orfű között felszínre lépő, illetve a Melegmányi- és a Mély-völgyi-források. Ezek egy része a mészkőösszlet tektonikai végződésénél, az alaphegység és fedőhegység határán határán tör felszínre (pl. Abaliget), másik részük a mészkőösszleten belül, ugyancsak tektonikus repedések közelében mutatkozik. Különböző magasságokban lépnek felszínre a mészkőből a források. Az abaligeti vizek kb. 220 m tszf. magasságban bukkannak elő.
A Turisták Lapja 1936. évi évfolyamában az van írva, hogy az olyan folyosós üregeket, amelyekben a víz jelenleg is folyik, patakos barlangoknak nevezik. Ilyen pl. az Abaligeti-cseppkőbarlang.
A Barlangvilág 1936. évi évfolyamában van egy Boros Ádám által írt ismertetés, amelyben a Gebhardt Antal által írt, Az Abaligeti barlang élővilága című munka (Mathematikai és Természettudományi Közlemények, 1934., 37. köt., 4. sz., Budapest, 1–264. old.) van ismertetve. Dudich Endrének a Baradla-barlangról írt monográfiája után ez már a második nagy, biológiai alapú barlangmonográfia. Az Abaligeti-barlangról szóló műben több van, mint amit a címe ígér, mert nemcsak a barlang élővilágát mutatja be, hanem összefoglalja a barlanghoz kapcsolódó tudnivalókat. A szerző munkáját megelőzték más, érdemes tudósok által végzett kutatások. A barlangban végzett sokoldalú vizsgálat, amely mintegy a mű előmunkálata volt, tette lehetővé, hogy a szerző alaposan átkutathatta és részletesen feldolgozhatta a barlangot. A barlangot Bokor Elemér pontosan felmérte 1923-ban és tanulmányozta szerkezetét. Gebhardt Antal műve is a Bokor Elemér által végzett barlangfelmérésen alapul.

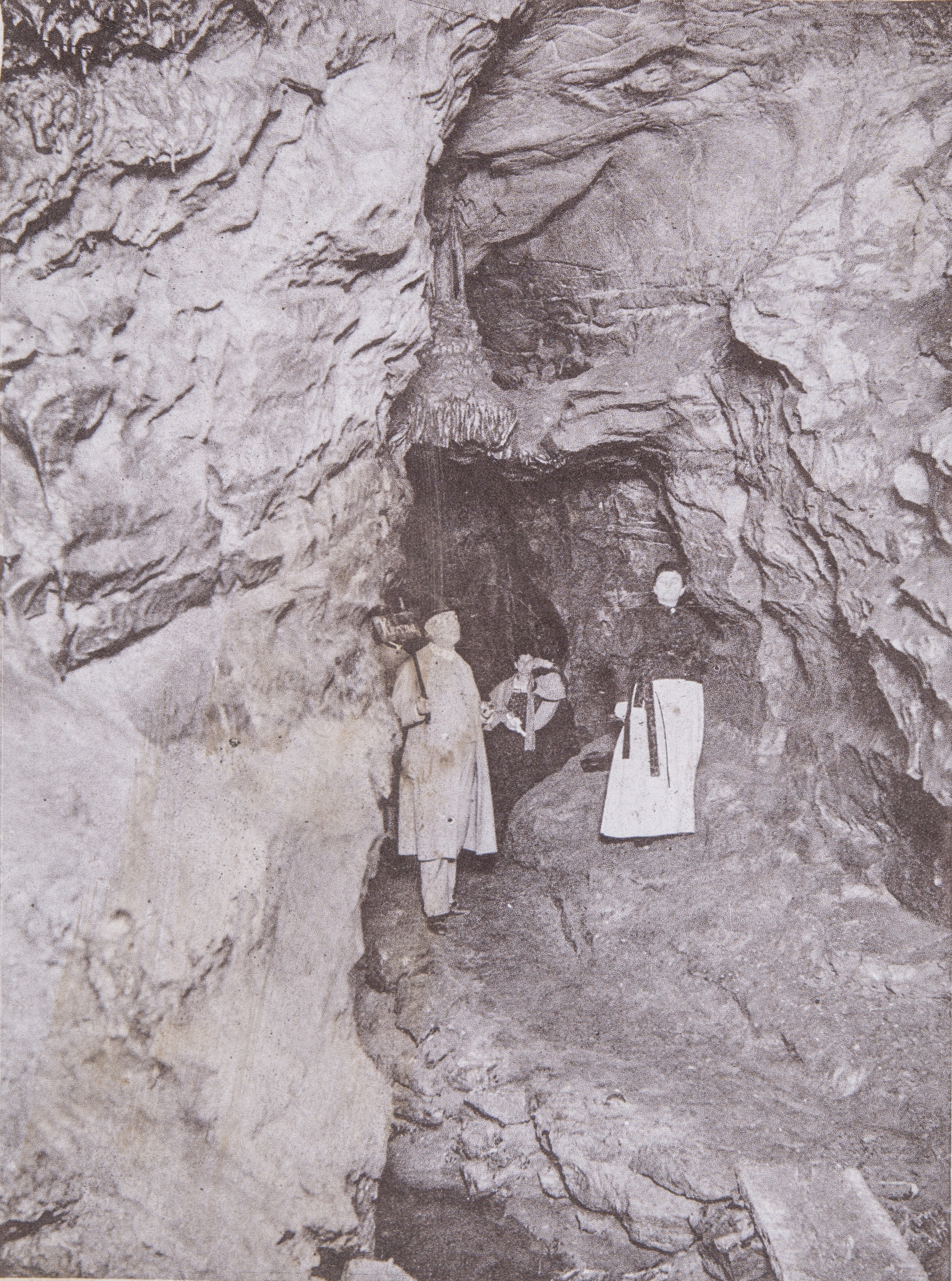
Abaligeti-barlang, Korona (1896-ban publikált fénykép)

A barlang gazdag állatvilágának sok érdekes tagja, bennszülöttjei már ismertek voltak a szerző által végzett tanulmányozás kezdetén. A Gebhardt Antal által végzett kutatásokig csak 48 állatfaj volt meghatározva a barlangból, de ezt a számot Gebhardt Antal 190-re (néhány fajváltozatot beleszámítva) emelte. Jelenleg tehát 190 állatfaj és alak került elő a barlangból. Azt azonban meg kell említeni, hogy ezek között olyan fajok (pl. a Carabus nemoralis nevű futóbogár) is vannak, melyek csak véletlenül kerültek a barlangba, de nem élnek állandóan, vagy hosszú ideig a barlangban. Ki lettek mutatva olyan fajok is (főleg csigák) a barlangból, melyek valójában nem élnek a barlangban, hanem a víz sodra vitte be héjukat a barlangba. Nagy valószínűséggel ilyen a barlang végén fekvő Tóban talált tüdős csigák többsége.
A szerző munkájának bevezetéseként a barlang kutatásának történetét ismerteti, majd a gyűjtés módjait írja le, utána pedig a barlangot és annak részeit mutatja be (Itinerarium). Az első fejezetben az életteret jelentő barlangot életmódtani (ökológiai) szempontból tárgyalja. Itt vannak ismertetve a fiziográfiai, talajtani, éghajlattani, hidrológiai, fénytani és biotikus tényezők. Ezek a szerző által végzett nagyon részletes vizsgálatok és mérések alapján lettek ismertetve. Emiatt ez a fejezet önálló monográfiának is tekinthető. A második fejezet foglalkozik a barlang faunájának részletes bemutatásával. Tárgyalva van a fauna életmódtani csoportok szerint, majd rendszertani sorrendben. Végül a barlang endemikus tagjai (7 faj) vannak részletesen bemutatva az eredeti szerzők ezekre vonatkozó tanulmányainak részletes idézésével. A könyv harmadik része a fiziológiáról szól. Ebben a föld alatti életmódnak az élő szervezetekre befolyását, illetve az Abaligeti-barlang állatvilágának élelemforrásait ismerteti. A barlangi életmód nyújtotta, a barlangi szervezetekre gyakorolt különleges befolyás ismertetése általános érdekű, nemcsak az Abaligeti-barlang állatfajaira vonatkozik, hanem általában a barlangi szervezetekre. A monográfiát német nyelvű kivonat, sok irodalmi hivatkozás és a barlang térképe zárja. A barlangtérkép a Bokor Elemér által készített térkép alapján lett rajzolva.
Nem kétséges, hogy a Dudich Endre által a Baradla-barlangban végzett kutatások inspirálták Gebhardt Antalt, hogy elkészítse ezt a pompás monográfiát. A történeti hűség miatt azonban meg kell említeni, hogy Gebhardt Antal 1930-ban végezte kutatásait, művét pedig 1931-ben fejezte be. Az elkészült munkát Cholnoky Jenő mutatta be a Magyar Tudományos Akadémián 1931 novemberében. Nem a szerzőn, hanem a nehéz gazdasági helyzeten múlott, hogy a munka évekig feküdt az akadémián, és csak 1935 februárjában hagyta el teljesen változatlan formában a sajtót. Tehát Gebhardt Antal vizsgálatainak végzésekor és tanulmányának írásakor nem ismerte Dudich Endre nagy monográfiáját, mert az csak 1933-ban lett kiadva. Gebhardt Antal csak azokat a Dudich Endre által írt értekezéseket használta, amik művében idézve vannak (főleg az élelemforrásokra vonatkozó tanulmányt).
Tehát tévednek azok, akik az 1935-ben megjelent művet Dudich Endre művének mintájára készült, vagy teljesen annak visszfényeként keletkezett munkának gondolják. Épp ellenkezőleg, a hasonló tudományos probléma hasonló elképzeléseket és a párhuzamosan folyó vizsgálatok rokon eredményeket hoztak létre. Teljesen véletlen, hogy Dudich Endre munkája korábban jelent meg. Az viszont tény, hogy ez az utóbbi körülmény nagyon megtévesztő. Gebhardt Antal 1930-ban Boros Ádámnak említette, hogy művéről (a Dudich Endre által végzett nagy kutatás miatt) a tudományos világ azt fogja gondolni, hogy az Dudich Endre monográfiájának másolata.

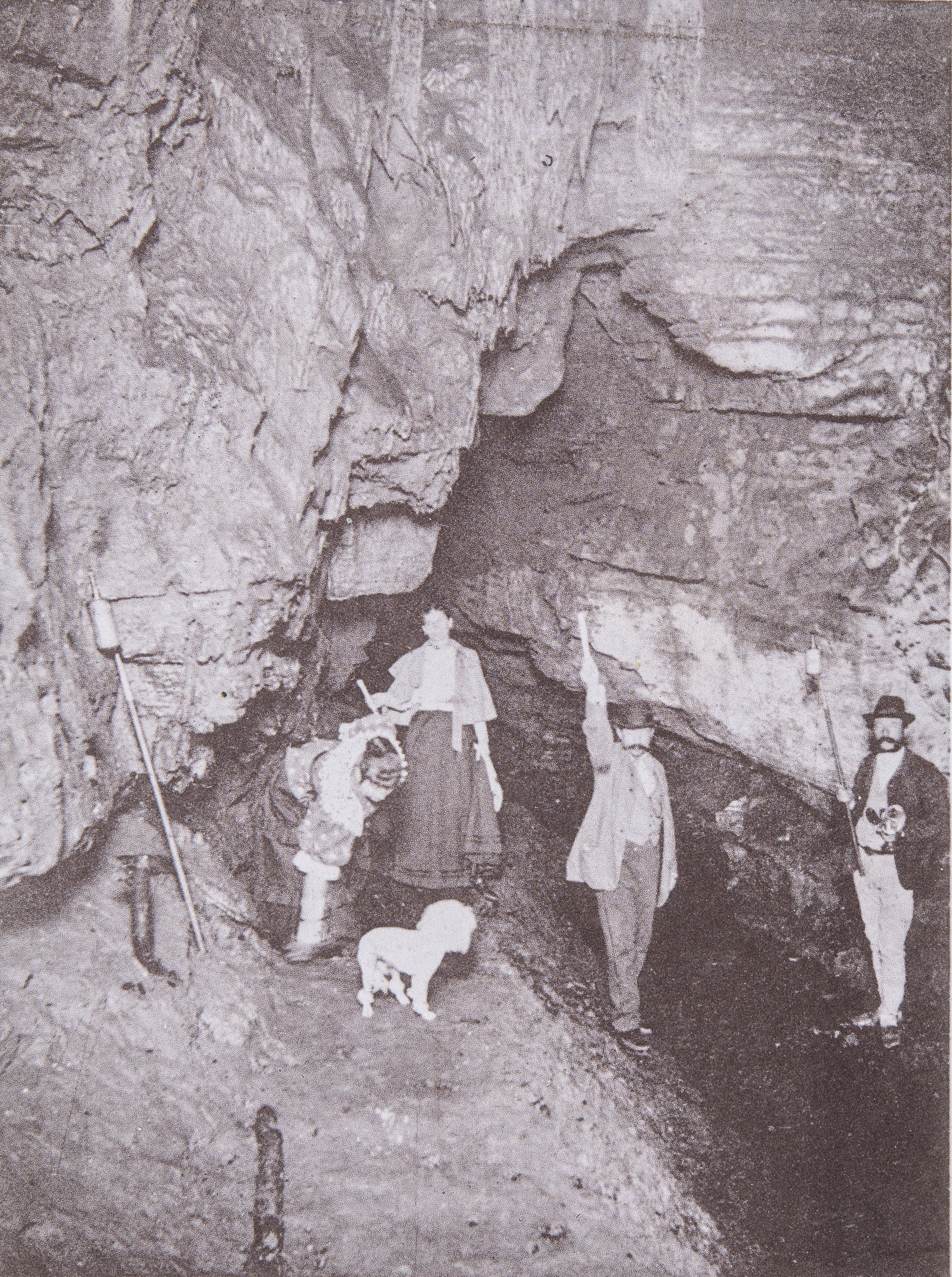
Abaligeti-barlang, Kis dóm (1896-ban publikált fénykép)

Az 1937-ben megjelent, Szeghalmy Gyula által írt könyvben meg van említve, hogy a Mecsek hegységben lévő Abaligeti cseppkőbarlang mélyén átfolyik a kristálytiszta víz. Az abaligeti barlang leletei azt igazolják, hogy a barlangot az újkőkorszakban és a bronzkorban lakta a barlangi ős. A dunántúli barlangok közül legérdekesebb a Mecsek hegység Ny-i részén lévő Abaliget közelében található, hasonló nevű Abaligeti-barlang. A barlang nummuliteszes mészkőben alakult ki és a Baradla-barlang mellett Nagy-Magyarország másik cseppkőbarlangja. Az Abaligeti-barlang Abaligettől DNy-ra, a Pécs felé vezető út bal oldalán helyezkedik el. Kb. 200 éve ismerik.
A feljegyzések szerint egy Mattenheim József nevű molnár és társai voltak azok, akik a 18. század végén, elsőként jártak a barlangban. Ekkor nyakig érő vízben tudtak behatolni. Akkor lett szélesebb körben ismert a barlang, amikor a travertinó és guanóréteg alól emberi és állati csontokat gyűjtött a barlangban kutató Kölesi Vince ispán és a leleteket ismertette a Tudományos Gyűjtemény 1820. évi évfolyamában. Ekkortól pár évtizedig a barlang cseppkőképződményei a látogatók pusztításának szabad prédái voltak. A garázdák a könnyebben hozzáférhető állócseppköveket és függőcseppköveket összetörték és néhány darabjukat magukkal vitték.
Az abaligeti természetszerető plébános, Chalupni János idejében szűnt meg ez az állapot, aki ajtót készíttetett a barlang bejáratára, az összegyűlt szemetet, törmeléket eltávolíttatta és a barlangnak olyan részeit is járhatóvá tette, amelyek addig nem voltak megközelíthetők. Az 1880-as évek végén végzett felszíni ásatások eredményei még csak azt támasztották alá, hogy a bronzkori ember élt itt, de az 1906-ban Myskowszky Emil bányatanácsos által végzett vizsgálatokkal diluviális állatcsontok kíséretében őskőkorszaki eszközök is napvilágra kerültek. Ezek alapján megállapítható, hogy már a jégkorszakban is lakott ember a barlangban.
A barlang kb. 500 m hosszú. Teljes hosszában végigfut az a patak, amely évszázezredeken át alakította ki a barlangot. Az első szép cseppkőképződmény a bejárattól 50 m-re, a Bagolyvárnál található. Innentől kezdve gyorsan következnek egymás után a Korona, Pisai ferdetorony, Florián-szobor, Tabernakulum, Kálvária, Prédikálószék, Elefánt, Lebegőkő, Karthágó romjai, Könyvtár, Niagara, Nagydóm és Pokol torka nevű alakzatok. A barlang legbelső részén van a Tó, amelynek partján megállva látható, hogy vize úgy csillog a lámpák fényében, mint a gyémántkristály. Kétségtelenné teszi a barlang szerkezete, hogy a barlangnak nem a Tó a vége, hanme a Tó mögött valószínűleg további járatok helyezkednek el. A barlangkutatás legközelebbi feladatai közé tartozik ezeknek a még fel nem tárt járatoknak a Baradla-barlang járataihoz hasonló megnyitása, hozzáférhetővé tétele.

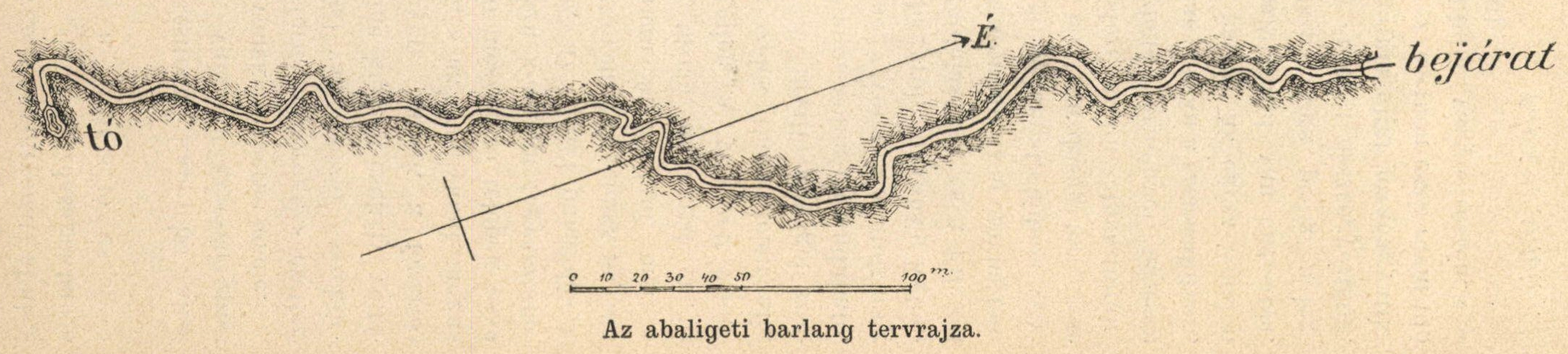
Az Abaligeti-barlang 1891-ben publikált alaprajz térképe

A Balatoni Kurír 1937. augusztus 25-i számában közölve lett, hogy Lendl Adolf alig két éve a Tapolcai Kaszinó meghívására tartott egy előadást, mely a Tapolcai-tavasbarlangról szólt. Az előadáson szóba került az abaligeti vizes barlang is. A Turisták Lapja 1938. évi évfolyamában az olvasható, hogy Abaligeten megtekinthető a 460 m hosszú Abaligeti-cseppkőbarlang. A messziről érkező turista nagyon gyakran Abaliget vasútállomásnál száll le a vonatról és az Abaligeti-barlangnál kezdi túráját. A turistautak mindenhol meg vannak jelölve, ezért azokon nagyon könnyű tájékozódni. Az 1938. évi Természettudományi Közlönyben szó van arról, hogy Európa leghosszabb négy barlangjától sokkal rövidebb pl. az Abaligeti-barlang. Az 1939. évi Barlangvilágban megjelent, Kadić Ottokár által írt dolgozat szerint a Bükk hegységben lévő Szeleta-barlanghoz, Balla-barlanghoz, Herman Ottó-barlanghoz, Kecske-lyukhoz, Három-kúti-barlanghoz, Istállós-kői-barlanghoz, Büdös-pesthez és Puskaporosi-kőfülkéhez hasonló jelentőségűek a dunántúli barlangok, pl. az Abaligeti-barlang, amely a Mecsek hegységben található.

### 1940–1959

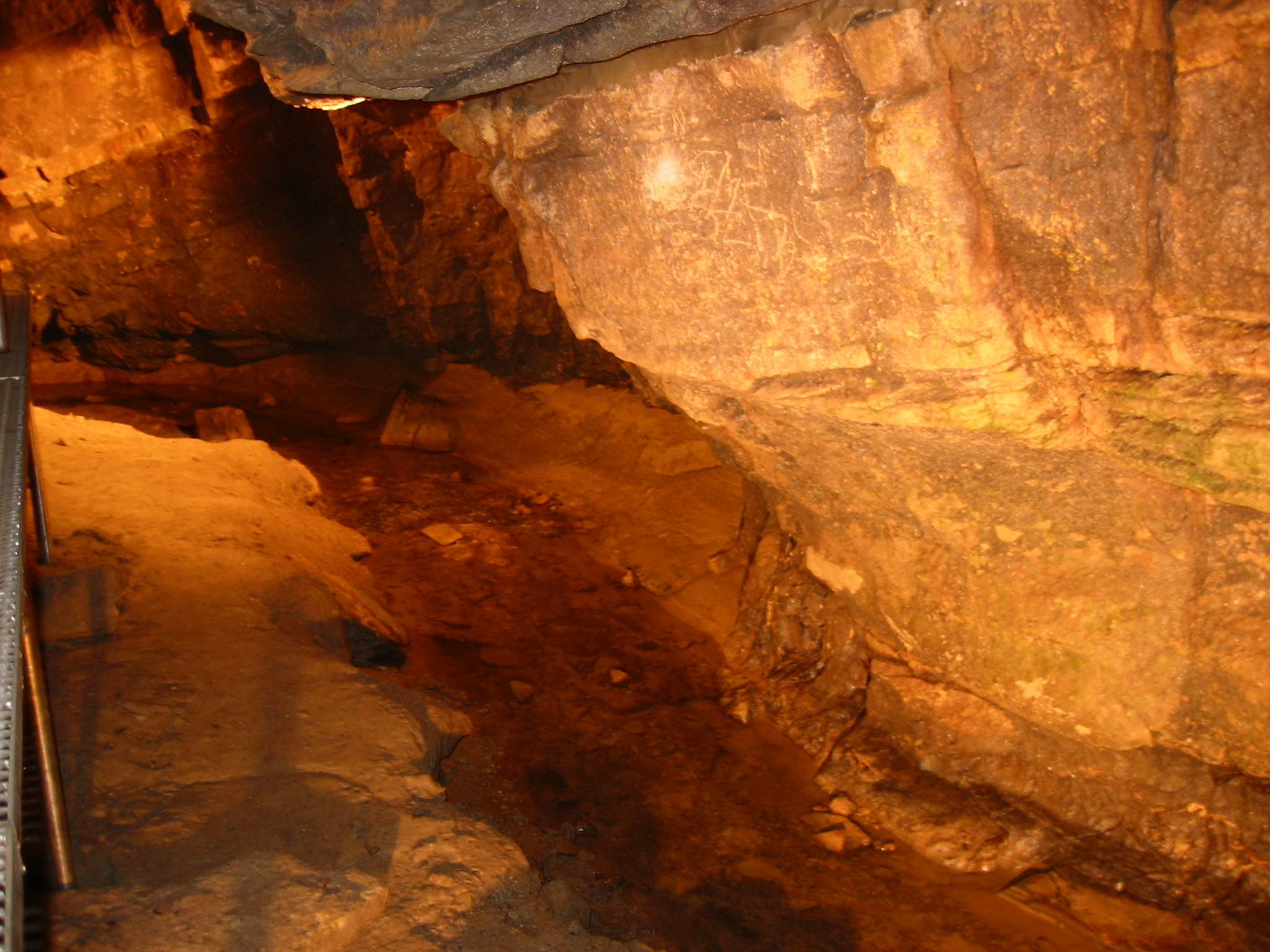
Az Abaligeti-barlang egyik része

A Pannónia című folyóirat 1940. évi évfolyamában lévő, Utazás Baranyába című írás szerint a Reise in die Baranya című publikáció 1844-ben egy prágai folyóiratban (Das Panorama des Universums zur erheiternden Belehrung für jedermann und alle Länder. Eilfter Band. Der neuen Folge achter Band. Redigiert von Franz Klutschak. Verlag, Druck und Papier von Gottlieb Haase Söhne.) lett kiadva. A német nyelvű munka szerzője Grünhold Adolf. Grünhold Adolf valószínűleg 1842 vagy 1843 őszén, azaz kb. 100 éve járt Baranya vármegyében. Pécstől kb. 1,5 mérföldre helyezkedik el a híres Abaligeti-barlang. Egy abaligeti plébános fedezte fel nemrég a cseppkőbarlangot. A plébános olyan tárolóhelyet keresett, amely megvédi nagy nyári hőségben élelmét. Ekkor találta meg a barlangot. A barlangnak sok járata és félelmetes mélységei vannak, melyekbe egy patak ömlik nagy robajjal. Figyelemreméltó cseppkövek találhatók a barlangban. A barlang bejárása nagyon fárasztó, ezért ritkán járnak benne.
Az egyik monda szerint a barlang legborzalmasabb járatainak egyikében pénzzel teli hordók vannak, melyek rendkívül nagy lakatokkal vannak lezárva. Ezeket a zárakat sem emberkéz, sem szerszám nem tudja kinyitni. Egy eddig ismeretlen fűnek azonban megvan az a tulajdonsága, hogy a füvet a zárakhoz érintve kinyílnak a lakatok. Az arannyal töltött hordók közelében fekszik az a halott a koporsójában aki, amíg élt, a török háborúkban biztonságba helyezte kincseit a barlangban. A halott mellett van egy asztal, mely előtt egy másik halott ember ül. Az ülő ember fejét kezébe hajtva, szemét pedig mereven egy nyitott könyvre szegezve, abban a csodálatos fű képét nézi. Ez a halott régen szerencsés volt, mert a koporsóban fekvő, kincset elrejtőtől megkapta a csodafű leírását, azt gyorsan lerajzolta, de annak keresése közben annyira elmélyült az elmélkedésbe, hogy abba belehalt. Régóta meg van kövesedve mindkét halott. Ebbe, a félelmetes járatba nyíló bejáratot két kutya védi. A mondát egy nagyon komoly és fontoskodó arcú pásztor mondta el Grünhold Adolfnak.

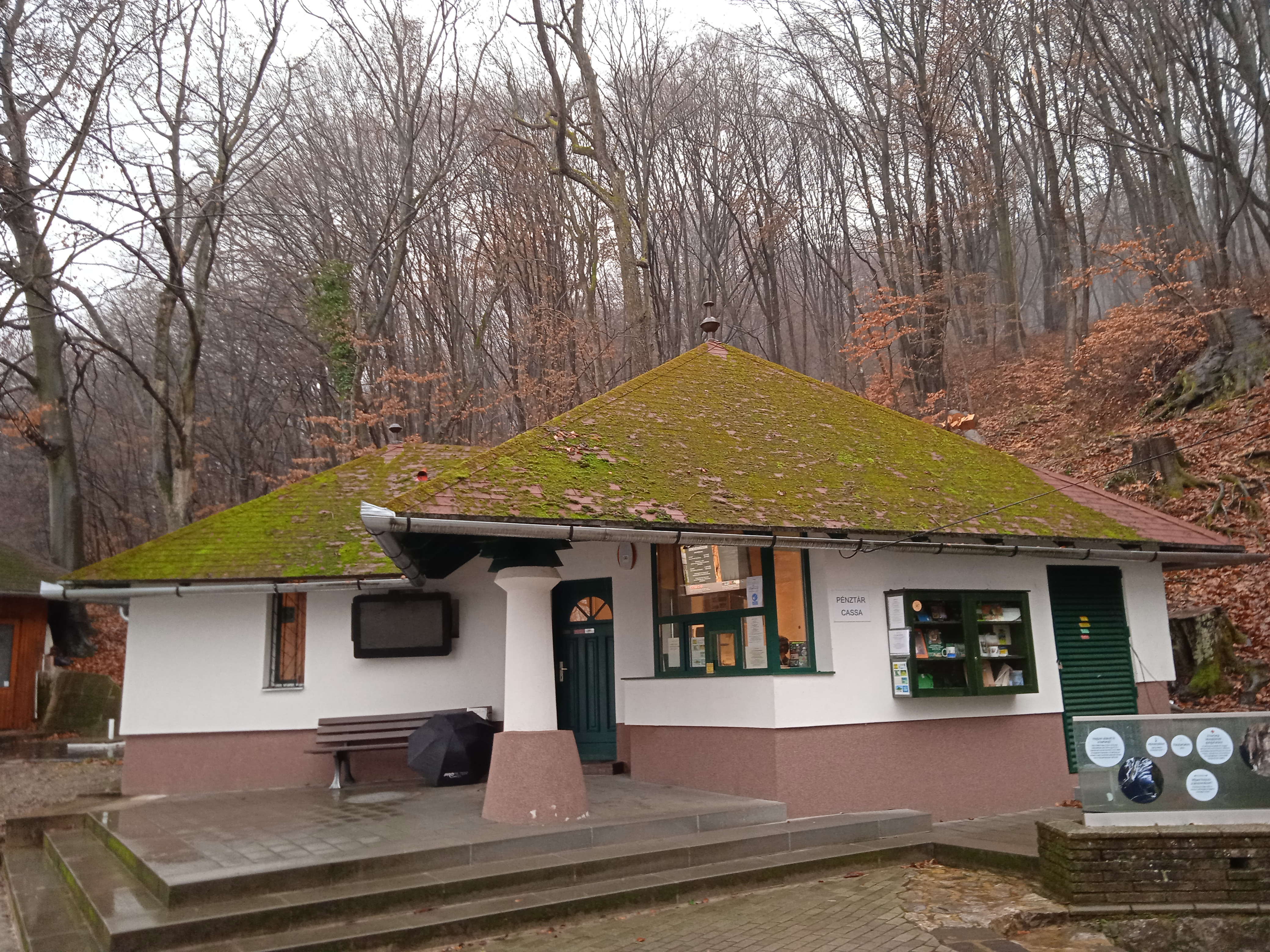
Az Abaligeti-barlang bejáratánál lévő fogadóépület (jegypénztár)

Az 1941-ben kiadott Magyar turista lexikonban külön szócikke van a barlangnak. A kiadvány szerint az Abaligeti cseppkőbarlang (Paplika) Baranya vármegyében, Abaliget határában, a Mecsek hegység ÉNy-i peremén található Bodó-hegy lábánál, 219,5 m tszf. magasságban helyezkedik el. A barlangnak 2 m magas, kb. 2 m széles, É-ra néző bejárata van. Föld alatti vízgyűjtőrendszere van a barlangnak. 466,8 m hosszú járható főfolyosója, mely átlagosan 3 m magas és 2 m széles. Két mellékfolyosója közül a bal oldali 40 m hosszú, a jobb oldali pedig 68 m hosszú. Utóbbi nagyon nehezen járható, főleg vízszintes zsombolyból áll és kapcsolatban van a Törökpince nevű vízgyűjtőággal, amely 25 m mélységig járható és a barlangtól légvonalban 690 m-re fekszik. Folyóvize a barlang ismeretlen föld alatti szakaszából előtörő, kb. 10–12 °C hőmérsékletű, 517 m hosszú és átlag 2 m széles patak, amely végigfolyik a barlang főágán.
A barlangnak alig vannak cseppkőképződményei, de faunája rendkívül gazdag. A barlangban 184 különféle állatfaj él, melyek közül 6 az Abaligeti-barlang sajátja. A Polycelis cornuta Johnst. (örvényféreg), Gammarus pulex L. (bolharák) és Nemachilus barbatulus Günth. (kövi csík) mellett előfordul a fakorhadékevők és ragadozók sok faja. Az Abaligeti-barlang sajátjának tekinthető a Stenasellus hungaricus Méh. néven ismert vakrák (vak víziászka), a pocsolyákban és a mederkövek alatt élő, Niphargus nevű másik vakrákfaj, a Gammarus pulex L. (bolharák), Cyclopsok és Ostracoda rákok, a százlábúak néhány fajtája, illetve a Lartetia hungarica Soós (egy jellegzetes barlangi csigafaj), amely utóbbi a barlang hozzáférhetetlen üregeiből került elő.

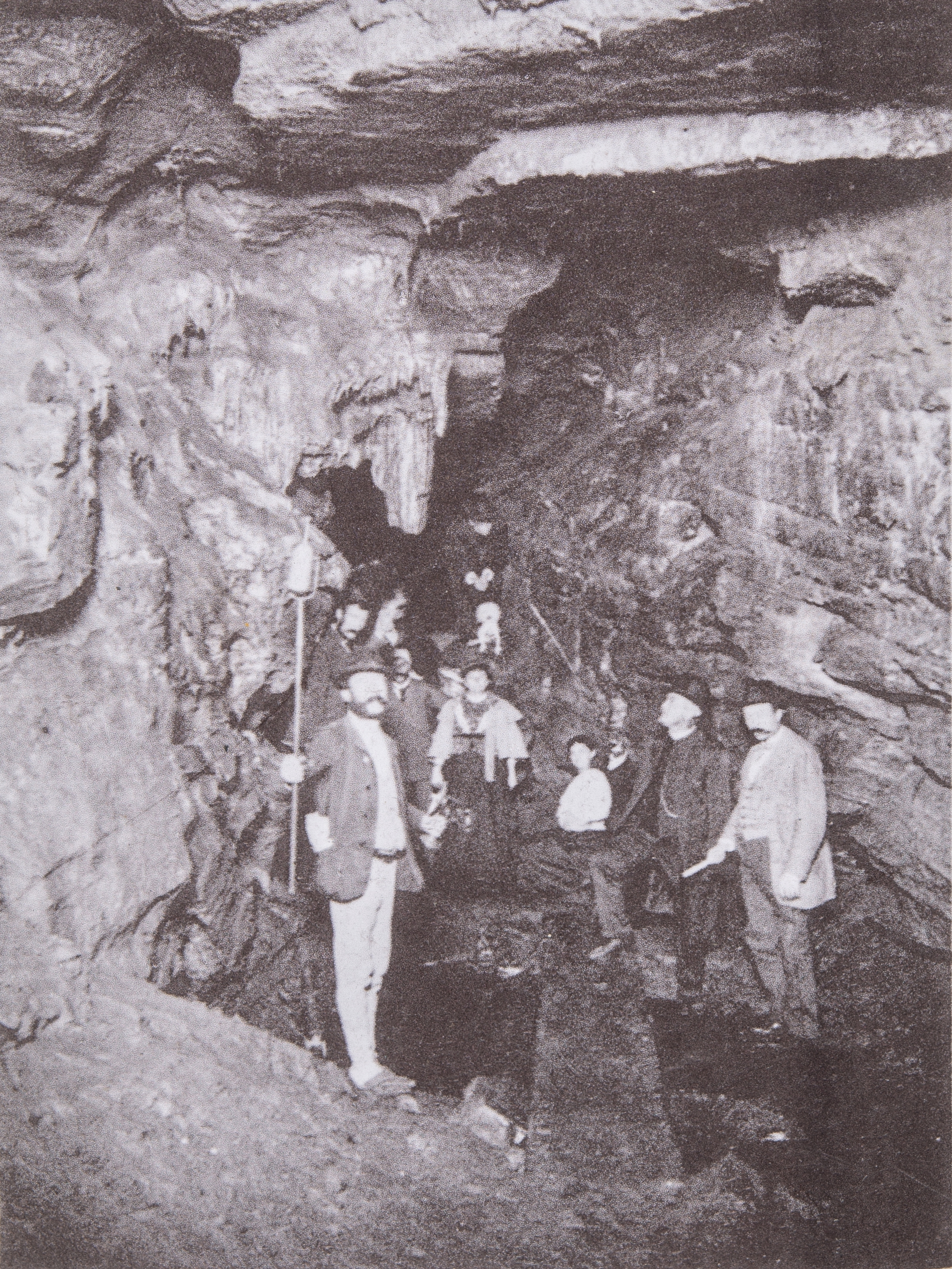
Abaligeti-barlang, Elefánt (1896-ban publikált fénykép)

Az Országjárás 1942. évi évfolyamában meg lett említve, hogy a Mecsek hegységben, Abaliget mellett is van egy cseppköves feltáratlan barlang. A Mecsek hegység legnagyobb és legismertebb barlangja az Abaligeten lévő, cseppköves barlang. Ez a barlang egy állandóan kanyargó, sziklás folyosó, melynek alján barlangi patak van. Az üreg majdnem 500 m hosszan húzódik a hegyben. Ebben a barlangban olyan állatvilág él, mely máshol nem fordul elő. Itt található pl. egy tudományos ritkaság: egy apró vakrákfajta. Az 1942. évi Barlangvilág 1–2. füzetében lévő, Mottl Mária által írt közleményben szó van arról, hogy a Magyar Barlangkutató Társulat 1942. március 19-i szakülésén Wagner János előadást tartott a magyarországi barlangok puhatestű faunájáról. Wagner János az előadáson tömören ismertette pl. az Abaligeti-barlang puhatestű faunájának feldolgozását. Az 1942. évi Barlangvilág 3–4. füzetében meg van ismételve az 1942. évi Barlangvilág 1–2. füzetében található, Mottl Mária által írt közlemény.
A Természettudományi Közlöny 1943. évi 230. pótfüzetében az olvasható, hogy a természetvédelemről szóló 1935. IV. tc. alapján az Országos Természetvédelmi Tanács 1939-ben történt létrejötte óta a földművelésügyi miniszternek a vallás- és közoktatásügyi miniszterrel egyetértve hozott határozatai alapján az Országos Természetvédelmi Tanács javaslatára törvényes védelem alá került pl. az Abaliget határában lévő, Baranya vármegye közlegelőjén található barlang és a barlang bejárata körüli kb. 1 kataszteri holdnyi felszíni terület (1941. május 21-től a 41.241/1941. számú FM határozattal). A Magyar Turista Élet 1943. évi 13. (július 15-i) számában meg van említve, hogy védetté lett nyilvánítva az Abaligeti-barlang.
Az 1944. évi Természettudományi Közlöny 233. pótfüzetében az van írva, hogy Dudich Endre nyomdokain haladt Gebhardt Antal, aki a Dudich Endrééhez hasonló módszerrel vizsgált két, Dunántúlon lévő barlangot. Gebhardt Antalnak tökéletesebb volt a felszerelése, mert pl. olyan műszere is volt, amellyel a talaj hőmérsékletét lehetett mérni. Gebhardt Antal 1930-ban vizsgálta az Abaligeti-barlangot. Gebhardt Antalnak az Abaligeti-barlang vizsgálatáról szóló könyvében, amelyet a Magyar Tudományos Akadémia jelentetett meg, a hónaponként történt vizsgálat eredményeként sok megfigyelési adat lett közölve és feldolgozva. Tárgyalva van a talajhőmérséklet (32–36. old., 1. táblázat, 1. ábra), a levegő-hőmérséklet (40–57. old., 2. és 3. táblázat, 2. és 3. ábra) a páranyomással és a relatív nedvességgel kapcsolatban. Kutatva lett a párolgás (57–63. old., 5. táblázat, 4. ábra) és a légáramlás (63–65. old.).

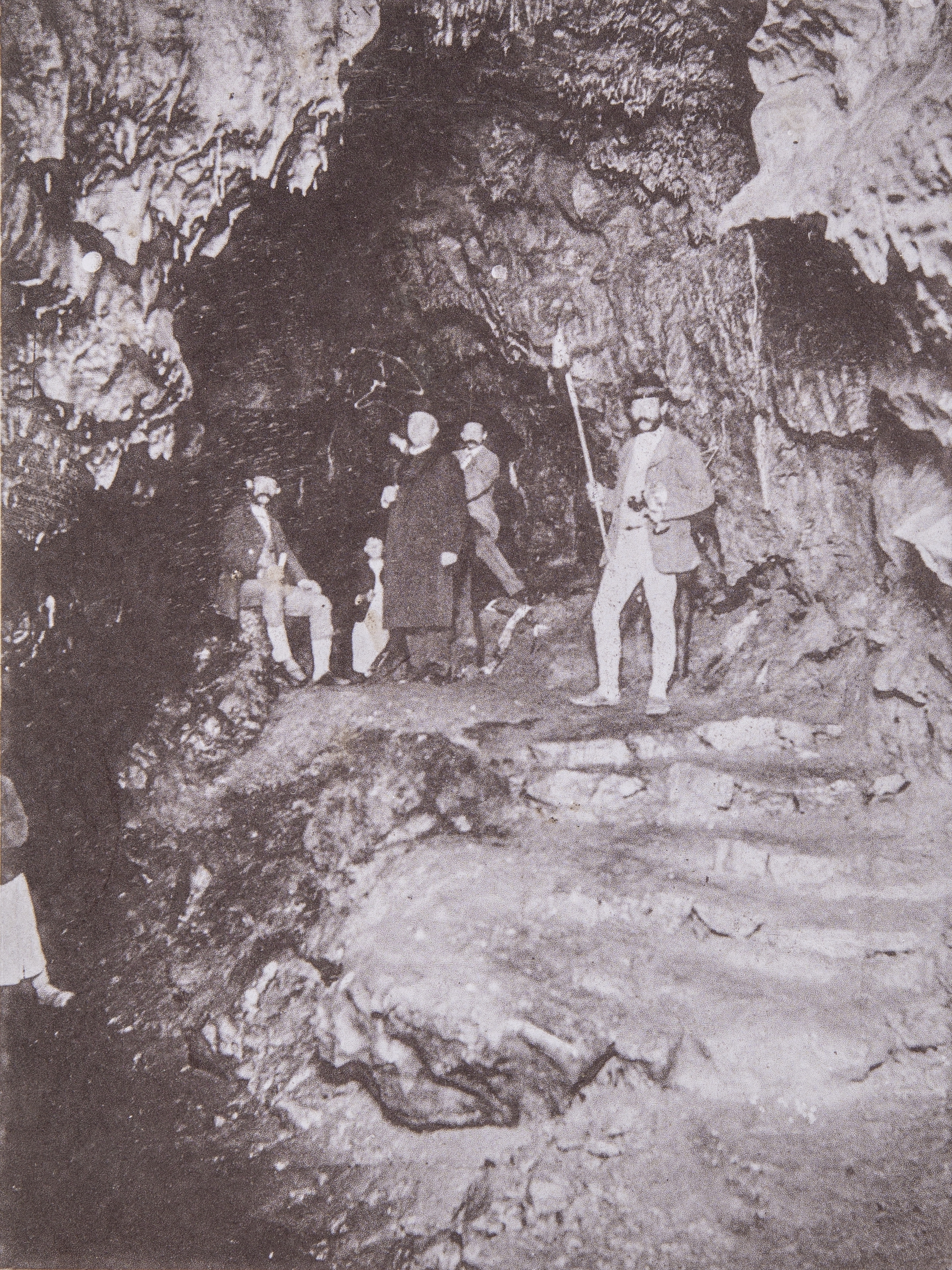
Abaligeti-barlang, Előcsarnok (1896-ban publikált fénykép)

A Turista Értesítő 1944. évi évfolyamában lévő közlemény szerint turistáknak is érdekességet jelent az, hogy az abaligeti barlangban 184, tehát majdnem 200 állatfaj fordul elő. A 219,5 m tszf. magasságban nyíló barlangból kimutattak pl. örvényférget (Polycelis cornuta), kövi csíkot (Nemacheilus barbatulus) és egy Méhelÿ Lajos által felfedezett vakrákot (Stenasellus hungaricus Méh.), amely kőalatti életmódot folytat. Ez a vakrák a földtörténet ősi állatvilágának egyik leszármazottja, és a barlang egyik nevezetessége közé tartozik a Niphargus nevű vak víziászkával együtt, amely szintén a barlangban él. Ez a két vakrákfaj az abaligeti barlang sajátossága, mert nem fordulnak elő máshol.
Az 1944. évi Természettudományi Közlöny 235. pótfüzetében meg van említve, hogy Gebhardt Antal a Dudich Endrééhez hasonló, sőt részben tökéletesebb módszerekkel vizsgálta előbb az abaligeti, majd a mánfai barlangot. Dudich Endre nem javasolja, hogy Magyarország összes barlangja olyan részletesen legyen feldolgozva, mint ahogy pl. az Abaligeti-barlang, mert azt nem lehetne befejezni. Az 1956. évi Karszt- és Barlangkutatási Tájékoztató január–februári füzetének függelékében az olvasható, hogy 1954 nyarán a Pécsi Barlangkutató Csoport az Abaligeti forrásbarlang egyik szűk részének tágításával feltárt egy 50 m hosszú járatrészt. Feltérképezték ezt a járatrészt, melynek végén van egy terem. Az 1956. évi Karszt- és Barlangkutatási Tájékoztató március–júniusi füzete szerint a Magyar Hidrológiai Társaság Karszthidrológiai és Barlangkutató Bizottságának 1956. január 12-én tartott választmányi ülésén elhangzott, hogy a munkaterületek végleges bejelentése és koordinálása szerint a Pécsi Barlangkutató Csoportnak az a feladata, hogy áthatoljon az abaligeti szifonon.

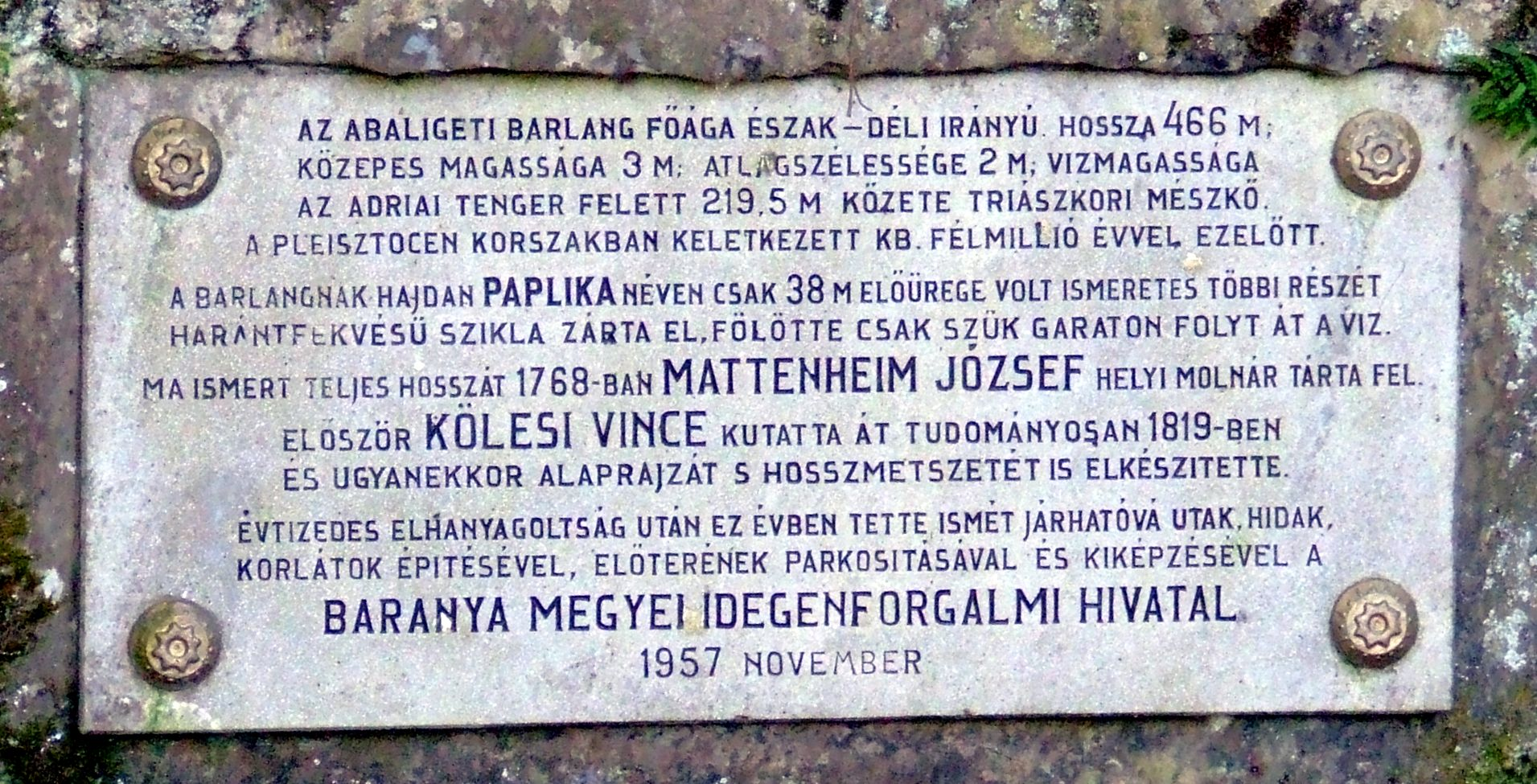
Az Abaligeti-barlang bejáratánál lévő emléktábla

A Karszt- és Barlangkutatási Tájékoztató 1959. szeptemberi füzetében található, Hazslinszky Tamás által írt könyvismertetésben az van írva, hogy nemrég jelentette meg a Baranya Megyei Idegenforgalmi Hivatal az Abaligeti barlang című kiadványt. A 80 oldalas, szép kiállítású ismertető nagyobbik részét Gebhardt Antal (kandidátus) írta. A Gebhardt Antal által írt részben be van mutatva röviden a környék földtörténeti múltja, majd általános karszt- és barlangtani ismeretek következnek. Az Abaligeti-barlangot tárgyaló részben a barlang felfedezésével és a barlang kutatásának történetével foglalkozó rész, majd a barlang leírása (Barlangvezető) után, a barlangban végzett klimatológiai, hidrológiai, biológiai, régészeti és őslénytani vizsgálatok eredményei vannak ismertetve. Külön fejezet szól a barlang kiépítéséről és a barlang további kutatásának problémáiról. A vaskos füzet végén van az Oppe Sándor által írt rész, melyben a barlang környékének túraútvonalai vannak ismertetve. A kiadványt 31 fénykép, a könyv végén lévő (1:600 méretarányú) alaprajz térkép, 1:900 méretarányú hossz-szelvény térkép és sok keresztmetszet térkép teszi teljessé.
A Karszt- és Barlangkutatási Tájékoztató 1959. decemberi füzetében megjelent, Az Abaligeti-cseppkőbarlang kiépítése című közlemény szerint nagyon örvendetesen fejlődik az Abaligeti-cseppkőbarlang és környéke. A Baranya Megyei Idegenforgalmi Hivatal példaértékű munkát végzett. Mintaszerűen lett megoldva a barlang idegenforgalmi kiépítése. Kényelmes, korlátokkal ellátott betonjárdán és lépcsőkön járható végig teljes hosszában a főág. A kanyargós patakon történő átkelést sok betonhíd könnyíti meg. A néhány éve felfedezett felső részbe, a Nagy-terembe 72 lépcső vezet fel. Most történik a modern villanyvilágítás bevezetése. Még ebben az évben be lesznek fejezve a munkálatok. A barlang mellett egy szép, 22 férőhelyes turistaházat építettek, a barlang előtt pedig egy mesterséges tavat készítettek, melyet a barlangi patak táplál.
A barlang kiépítése és a felszínen lévő új létesítmények nagyon növelték a barlang és környékének látogatottságát. Nyári vasárnapokon sok száz kiránduló és turista tekinti meg a házat, járja be a barlangot. A barlang levegőjének vizsgálata is folyamatban van. A barlang mikroflóráját begyűjtötték és megvizsgálták. Légzőszervi megbetegedéssel élő betegekkel rendszeres légzőkúra-kísérleteket végeznek. Meg kell említeni a pécsi barlangkutatók rendszeres és komoly munkáját. Nagy szerepük van abban, hogy az Idegenforgalmi Hivatal felkarolta a barlangot. Napjainkban is több helyen, szép eredménnyel dolgoznak. A Magyar Karszt- és Barlangkutató Társulat reméli, hogy mint a társulat új tagjai, a közeljövőben saját maguk is ismertetik munkájukat, eredményeiket a Karszt- és Barlangkutatási Tájékoztatóban.

### 1961–1963

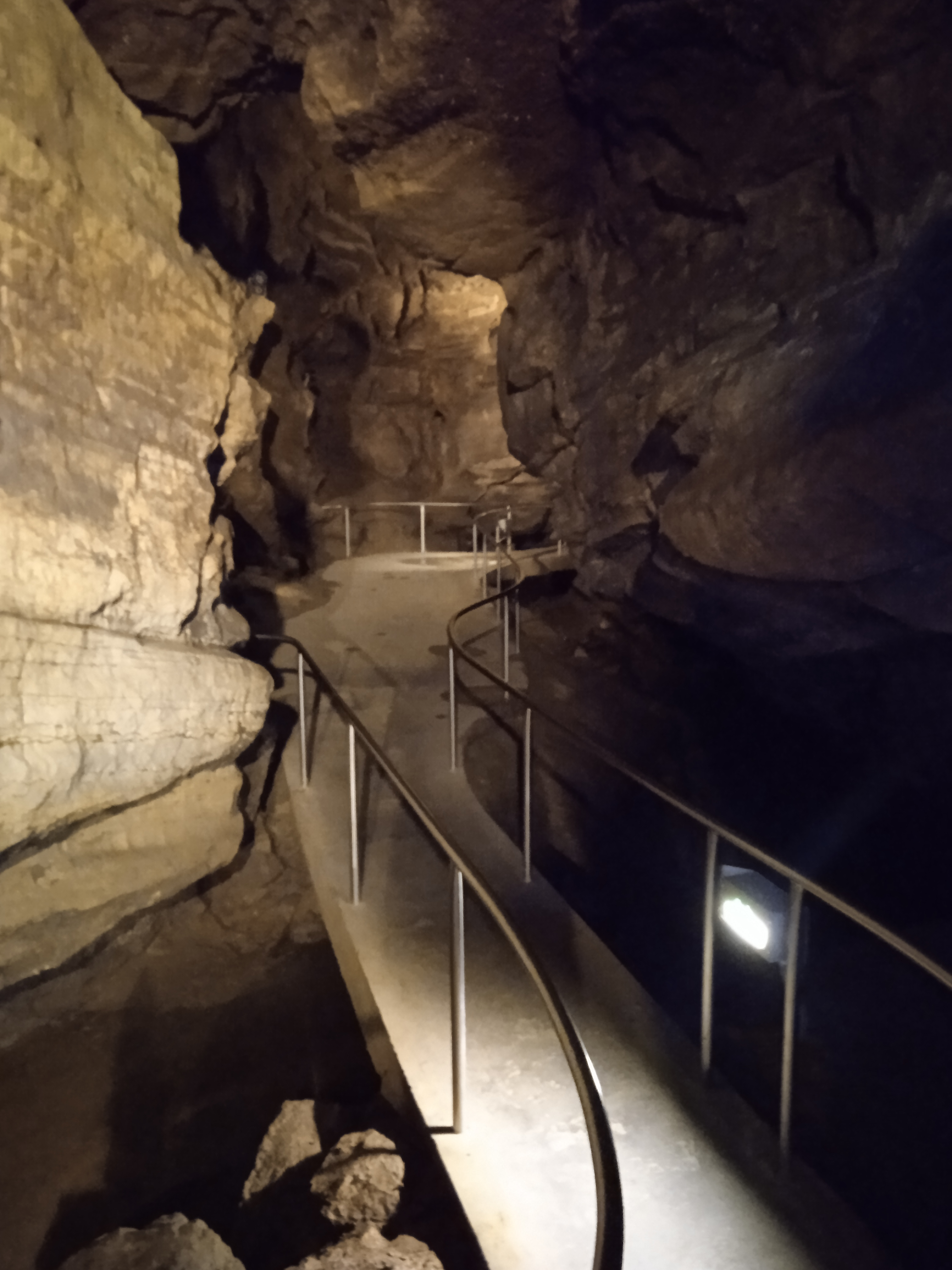
Részlet az Abaligeti-barlang kiépített szakaszából

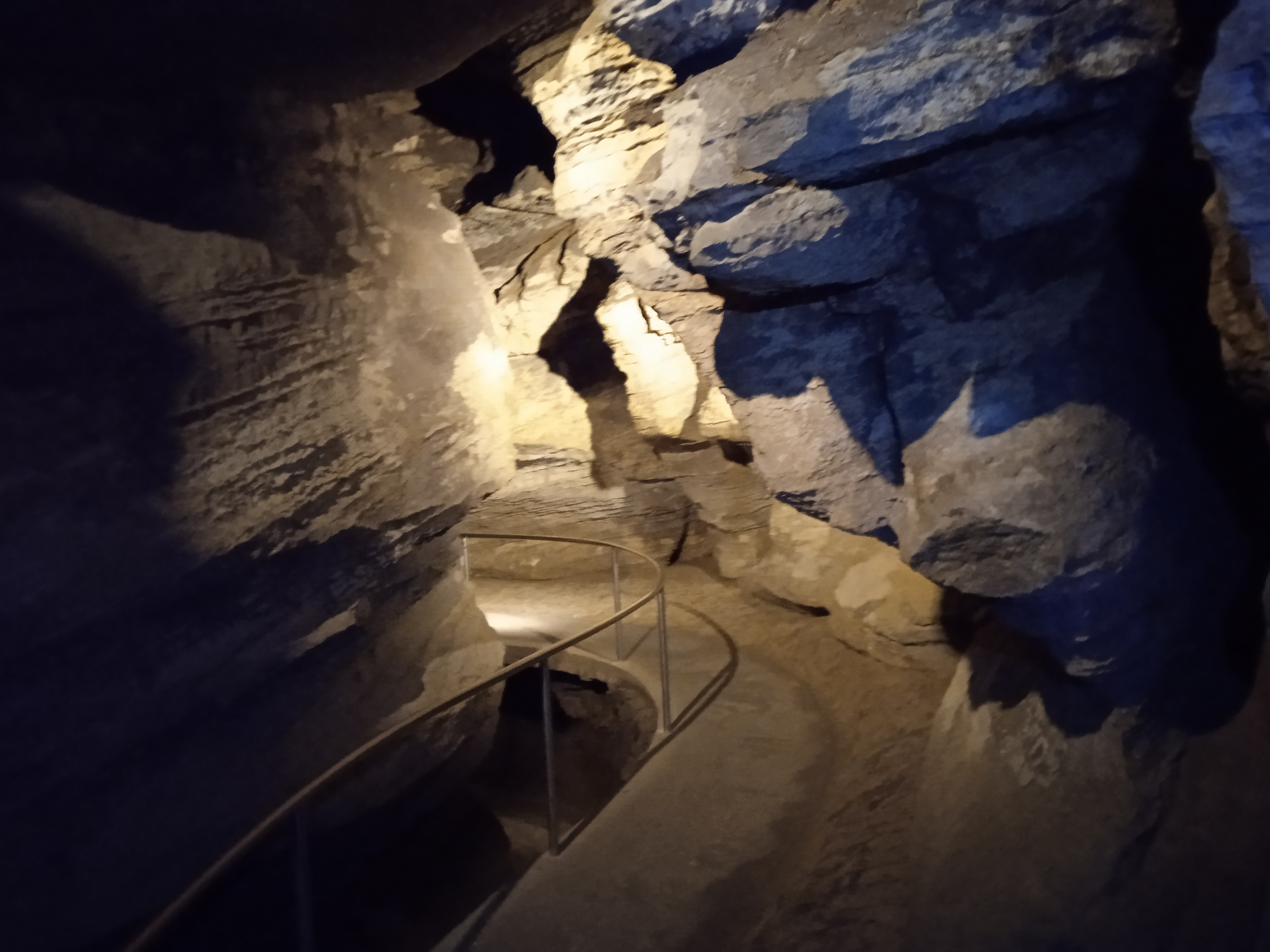
Részlet az Abaligeti-barlang kiépített szakaszából

Az 1961. évi Karszt- és Barlangkutató 1. félévi számában publikált, Szabó Pál Zoltán által írt tanulmányban szó van arról, hogy az Abaligeti barlang (Abaligeti cseppkőbarlang, Paplika) a Mecsek hegység legrégebben ismert barlangja. A 649 m hosszú barlang főágának 467 m, a keleti mellékágnak 40 m, a nyugati mellékágnak 71 m, a barlang végső része felett található Omlásos járatnak a Nagyteremmel együtt pedig szintén 71 m a hossza. A barlangon patak folyik keresztül, amely a barlang 219 m tszf. magasságban lévő bejáratán át folyik ki a földfelszínre. Régen egy szifon volt a bejárat közelében. A szifonon át lehetett a barlang tágabb járatába bemenni. A barlangbejárattól 40 m-re, a főjáratból K-re nyílik az első oldalág. Ennek legnagyobb része feltöltődött a bemosott löszös iszappal és jelenleg 40 m-ig járható. A főágban tovább haladva az első nagy terem a kb. 10 m hosszú, 5 m széles és 5–6 m magas Bagolyvár, amelynek mennyezetén fejletlen cseppkőképződmények vannak. Ebben a teremben fedezte fel 1889-ben Wosinszky Mór az ősember nyomát.
A barlangban csak kezdetleges cseppkövek vannak az Omlásos járat felett elhelyezkedő Nagyterem kivételével. Nagyon érdekes látvány azonban a barlangfalak korróziós pusztulásának nyoma (1. fénykép). Nagyon sokféle korróziós formaváltozat megfigyelhető itt, amelyek leginkább a kőzet egyenlőtlen oldhatóságának megfelelőek. Ilyen, érdekes korróziós forma a 77. m-nél, 3,5 m magasan lévő Kőhíd. A Kőhíd felett található üreg a barlang létrejöttének kezdeti állapotában alakult ki és a barlangi patak régi helyét szemlélteti. Közelében van egy érdekes cseppkő, a Korona, melynek megcsonkították legszebb részét. A 94. m-nél emelkedik a 2,5 m alsó átmérőjű Pisai ferdetorony, amelynek magassága és alakja csak 15 m-ig ismert. A folyosó szélessége és magassága nagyon változó, a barlang tulajdonképpen hosszúkás termekből áll, amelyek egymáshoz kapcsolódnak.
159 m-re van a Flóriánkút, amely egy kis vízhozamú forrás. A forrásnak csak zivatarokkor nő meg vízhozama. Eddig is sok helyen megfigyelhetők voltak mennyezetről levált sziklatömbök. A 220 m-re fekvő Kriptafedő különösen jellegzetes, de ilyen a 250. méter körül található Lebegő kő (2. fénykép) is. Ez is a mennyezetről szakadt le, majd beszorult a barlangfalak közé. A 300. méter környékén van a Karthagó romjai nevű, látványos sziklatömbkupac, amely egymásra zuhant hatalmas sziklatömbökből áll. Kb. a 340. m-nél van az előző sziklatömbcsoporthoz hasonló Könyvtár, ahol a tonnányi súlyú, egymásra zuhant kőtömbök a könyvek. Innen, a járat Ny-i oldalán kezdődik a második oldalág, amely 71 m hosszú. Zegzugos, ugyancsak leginkább korróziós kialakulású sziklafalak között haladva lehet eljutni a Niagara vízeséshez, amely érdekes példája a cseppkőképződés elindulásának.

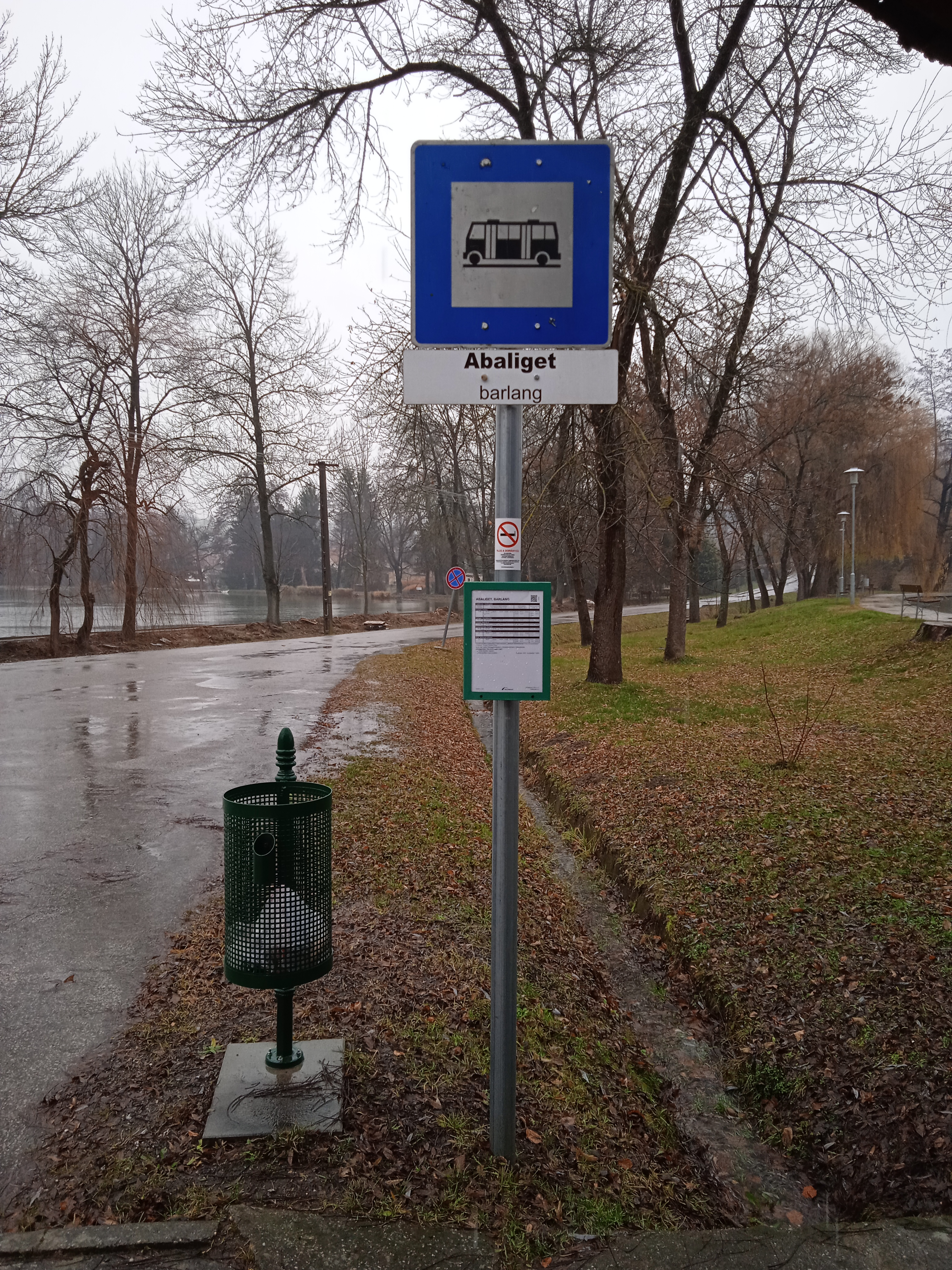
Az Abaligeti-barlang bejáratához közel lévő, Abaliget, barlang nevű buszmegálló

A 415–423. méterek között látható a 8 m magas Nagy dóm. Ebben a teremben sok helyet elfoglalnak az egykor leszakadt kőtömbök. Különösen érdekes egy kb. 300 tonnás lebegő sziklatömb (Kőbaldachin). A Nagy dóm mennyezetének oldalából, a legnagyobb sziklaomladék felett nyílik a Nagyterem (3. fénykép), amelyet sok cseppkő díszít. Ezt a termet Kevi László és Vass Béla fedezték fel 1954 nyarán. A barlangi patak szintjétől 18 m-rel magasabban húzódik a terem talpa. Tulajdonképpen a Nagy dóm termének régi részlete. Itt a sziklában kellett kialakítani a lépcsőfokokat. Ez a lépcső vezet fel a Nagyterem magas, kupolaszerű boltozatú csarnokába. A boltozatnak a sötétben bizonytalan magasságban van vége és majdnem a földfelszínig ér. A terem falán kaolinos, vörösagyagos bevonat figyelhető meg. Ezek kémiai vizsgálata alapján nagyon valószínű, hogy ez a barlangrész a barlangkialakulás kezdetének idejéből származik (az alsó pleisztocénből), amikor az ingadozó éghajlat során a jelenleginél melegebb állapot is volt. Még nem sikerült megállapítani, hogy ez a barlangrész egy régi felső barlang része, vagy keletkezése a ma ismert barlanghoz közvetlenül kapcsolódik.
Omladék között halad a járat a Pokol torka nevű részig, ahol vége van a barlangnak. A barlang kis tóval és szifonnal fejeződik be. Ebben a szifonban Vass Béla és társai 1960. március 8-án nehezen eljutottak 30 m-re. Átjutottak a szifonon, de a barlang folytatása vízzel ki van töltve, ezért nem jutottak tovább. Elképzelhető, hogy sikerül legyőzni a kutatók előtt álló nagy nehézségeket és fel lesz fedezve a barlang folytatása. A barlang aránylag kis méretei a kialakító tényezők szerény lehetőségéből következnek. A barlangi patak kis vízhozamú, a behordott kavics pedig különösen kevés, emiatt csekély az erózió mértéke. Az Abaligeti-barlang felett karsztosodott mészkőfelszín terül el, ahol nagy dolinák vannak. A Viganvári-völgy patakja táplálja a barlang vizét. Ez a patak a barlangbejárattól D-re 1 km-re folyik. Ez is arra utal, hogy indokolt új járatot keresni a barlangot lezáró szifon mögött.
A hegységnek ezen a részén az Abaligeti-barlangon kívül valószínűleg vannak barlangok. Erre utal, hogy az Abaligeti-barlang bejáratától K-re, kb. 500 m-re, majdnem ugyanabban a tszf. magasságban van a Kispaplika bejárata. Az Abaligeti-barlangtól 0,5 km-re, a Ny-ra lévő völgyben van a Törökpince-víznyelőbarlang bejárata. Feltételezhető, hogy a Törökpince-víznyelőbarlang kapcsolatban van az Abaligeti-barlang Ny-i oldalágával pl. azért, mert a víznyelőbarlang bejáratától 11 m-re egy forrás található esőzésekkor, amelynek vize az Abaligeti-barlang irányába folyik. Ezt vízfestéssel bizonyítani kell. A Viganvári-völgy patakjának nyelőjében eltűnő, megfestett víz 72 óra múlva volt észlelhető az Abaligeti-barlang bejáratában.

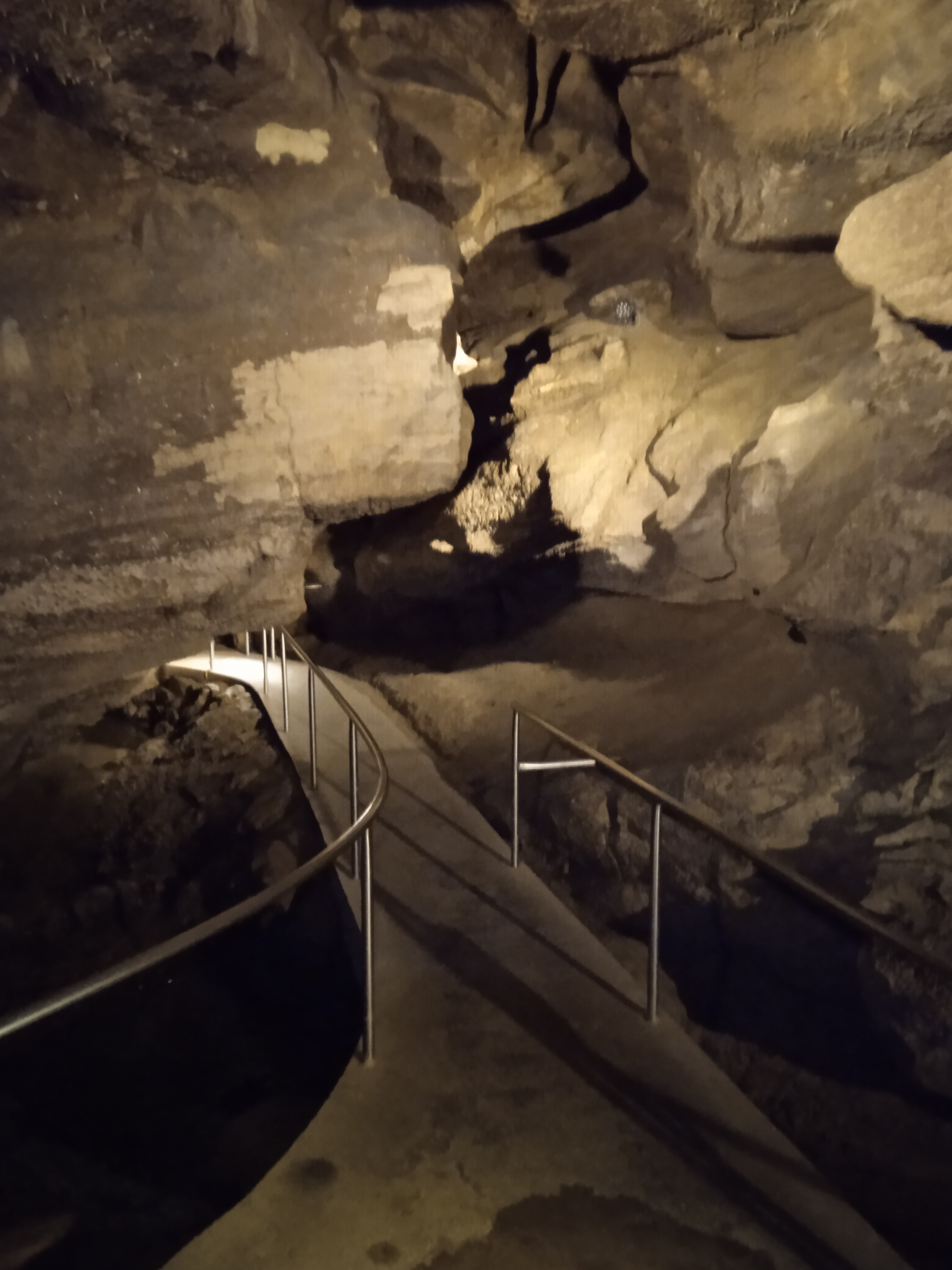
Részlet az Abaligeti-barlang kiépített szakaszából

Viszonylag magas az Abaligeti-barlang hőmérséklete. A hőmérséklet maximuma 13,6 °C, amelyet nyáron mértek benne, minimuma pedig 10 °C. Azért ingadozik a barlang hőmérséklete, mert a barlangbejárattól távol lévő barlangrész szűk sziklahasadékokon keresztül kapcsolatban van a felszínnel, a barlangfolyosó pedig kb. 3,5 m-t lejt a zárószifontól a bejáratig. A téli hideg levegő ezért lassan kihúzódhat a barlang bejáratán. A víz hőmérséklete egyenletesebb, maximum 11,5 °C, minimum pedig 8 °C. A barlang élővilágából 190 állatfaj lett meghatározva. Az abaligeti vakrák (Stenasellus hungaricus Méh.) a legnevezetesebb, melynek őse a pleisztocén hideg periglaciálisában húzódhatott be a viszonylag meleg barlangba. A hideg elmúltával, látószervét elveszítve, a hűvös barlangban fennmaradt. A barlang állatvilágát Gebhardt Antal (a pécsi Természettudományi Múzeum vezetője) vizsgálta részletesen. Wosinszky Mór régész 1889-ben a Bagolyvárban és a barlang utolsó részében, a Nagy dómban megtalálta régi tűzhely nyomait, valamint az itt élő ősember különféle emlékeit. Később is előkerültek szórványosan leletek, de a barlang nem lett régészetileg részletesen felásva, emiatt nem lehet a leletek korát megállapítani.
Évtizedeken keresztül pusztították garázda emberek a barlangot, mert nem volt megfelelően védve. A Baranya megyei Idegenforgalmi Hivatal 1957-ben vette gondozásba, majd nagy áldozatok árán járhatóvá tette, turistaszállót építtetett, a barlang mellett festői tavat duzzasztott. Később villanyvilágítással tette látványosabbá a barlangot és élvezetesebbé a látogatható szakasz megtekintését. Jelenleg a legnagyobb feladat a barlang végén lévő szifonon átjutni. Ezen dolgozik a Megyei Idegenforgalmi Hivatal és a Dunántúli Tudományos Intézet barlangkutató csoportja. Az Abaligeti-barlanghoz legközelebb található vasútállomás Abaliget vasútállomás, amely a Budapest–Pécs vasútvonalon helyezkedik el. A vasútállomástól a barlang kb. 5 km-re van. Nyáron autóbusz közlekedik.
A Melegmányi-forrásbarlang vakrákjai kifejlődésük alapján az Abaligeti-barlang vakrákjaihoz hasonlóak. A szöveges rész szerint az 1. ábra az Abaligeti-barlang térképe. A tanulmányba bekerült a Nyugati-Mecsek-karsztvidékének térképe, amelyen látható az Abaligeti-barlang (a térképen A1) földrajzi elhelyezkedése. A térképet Szabó Pál Zoltán készítette Vadász Elemér, Nagy Elemér, Wein György, Venkovits István adatai és térképei, illetve Szabó Pál Zoltán által végzett megfigyelések alapján. A publikációban van három olyan fekete-fehér fénykép, amelyek az Abaligeti-barlangot mutatják be. Az első fényképen a barlang egyik, korróziós része látható (fénykép: Hazslinszky Tamás). A második fényképen a barlangban lévő Lebegő-kő figyelhető meg (fénykép: Keserű Sándor). A harmadik fényképen a Nagy-terem egyik része van megörökítve (fénykép: Hazslinszky Tamás).
Az 1961. évi Karszt- és Barlangkutató 1. félévi számában megjelent, Balázs Dénes által írt áttekintésben az olvasható, hogy a Magyarországon lévő, idegenforgalom számára megnyitott barlangok közül az Abaligeti-barlangnak növekedett leggyorsabban a látogatószáma. Az Abaligeti-barlangot 1957-ben 1091 fő, 1958-ban 3731 fő, 1959-ben 10 417 fő, 1960-ban pedig 26 787 fő nézte meg. Teljesen elhanyagolt állapotban volt 1957 előtt a barlang. 1957-től a Baranya Megyei Idegenforgalmi Hivatal kezdte gondozni a barlangot. Betonjárdákat, lépcsőket építettek, 1959–1960-ban pedig bevezették a villanyt. A barlang előtti 3 hold területen csónakázótavat és 30 személyes turistaszállót hoztak létre. A barlangot látogatók száma nagyon megugrott 1957 és 1960 között. Az Abaligeti-barlangot 1960-ban meglátogatók száma megközelítette a Dunántúlon lévő másik barlangot, a Tapolcai-tavasbarlangot 1960-ban meglátogatók számát. Az 1961. évi Karszt- és Barlangkutató 2. félévi számában megemlítették, hogy 1961-ben a pécsi barlangkutatók az abaligeti és az orfűi barlangrendszerek kutatása miatt kéthetes kutatótábort tartottak, amelyet a Baranya megyei Idegenforgalmi Hivatal támogatott. A tábor eredményeként a tábor résztvevői megállapították a Nyáras-patak felső nyelője és az Abaligeti-barlang közötti kapcsolatot.
Az 1962-ben kiadott, A barlangok világa című könyv szerint a Föld legnagyobb barlangrendszerei tulajdonképpen eróziós folyóvölgyszakaszok, melyek fedettek. Magyarország egyik ilyen barlangja a Mecsek hegységben található Abaligeti-barlang. Kölesi Vince Abaligeti-barlangról tett megállapításai megfelelőek, aki a barlangot 1819-ben részletesen kutatta át sok nehézséggel megküzdve. Kölesi Vince vállalkozása volt a Magyarországon történt első, céltudatos barlangkutatás. Az eredményeket ismertető cikke, amely az 1820. évi Tudományos Gyűjteményben lett kiadva, pedig az első, magyar nyelvű pontos barlangleírás. Magyarországon a 19. század második felének elején barlangkutatás szempontjából Schmidl Adolf tevékenysége a legjelentősebb, aki tanulmányozta és ismertette az Abaligeti-barlangot is.

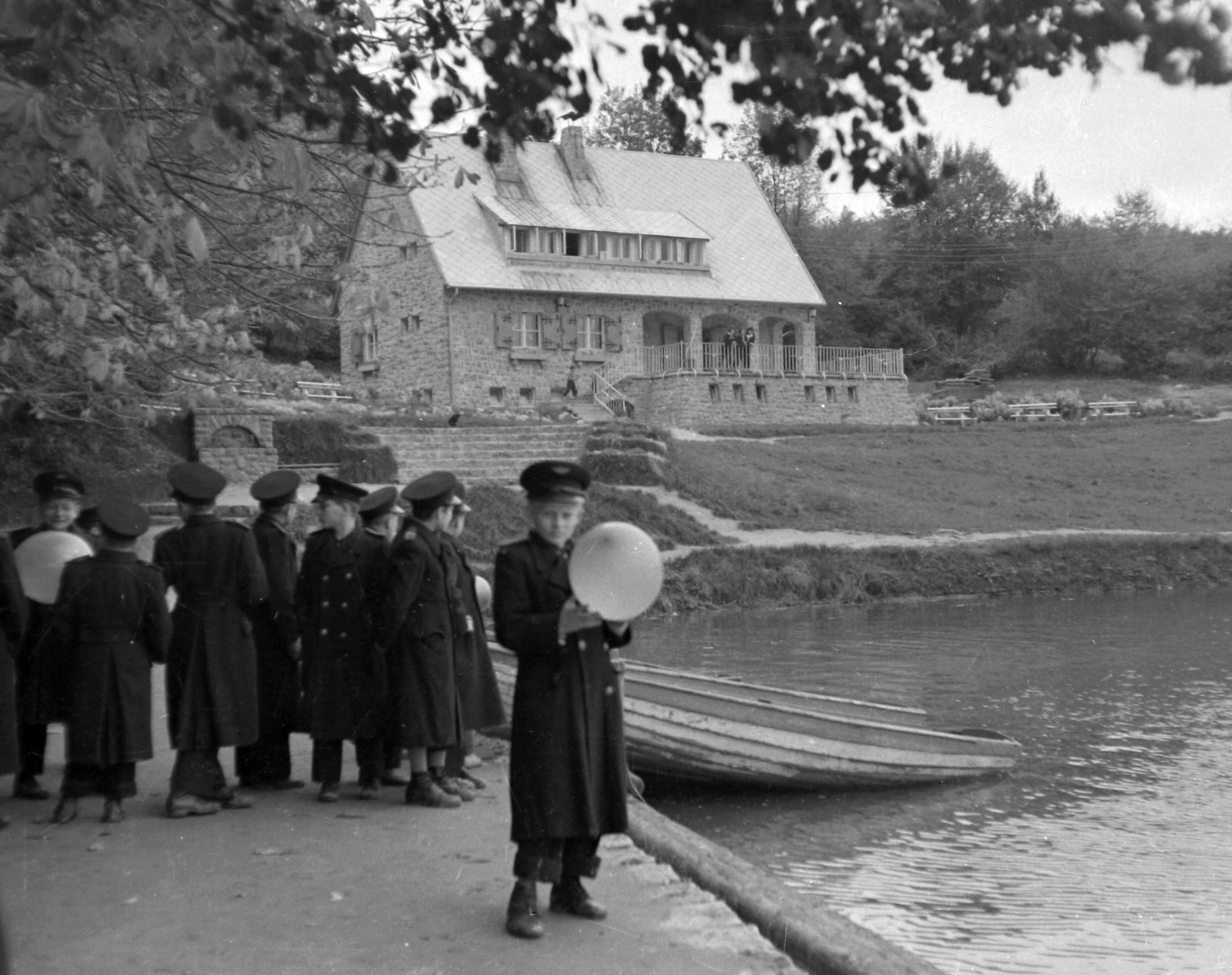
Az Abaligeti-barlang bejáratának előtere 1959-ben. A háttérben a turistaház (jelenleg Denevérmúzeum) látható

Palik Piroska (1960) az Abaligeti-barlangban 93 moszatfajt (algafajt) talált. Magyarország barlangjai közül a Baradla-barlang, az Abaligeti-barlang és a Mánfai-kőlyuk állatvilága ismert megfelelően, ha nem is teljesen. Gebhardt Antal az Abaligeti-barlangból (1934) 190 állatfajt mutatott ki. Ugyanő megállapította, hogy a barlangban az egysejtűek (Protozoa) három faja van jelen. A három egysejtűfaj közül egyik sem barlanglakó. A barlang patakjában él a Polycelis felina Dal. nevű örvényféreg (Turbellaria). A barlangban előforduló Stenasellus hungaricus Méh. nevű víziászka (Aselloidea) valódi barlanglakó faj. A barlang vizeiből két felemáslábú rákfaj (Amphipoda) került elő: Niphargus leopoliensis Molnári Méh. és Niphargus foreli gebhardti Schell., amelyek fehér és vak állatok.
A barlangban Farkas Henrik talált (1957) Bathynella chappuisi Del. nevű Anaspidacea (maradványrák) fajt. A barlangból meghatározott ikerszelvényesek (Diplopoda): Craspedosoma transylvanicum Verh., Heteroporatia Méhelyi Verh., Brachydesmus troglobius Daday, Hungarosoma Bokori Verh., Orobainosoma hungaricum Verh. A barlangból Gebhardt Antal 10 Collembola (ugróvillás) fajt írt le. A 10 faj legtöbbje troglofil, de vannak köztük troglobiontok is. Gebhardt Antal 37 Diptera (kétszárnyú) fajt fedezett fel a barlangban. A 37 faj közül a legtöbb trogloxén és troglofil. Az Abaligeti-barlangból 9 Acaridea (atkák) faj (Gebhardt), víziatkák közül a Soldanellonyx chappuisi Walt., a barlang vizeiből pedig Pisidium cinereum Ald., obtusale C. Pfr. (kis borsókagylók) lettek kimutatva. Az Abaligeti-barlang és a Mánfai-kőlyuk vak vízicsigái (Paladilhiopsis hungarica L. Soós, P. Gebhardti H. Wagn.) troglobiontok. Troglofil az Abaligeti-barlangban élő Daudebardia rufa pannonica L. Soós. Gebhardt Antal említette a barlangban fogott kövi csíkot (Nemachilus barbatulum Günth.) Nyilván ez ott trogloxén. Gyorsan folyó patakban (pl. az Abaligeti-barlangban lévőben) a kövek fonákján húzódik meg az állatok nagy része.

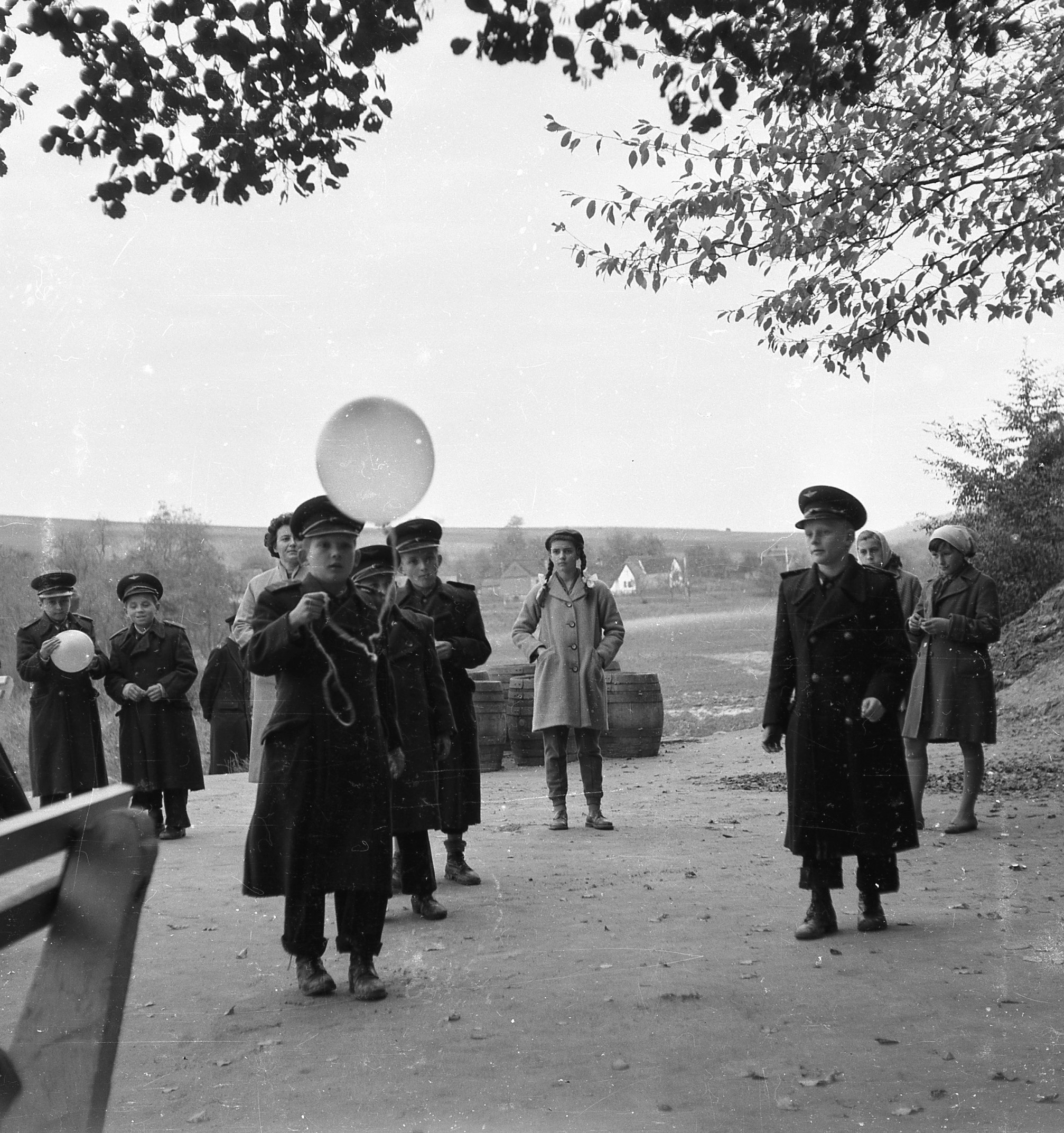
Az Abaligeti-barlang bejáratának előtere 1959-ben

A Mecsek hegység legrégebben ismert barlangja az Abaligeti-barlang, amely könnyen megközelíthető autóbusszal Pécs felől. A Budapest–Pécs vasútvonal Abaliget vasútállomásán csak személyvonatok állnak meg. Innen a barlang 4 km-re van. Nyáron autóbusz közlekedik a vasútállomás és a barlang közelében található turistaház között. A modern turistaház kényelmes, de kicsi. Ha igénybe akarja venni valaki a szállást, akkor ajánlott előre egyeztetnie az üzemeltetővel. A barlangban villanyvilágítás és betonból készült utak vannak. A lépcsők és hidak segítségével kényelmesen és tisztán megtekinthető a barlang minden fontos része. A barlangbejárat előtt mesterséges tó van kialakítva, amely csónakázásra és fürdésre használható. A barlang mögött a Mecsek hegység sok kirándulóhelye várja a turistát.
A barlang főágának hossza 467 m, a K-i mellékágé 40 m, a Ny-i mellékágé pedig 71 m. A barlang hátsó része felett fekvő Nagyterem szintén 71 m hosszú járataival együtt. Így 649 m a barlang bejárható hossza. Patak folyik végig a barlangon, amely tulajdonképpen jelenleg is fejlődik. Legérdekesebb barlangrészei ezért nem a kezdetleges cseppkövekkel takart felületek, mert nagyon kevés cseppkő van benne (a Nagyterem kivételével). A barlangnak nagyon látványos korróziós formái vannak, melyek a víz oldó hatása miatt keletkeztek. Különösen érdekes formákat alakított ki a korrózió a mészkő felületén, melynek nem egyforma oldhatósága. A korróziós jelenségek mellett lenyűgözőek az egykori omlások, melyek az erősebb földkéregmozgások idejéből származnak, és egyrészt boltozatos, magas termeket alakítottak ki, másrészt pedig többtonnás kőlapokat halmoztak egymásra.
A 77. méternél érdekes korróziós jelenség látható, a Kőhíd, mely bemutatja a barlang keletkezésének kezdeti állapotát. A barlangban lévő egykori patak útja ugyanis a jelenlegi mennyezet tetején, a mainál szűkebb, keskeny üregben, a Kőhíd felett húzódik. 94 m-re található a Pisai-ferdetorony, mely felfelé szűkül és 15 m-ig ismert. 159 m-re van a Flórián-kút, mely jó vizű kis forrás, de zivatarokkor jelentősen nő vízhozama, ezért nagyon segíti, hogy barlangi árvíz alakuljon ki. 220 m-re a Kripta fedő, 250 m-re a Lebegő kő, 300 m-re a Karthago romjai, 340 m-re a Könyvtár helyezkedik el. Ezek olyanok, mint sok hatalmas, tonnás, egymásra zuhant kőlapok halmazai. Kb. 300 tonnás a Kőbaldachin is, amely egy magasan megszorult sziklatömb.

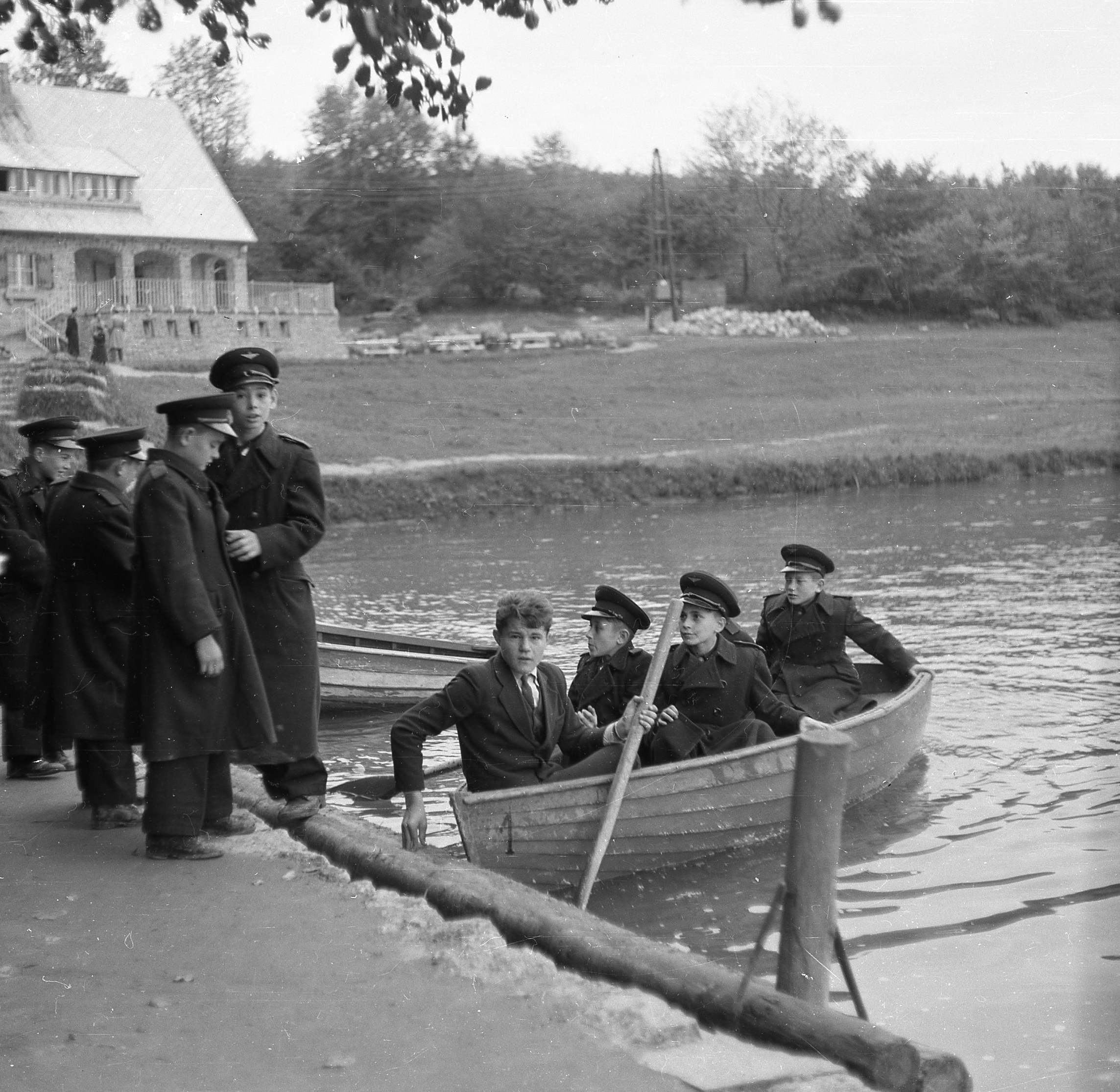
Az Abaligeti-barlang bejáratának előtere 1959-ben. A háttérben a turistaház (jelenleg Denevérmúzeum) látható

423 m-re, ilyen sziklatömbök halmazának résein átkúszva fedezte fel 1954-ben Kevi László és Vass Béla a jelenlegi szint felett 18 m-rel magasabban lévő Nagyterem lenyűgöző szépségű csarnokát. A legszebb cseppkövek itt figyelhetők meg a barlangban. Megközelíti a hegy felszínét a Nagyterem felett található gótikus boltozat. A barlang végét a Pokol torka jelenti, ahol szifon zárja le az utat. 1960 márciusában nagyteljesítményű szivattyúval Vass Béla és társai eltávolították innen a vizet, és 5 m mélyen 30 m-t jutottak előre. Nem sikerült azonban olyan járatot találniuk, mely a vízszint fölé emelkedik, ezért tovább folyik a küzdelem a barlang folytatásának feltárásáért. A barlang majdnem É–D-i irányú hegyszerkezeti törésvonal mentén keletkezett. A barlangtól D-re húzódó Viganvári-völgy táplálja a patakból megszökő vízzel. Ezt bizonyították vízfestési kísérletek.
Az Abaligeti-barlang bejáratától K-re, 500 m-re van a Kispaplika bejárata. Az Abaligeti-barlangtól Ny-ra fekvő völgyben van a Törökpince-víznyelőbarlang bejárata, amelynek szifonján keresztül egy nagy terembe lehet jutni. Ez a terem minden bizonnyal kapcsolódik az Abaligeti-barlang jól ismert oldalágához. Az Abaligeti-barlang hőmérséklete nyáron 13 °C-ig emelkedik, télen pedig 10 °C-ig csökken. 190 állatfaj fordul elő a barlangban. Leghíresebb az abaligeti vakrák (Stenasellus hungaricus Méh.). Állatvilágát legrészletesebben Gebhardt Antal vizsgálta. Ősember is lakott a barlangban, a bejárattól 40–50 m-re lévő Bagolyvár nevű teremben. Wosinsky Mór 1889-ben ebben a teremben tárta fel az ősember lakóhelyét. A kiadványban látható az Abaligeti-barlang alaprajz térképe és hosszmetszet térképe. A könyvbe bekerült egy fekete-fehér fénykép, amelyen az Abaligeti-barlangban lévő, korrodált sziklafalak figyelhetők meg.

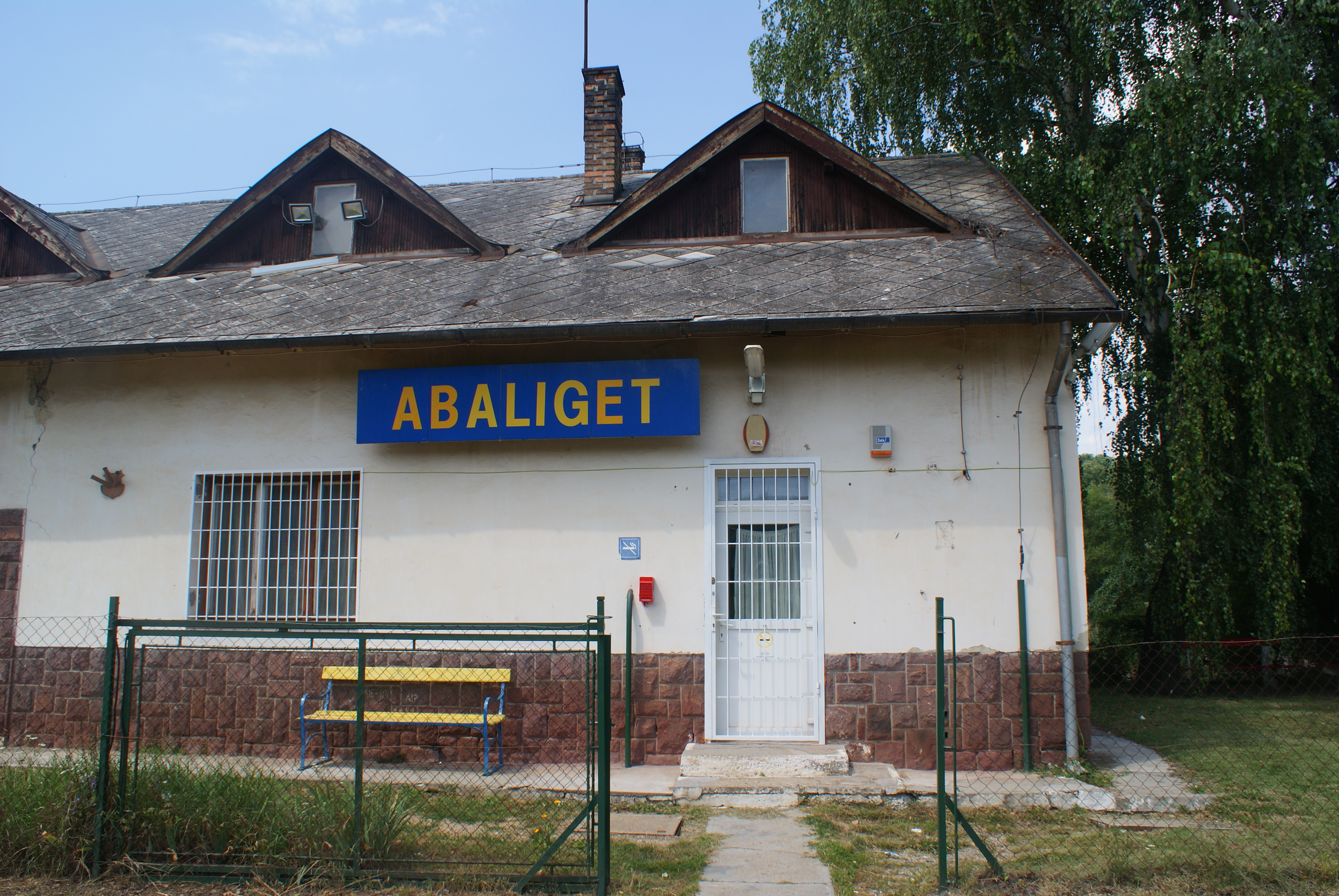
Abaliget vasútállomás 2018-ban, ahonnan kb. 5 km-re helyezkedik el a barlang bejárata

Az 1963. évi Karszt- és Barlangkutatási Tájékoztatóban szó van arról, hogy 1962-ben a Magyar Karszt- és Barlangkutató Társulat Biológiai Szakbizottsága denevérgyűrűzéseket végzett az Abaligeti-barlangban. Az 1963. évi Karszt és Barlangban található, Bérces Viktória és Vince Anna által írt közleményben az van írva, hogy a Baranya Megyei Tanács Idegenforgalmi Hivatalának barlangkutató csoportja 1963 elején az Abaligeti-barlangban felfedezett egy addig ismeretlen oldalágat. A barlangbejárattól 280 m-re nyílik a bontással tágított folyosó. Legnagyobb része csak kúszva járható a nagyon szűk, 70 m-ig felmért járatnak, mely három helyen szélesedik kis teremmé. Inaktív részeiben szalmacseppkövek és mangánkérges borsókövek vannak.
Az 1963. évi Karszt és Barlangban megjelent, Bendefy László által írt publikációban az olvasható, hogy Rónaki László beszámolójában (Karszt és Barlang, 1962. 1. félév, 27. old., 3. lábjegyzet) meg van említve, hogy az Abaligeti-barlang (Paplika) bejárata nem 219,5 m tszf. magasságban van, hanem 12,7 m-rel lejjebb akkor, ha a barlangbejárat küszöbe van 219,5 m tszf. magasságban. Bokor Elemér 1925-ben kiadott tanulmányának 105. oldala, az 1959-ben megjelent, Az Abaligeti barlang című könyv (Gebhardt Antal – Oppe Sándor), Szabó Pál Zoltán 1961-ben napvilágot látott tanulmányának 5. oldala és a barlangbejárat előtt lévő kőtáblára vésett szöveg szerint 219,5 m tszf. magasságban van a barlang bejárata. Rónaki László szerint nem ismert, hogy ez a tszf. magassági adat mire vonatkozik, illetve a mérést ki és mikor végezte. Bendefy László szerint az Abaligeti-barlang bejáratának tszf. magassága egykor az abaligeti vasútállomás vasúti magassága alapján lett megállapítva. A barlangbejárat tszf. magasságának 12,7 m-es eltérése a magyarországi vasútvonalakkal összehasonlítva nem tartozik a kiugró értékek közé. Nagyon jó és fontos, hogy Rónaki László észrevette a hibát.

### 1976–2001
Az 1976-ban befejezett, Magyarország barlangleltára című kéziratban az olvasható, hogy a Mecsek hegységben, Abaligeten lévő Abaligeti barlang további nevei Paplika, Nagy Paplika és A1. Abaliget templomától D-re 620 m-re, az Abaligeti-hegy É-i tövében, 219 m tszf. magasságban van a kiépített és ajtóval elzárt bejárata, amelyből patak ered. A kiépített, aktív folyóvizes forrásbarlang 1380 m hosszú. Turisztikai és gyógyászati (asztma-kúra) hasznosítása van. Országos jelentőségű barlang. A kézirat barlangra vonatkozó része 5 irodalmi mű alapján lett írva.

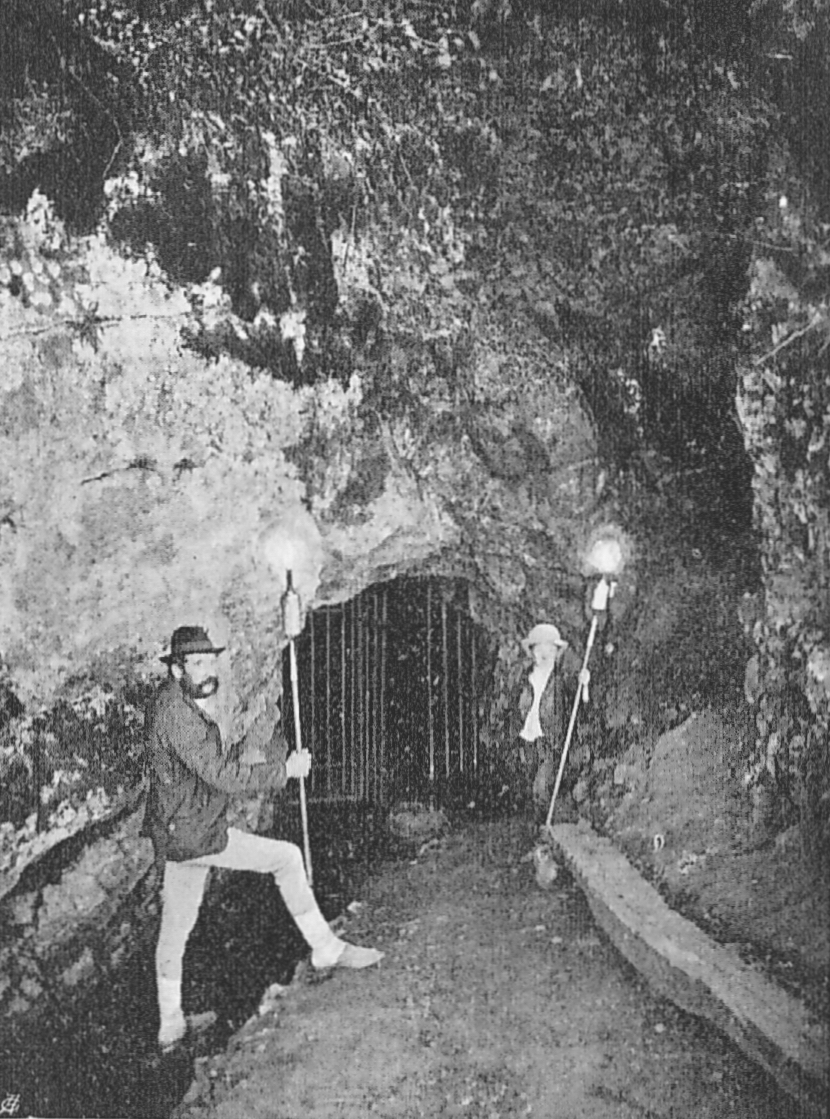
Az Abaligeti-barlang bejárata 1905-ben

A Bertalan Károly és Schőnviszky László által írt, 1976-ban megjelent Magyar barlangtani bibliográfia barlangnévmutatójában meg van említve a Mecsek hegységben lévő barlang Abaligeti-barlang néven Paplika névváltozattal. A barlangnévmutatóban fel van sorolva 76 irodalmi mű, amelyek foglalkoznak a barlanggal. 1976-ban vált országos jelentőségű barlanggá a 4100-as (Mecsek, Villányi-hegység) barlangkataszteri területen lévő, abaligeti Abaligeti-barlang. 1977-ben készült el a barlang új, pontosabb térképe, amely fényt derített a barlang valódi méreteire. A főág 447 m hosszú, az I. számú nyugati oldalág 176 m hosszú, a II. számú nyugati oldalág 368 m hosszú, vagyis a barlang bejárható hossza 991 m.
Az 1976-ban összeállított, országos jelentőségű barlangok listájában lévő barlangnevek pontosítása után, 1977. május 30-án összeállított, országos jelentőségű barlangok listáján rajta van a Mecsek hegységben, Abaligeten található barlang Abaligeti-barlang néven. Az 1977. évi Karszt és Barlang angol nyelvű különszámában megjelent, The longest and deepest caves of Hungary (December 31, 1975) című közleményből megtudható, hogy a Mecsek hegységben fekvő, 1160 m hosszú Abaliget Cave 1975. december 31-én Magyarország 12. leghosszabb barlangja. Az 1977. december 31-i állapot szerint (MKBT Meghívó 1978. május) a Mecsek hegységben lévő és 991 m hosszú Abaligeti-barlang az ország 16. leghosszabb barlangja. Az 1977. évi MKBT Beszámolóban napvilágot látott és Jánossy Dénes által írt jelentésben meg van említve, hogy szórvány őslénytani lelet került elő 1977-ben az Abaligeti-barlang (Mecsek hegység) oldalágából (Rónaki László).
Az 1977. évi Karszt és Barlangban megjelent, Bajomi Dániel által írt tanulmány szerint az 1920–30-as években Dudich Endre kezdeményezése és munkássága, valamint Gebhardt Antal és Bokor Elemér szisztematikus kutatásai miatt születtek meg azok az alapvető tanulmányok, amelyek a Baradla-barlang, az Abaligeti-barlang és a Mánfai-kőlyuk komplex biológiai-ökológiai feldolgozásához vezettek. Gebhardt Antal csak 3 egysejtű fajt említett, amelyek a barlangban élnek. Ez valószínűleg azért van mert a barlangnak a felszíntől izolált a vízrendszere. Az evezőlábú rákok több fajjal képviseltetik magukat a barlangban. Előfordul itt Polycelis felina (laposféreg), Tubifex tubifex (gyűrűsféreg), Bathynella chappuisi (maradványrák), Stenasellus hungaricus (víziászka), Soldanellonyx chappuisi (víziatka), Pseudostenophora antricola (kétszárnyú) és 10 ugróvillás rovar.

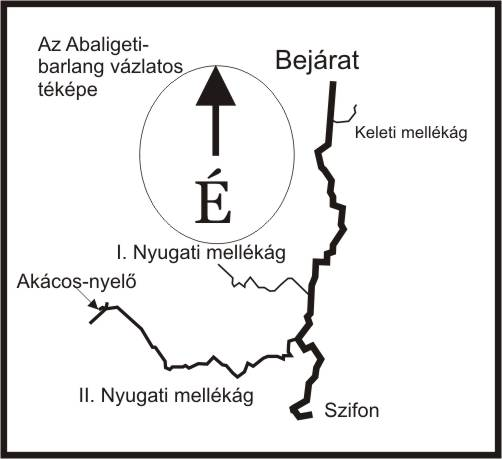
Az Abaligeti-barlang alaprajz térképvázlata

A barlangban őshonos és nagy számban található Brachydesmus troglobius (ikerszelvényes). Van a barlangban két ritka endemikus ikerszelvényes faj, a Hungarosoma bokori és az Orobainosoma hungaricum. A barlangban élő puhatestűek közül troglofil faj a Pisidium casertanum és a Paladilhiopsis (Lartetia) hungarica (vak vízicsiga). A felemáslábú rákok közül található patakjában Niphargus leopoliensis molnári és cseppkőmedencéiben Niphargus foreli gebharti. Gebhardt Antal megfigyelése szerint 37 kétszárnyú él benne. A tanulmányban van egy Magyarország térkép, amelyen a Magyarországon lévő, biológiailag kutatott barlangok földrajzi elhelyezkedése figyelhető meg. A térképen látható a biológiailag részletesen feldolgozott Abaligeti-barlang földrajzi elhelyezkedése. A térkép szerint 190 állatfaj lett meghatározva az Abaligeti-barlangból. A folyóirat 1977. évi különszámába bekerült a tanulmány angol nyelvű változata. Ebben a tanulmányban is közölve lett a térkép, amelyen Abaliget a barlang neve.
Az 1977. évi Karszt és Barlangban megjelent összeállítás alapján, 1977. december 31-én Magyarország 17. leghosszabb barlangja a Mecsek hegységben elhelyezkedő, 1977. december 31-én 991 m hosszú, 1976-ban és 1975-ben pedig 1160 m hosszú Abaligeti-barlang. Ez az összeállítás naprakészebb az 1978. májusi MKBT Meghívóban publikált listánál. Az 1978. évi Karszt és Barlangban meg van említve, hogy a Magyar Karszt- és Barlangkutató Társulat térképtárában kb. 300 barlangtérkép van, pl. az Abaligeti-barlang, a Szemlő-hegyi-barlang, a Mátyás-hegyi-barlang és a Tapolcai-tavasbarlang térképei.
Az 1980. évi Karszt és Barlang 1. félévi számában publikálva lett, hogy a kiemelt jelentőségű Abaligeti-barlang a 4100-as barlangkataszteri területen (Villányi-hegység, Mecsek hegység, Zselic és környéke) helyezkedik el. A barlangnak 4120/1. a barlangkataszteri száma. Az MKBT Dokumentációs Bizottsága a helyszínen el fogja helyezni, a többi kiemelt jelentőségű barlanghoz hasonlóan, a barlang fémlapba ütött barlangkataszteri számát. A barlangkataszteri szám beütéséhez alapul szolgáló fémlap ugyanolyan lesz mint a többi kiemelt jelentőségű barlang fémlapja.

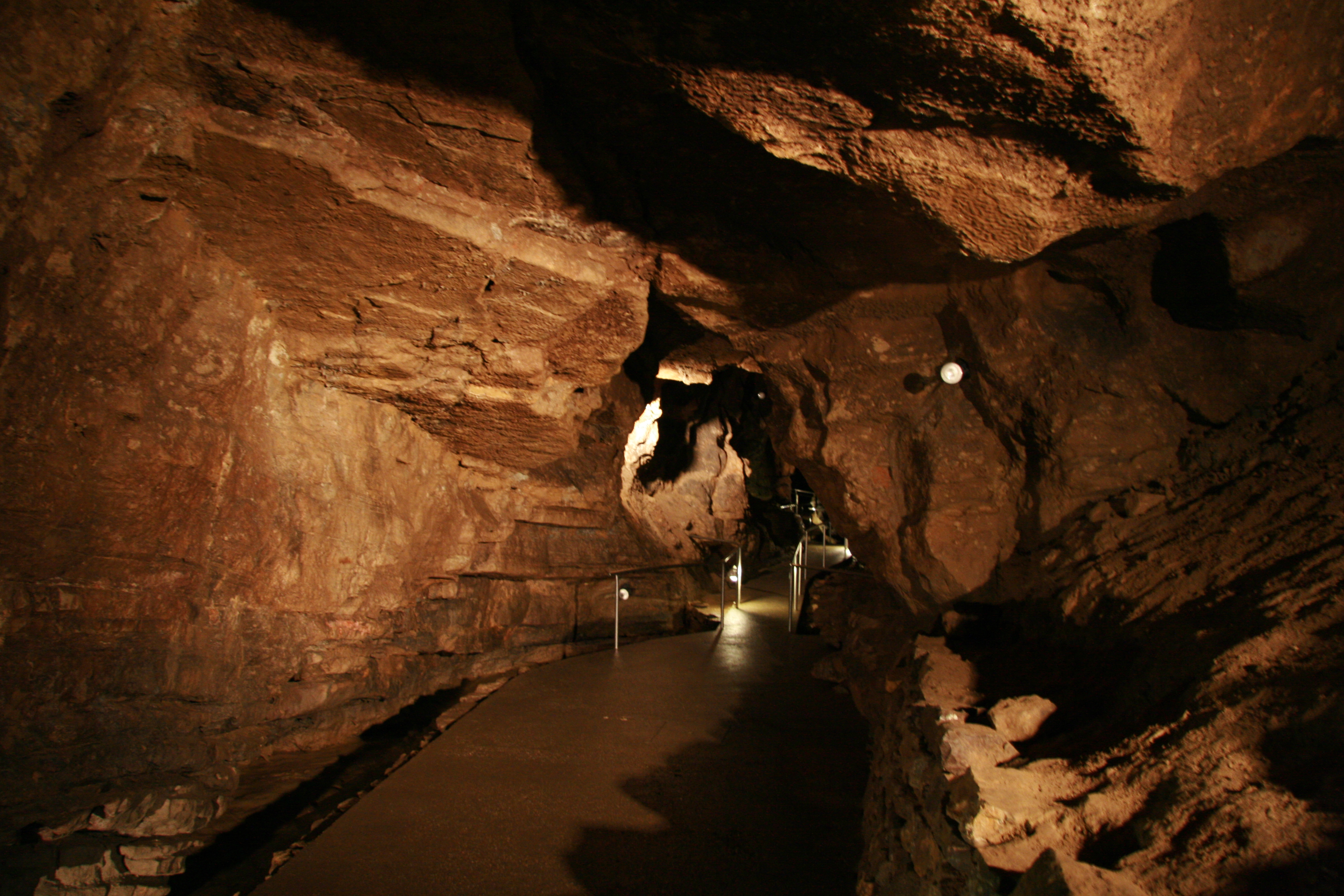
Részlet az Abaligeti-barlang kiépített szakaszából

1982. július 1-től az Országos Környezet- és Természetvédelmi Hivatal elnökének 1/1982. (III. 15.) OKTH számú rendelkezése (1. §. és 3. §., illetve 5. sz. melléklet) értelmében a Mecsek hegységben lévő Abaligeti-barlang fokozottan védett barlang. Az 1982. szeptember–októberi MKBT Műsorfüzetben meg van említve, hogy a Mecsek hegységben található Abaligeti-barlang fokozottan védett barlang. A felsorolásban a barlangnevek az MKBT által jóváhagyott és használt helyesírás szerint, javított formában lettek közölve.
Az 1984-ben napvilágot látott, Magyarország barlangjai című könyvben van egy Magyarország térkép, amelyen a Magyarországon lévő, biológiailag kutatott barlangok földrajzi elhelyezkedése figyelhető meg. A térképen látható a biológiailag részletesen feldolgozott Abaligeti-barlang földrajzi elhelyezkedése. A kiadvány országos barlanglistájában szerepel a Mecsek hegység barlangjai között a barlang Abaligeti-barlang néven Paplika és Nagy Paplika névváltozatokkal. A listához kapcsolódóan látható a Mecsek hegység és a Villányi-hegység barlangjainak földrajzi elhelyezkedését bemutató 1:500 000-es méretarányú térképen a barlang földrajzi elhelyezkedése. Az 1986. évi Karszt és Barlang 1. félévi számában megjelent bibliográfia regionális bibliográfia részében szerepel a barlang Abaligeti-barlang néven. Az összeállítás szerint a Karszt és Barlangban publikált írások közül 5 foglalkozik a barlanggal.
Az 1986. évi Karszt és Barlang 2. félévi számában lévő és Fényes Eleknek a Magyarország geográfiai szótárát (Pest, 1851; reprint 1984) ismertető összeállításból megtudható, hogy a szótárban, Abaliget bemutatásánál (1. köt. 4. old.) meg van említve az, hogy ez a település a barlangja miatt nevezetes, amelyből friss víz folyik ki. Hossza 45 perc járás és a végén egy mérhetetlen tó van. A barlang kőszikla és paplyuknak nevezik. Az 1987. december 31-i állapot alapján Magyarország 16. leghosszabb barlangja a 4120/1 barlangkataszteri számú és 1750 m hosszú Abaligeti-barlang. Az összeállítás szerint az 1977. évi Karszt és Barlangban közölt hosszúsági listában a barlang 991 m hosszú.

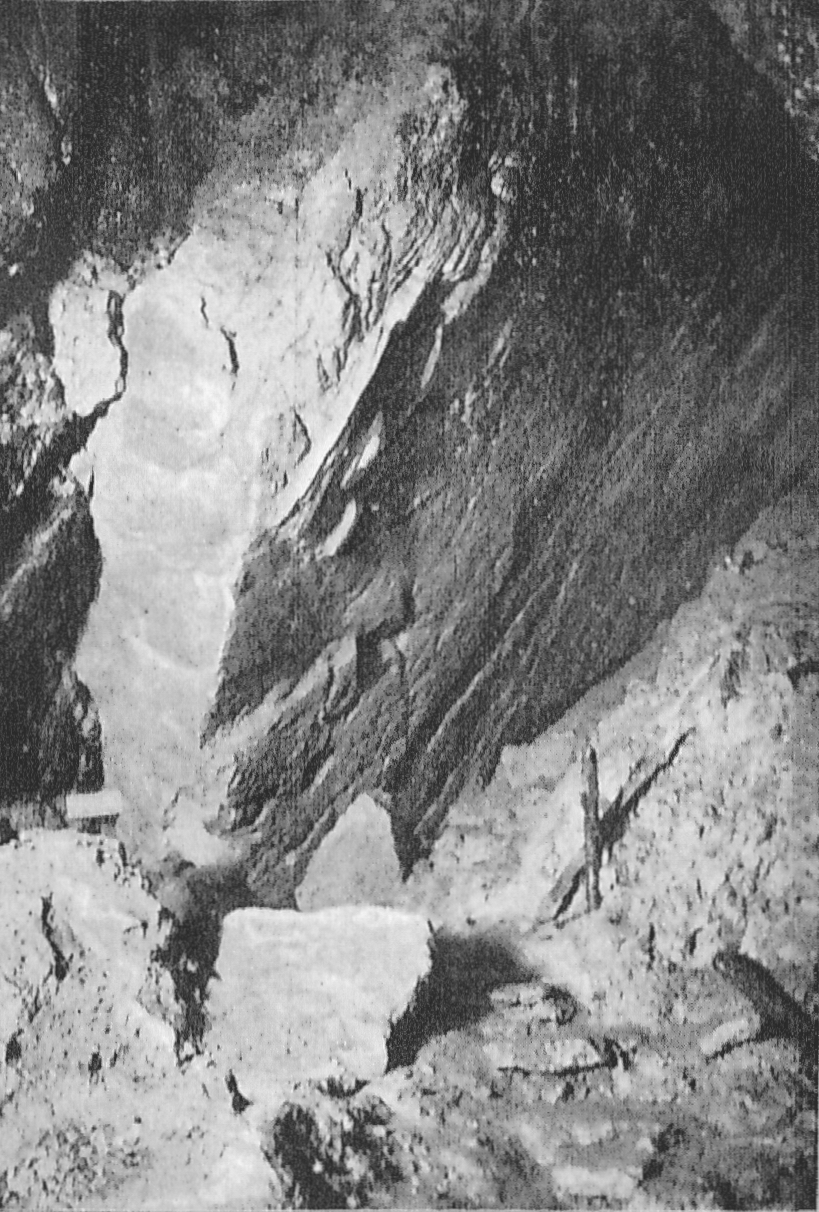
Részlet az Abaligeti-barlangból, a Dómnak a Pokol torka feletti része (1905)

Az 1989. évi Karszt és Barlangban lévő, Magyarország barlangjai című összeállításban szó van arról, hogy a Mecsek hegység legnagyobb és legismertebb, idegenforgalom számára megnyitott és gyógyászatilag is hasznosított barlangja az Abaligeti-barlang. Az 1750 m hosszú, főágból és két oldalágból álló aktív üregrendszerben szép eróziós és korróziós formák, a Nagy-teremben látványos cseppkőképződmények látszanak. Gazdag élővilágából legnevezetesebb az abaligeti vakrák (Stenasellus hungaricus). A publikációban lévő 1. ábrán (Magyarország térkép) be van mutatva a barlang földrajzi elhelyezkedése. A folyóirat 1989. évi különszámában napvilágot látott ennek az utóbbi tanulmánynak az angol nyelvű változata (The caves of Hungary). Ebben a tanulmányban Abaliget Cave a barlang neve. Az angol nyelvű tanulmányhoz mellékelve megjelent egy olyan lista, amelyben Magyarország leghosszabb barlangjai vannak felsorolva. A felsorolás szerint a Mecsek hegységben fekvő, 1750 m hosszú Abaligeti-barlang (Abaliget Cave) 1988-ban Magyarország 16. leghosszabb barlangja. (1977-ben a barlang 991 m hosszú volt.)
Az 1989. évi Karszt és Barlangban publikált, Topál György által írt tanulmányban meg van említve, hogy az MKBT 1985-ben kijelölt 20 barlangot és a társulat ajánlotta a munkában önkéntesen résztvevőknek, hogy legyen ezekben évente elvileg egy-egy téli és nyári denevérszámlálás. A kijelölt barlangok közül 1988-ig pl. az Abaligeti-barlangban történt denevér-megfigyelés. Az Abaligeti-barlangról az 1950-es években sikerült bebizonyítani, hogy fontos búvóhelye volt a dunántúli területek hegyesorrú denevéreinek (ebből évente 1500–2000 egyed telelt itt), a hosszúszárnyú denevérnek (pl. 1954. május végén ennek kb. 600-as kölykező csapatát észlelte Topál György) és a nagy patkósorrú denevérnek (150 egyedből álló telelő állomány). A hegyesorrú denevér, amely az akkori legközönségesebb faj volt, azóta tulajdonképpen eltűnt innen, és a második leggyakoribb, a hosszúszárnyú denevér már nem található meg itt. Dobrosi Dénes megfigyelései bizonyítják mindezt. Az 1954-es állományhoz képest a nagy patkósorrúak száma valószínűleg nem csökkent. De ennek a fajnak az 1987. márciusi egyedszámához viszonyítva az 1988. márciusi megfigyelés egyedszáma kevesebb volt. A folyóirat 1989. évi különszámában napvilágot látott ennek a tanulmánynak az angol nyelvű változata. Ebben a tanulmányban Abaliget Cave a barlang neve.
Az 1991. évi Karszt és Barlangban meg van említve, hogy a barlangot 1991-ben 78 018 fő tekintette meg. Az 1991. évi látogatószám az 1990. évihez képest 74 % (1990 = 100 %). Az 1992. évi Karszt és Barlangban meg van említve, hogy a barlangot 1992-ben 74 752 fő tekintette meg. Az 1992. évi látogatószám az 1991. évihez képest 76 % (1991 = 100 %). Az 1994. évi Karszt és Barlang szerint a barlangot 1994-ben 77 202 fő látogatta meg. Az 1994. évi látogatószám az 1993. évihez képest 90 % (1993 = 100 %). Az 1995–1996. évi Karszt és Barlangban közölve lett, hogy a barlangot 1995-ben 63 730 fő, 1996-ban pedig 62 733 fő tekintette meg. Az 1997. évi Karszt és Barlangban meg van említve, hogy az egész évben szünnap nélkül üzemelő barlangot 1997-ben 59 820 fő tekintette meg. Az 1997. évi látogatószám az 1996. évihez képest 95 % (1996 = 100 %). Az 1997. évi látogatók 39 %-a felnőtt, 61 %-a diák és nyugdíjas.

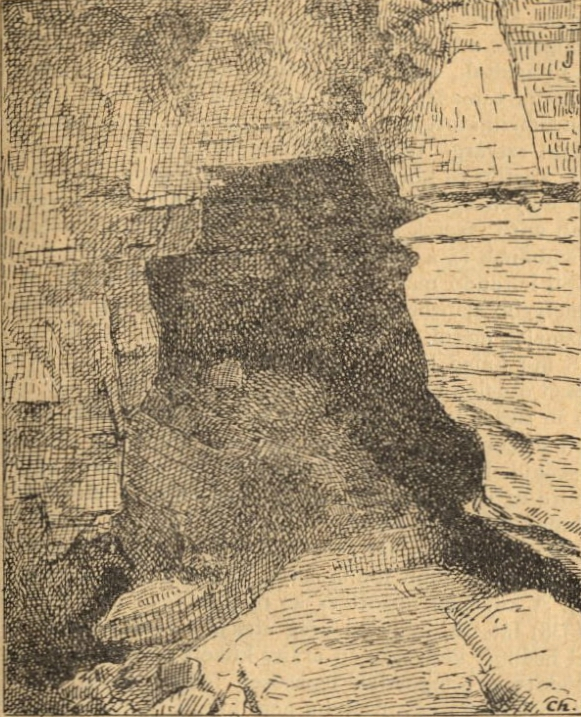
Abaligeti-barlang részlet (Rajz: Cholnoky Jenő)

1998. május 14-től a környezetvédelmi és területfejlesztési miniszter 13/1998. (V. 6.) KTM rendelete szerint a Duna–Dráva Nemzeti Park Igazgatóság illetékességi területén, a Mecsek hegységben található Abaligeti-barlang nem megnyitott szakaszai az igazgatóság engedélyével látogathatók. Az 1998–1999. évi Karszt és Barlangban közölve lett, hogy a barlangot 1998-ban (május 1. és október 15. között) 69 957 fő, 1999-ben pedig 66 710 fő tekintette meg. A 2000–2001. évi Karszt és Barlangban meg van említve, hogy a felújítás alatt lévő barlangot 2000-ben 67 645 fő, 2001-ben pedig 78 496 fő tekintette meg. Befejeződött az Abaligeti-barlang rekonstrukciója és 2001. március 30-án ünnepélyes külsőségek között átadták a látogatóknak a barlangot. 2001. május 17-től a környezetvédelmi miniszter 13/2001. (V. 9.) KöM rendeletének értelmében a Mecsek hegység területén lévő Abaligeti-barlang fokozottan védett barlang. Egyidejűleg a fokozottan védett barlangok körének megállapításáról szóló 1/1982. (III. 15.) OKTH rendelkezés hatályát veszti.

### 2003
A 2002–2003. évi Karszt és Barlangban meg van említve, hogy 2002-ben a barlangot 75 853 fő, 2003-ban pedig 70 836 fő tekintette meg.
A 2003-ban kiadott, Magyarország fokozottan védett barlangjai című könyvben az olvasható, hogy az Abaligeti-barlangnak (Abaligeti-cseppkőbarlang, Nagy Paplika, Paplika, Akácos-víznyelő) 4120/1 a barlangkataszteri száma. A barlang a Mecsek-vidéken (Mecsek hegység), a Baranya megyében lévő Abaligeten helyezkedik el. A hegység leghosszabb és legrégebben ismert barlangjának a Mecsek hegység ÉNy-i lábánál fekvő Abaliget felett emelkedő Bodó-hegy É-i oldalában, 218 m tszf. magasságban van a bejárata. A barlang 1750 m hosszú (a főág 466 m hosszú), 32 m függőleges kiterjedésű és 500 m vízszintes kiterjedésű. A barlangbejárat előterében látható mesterséges tavat 1958-ban hozták létre a barlangból kifolyó patak vizének visszaduzzasztásával. A barlangot említő első adat a Decreta visitacionis című, 1829-től vezetett, az abaligeti római katolikus plébánián őrzött latin nyelvű kéziratban található. Eszerint a helyiek által Paplika névre keresztelt üreg azért kapta nevét, mert a török utáni első plébános, Riedl Antal pincének használta az üreget.

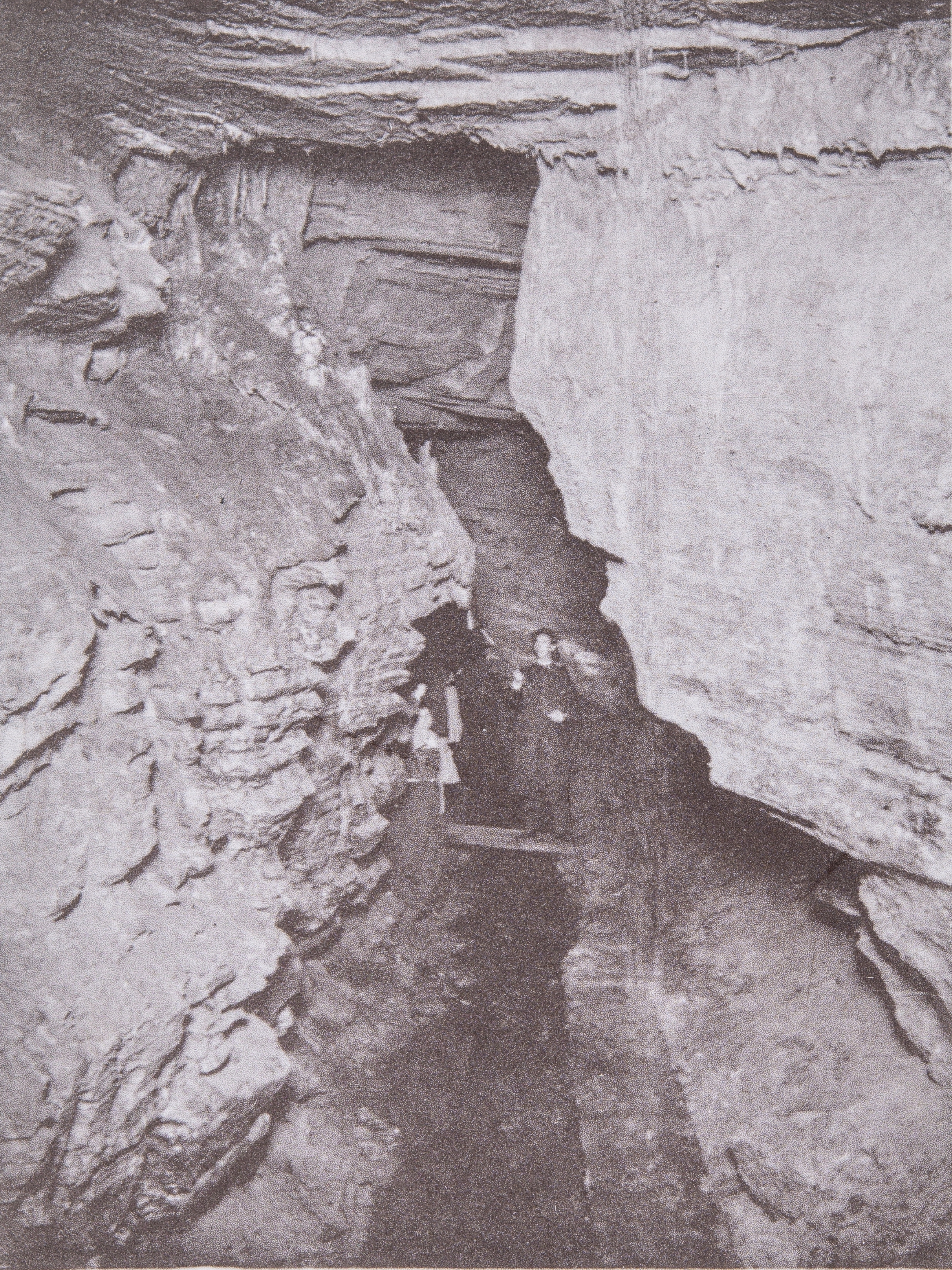
Abaligeti-barlang, Kálvária (1896-ban publikált fénykép)

Úgy gondolták, hogy a barlang környéket betöltő zúgása az időjárás-változást előre jelzi. Malmokat hajtott a barlangból kifolyó, nyáron hűvös, télen meleg patakvíz. Mattenheim József molnár és néhány, helyi lakó 1768-ban hatolt be a barlangba. Ekkor egy tavat és egy deszkát találtak a végponton. A molnár fia, ifjabb József apja példáján fellelkesülve társaival bement a barlangba 1784-ben és onnan kihozta az említett deszkát. A befelé szélesedő barlangról (Pap lika) és a friss vizet adó barlangi patakról naplójában, illetve Icones Plantarum Hungariae rarorum című könyvében megemlékezik Kitaibel Pál, aki Baranya megyei útja során 1799-ben járt Abaligeten. A pécsi káptalan bicsérdi ispánjához, Kölesi (Kölesy) Vincéhez fűződik a barlang első részletes vizsgálata. Ő Kitaibel Pál könyvén lelkesült fel és Mestrovich Antal abaligeti ispánnal 1819 májusában fél nap alatt járta be, illetve térképezte fel a barlangot. 1820-ban lettek publikálva a Kölesi Vince által végzett megfigyelések. Jelenleg a pécsi káptalan irattárában van a felmérése alapján készült eredeti térkép, amelyen a barlang alaprajza és hosszmetszete van bemutatva.
Kölesi Vince részletesen leírta az életveszélyesnek ítélt barlang megtekintéséről szóló publikációban a közlekedés nehézségeit, a befoglaló kőzetet, a megfigyelt cseppkőképződmények helyét, méretét, alakját, színét, a járatok formáját, a kitöltés anyagát, a denevérek jelenlétét, illetve a mesterségesen kialakított lépcsőket és kőfalat. A térképén bejelölte ezek pontos helyét. Napjainkra nyomtalanul eltűntek az ismeretlen eredetű mesterséges létesítmények és a ragyogó szépségűnek leírt képződmények jelentős része. A barlangról Kölesi Vince munkája alapján nemcsak magyar, hanem német és francia nyelven is sok leírás született. A 19. században Párizsban kiadott, a világ 100 csodáját bemutató könyvben is szerepel az Abaligeti-barlang, ami a nagy népszerűségnek köszönhető. Schmidl Adolf 1862. évi látogatása után jelent meg a barlangot ismertető új, tudományos értékű mű. Schmidl Adolf foglalkozott tanulmányában a barlang szemléletes bemutatásán kívül a barlang helyrajzával, faunájával, az általa végzett ásatások eredményeit közölte és mellékletként közreadta Kölesi Vince térképét.
A 20. század kezdetén a barlanggal Myskowszky Emil (bányafelügyelő, a Mecsek Egyesület Barlangkutató Osztályának alapítója) foglalkozott. Feltételezte egy emeleti járatrendszer létezését, de azt nem tudta megtalálni. 1923. augusztusban Bokor Elemér az üregrendszert úgy felmérte, hogy az jelenleg is helytálló pontosságú, illetve doktori értekezést írt a helyszínen végzett állattani feldolgozásai és geológiai megfigyelései alapján. Értekezése, amely ki lett adva, a barlang egyik legjelentősebb, saját vizsgálatokon alapuló szakirodalma. A barlang első bejárása után csak a 20. században lettek új szakaszok feltárva. A Mecsek Egyesület Barlangkutató Osztálya jutott be a Keleti I. mellékágba (kb. 40 m hosszban), illetve a Nyugati 2. sz. oldalágba (68 m hosszban). 1954-ben megint felfedezés történt a barlangban. Ekkor a Vass Béla és Kevi László által vezetett, pécsi barlangkutatók bejutottak a Nagy-dóm felett húzódó felső járatba, amelynek létezését már 1905-ben feltételezték. Az új rész legszebb része a Nagy-terem, amelyet cseppkövek díszítenek.

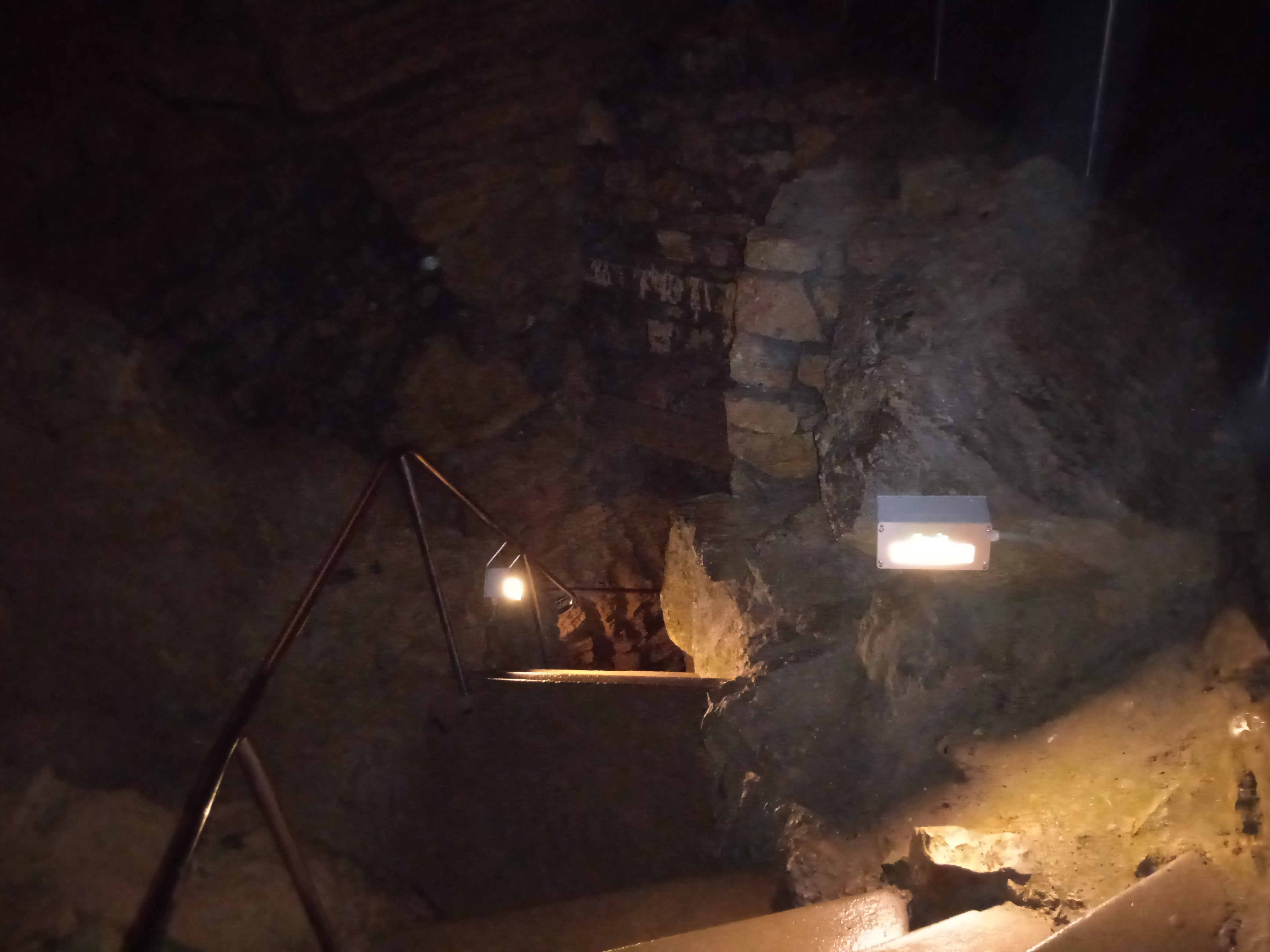
Abaligeti-barlang, a Nagy-terembe felvezető lépcső teteje

A főág végpontján lévő tó mögött elhelyezkedő részek felfedezéséért történt néhány kísérlet az 1960–70-es években, de 30 méter járat feltárása után nem sikerült legyőzni a szifont. Először azért nem, mert csak kb. 5 m-es vízszintsüllyedést tudtak elérni a használt szivattyúk. 1971-ben sikerült mélyebbre jutni nagyobb teljesítményű szivattyúk használatával, de teljes szelvényben kitöltötte az agyagos törmelék a továbbvezető járatot, és ennek hasadékaiból tört fel a víz. A rendszeresen végzett kutatás miatt sikerült megtalálni 1963-ban a Nyugati 1. sz. oldalágat, 1960–1964 között pedig az addig csak 68 m hosszú Nyugati 2. sz. oldalágat tárták fel 720 m hosszban, és megállapították, hogy ez az oldalág kapcsolatban áll az Akácos-víznyelővel és a Törökpince-víznyelővel.
Az Abaligeti-barlang bejáratától DNy-ra kb. 440 m-re fekvő Akácos-víznyelő 1969. évi feltárásával bejutottak a barlangkutatók a Nyugati 2. sz. oldalágba. A víznyelő bejárata beomlott néhányszor, emiatt napjainkban beton kútgyűrűvel van biztosítva. A Mecseki Karsztkutató Csoport 1977. évi jelentésében vannak információk az Abaligeti-barlang részletes, oldalágakat is tartalmazó felméréséről, illetve az elkészült térképekről. A Nagy-teremben kezdődő szifonkerülő járatot a Mecsek Egyesület 1982-től bontja. Ezt a munkát Vass Béla irányítja. A Szifon-tótól 20 m-re, 15 m-rel magasabban helyezkedik el a végpont. A közelmúlt feltárási eredménye, hogy 1996–97-ben a Pro Natura Barlangkutató Csoport tagjai a Nyugati 2. sz. oldalágban eredményes kürtőmászásokat végeztek. A barlangrendszer nagyobb része triász anisusi szürke mészkőben alakult ki, a Nyugati 2. sz. oldalág végének befoglaló kőzete pedig konglomerátum. Innen az üreg járhatatlan keresztmetszettel halad a kb. 150 m-re nyíló, 100 m hosszú, szintén konglomerátumban létrejött Törökpince-víznyelőbarlang irányába.

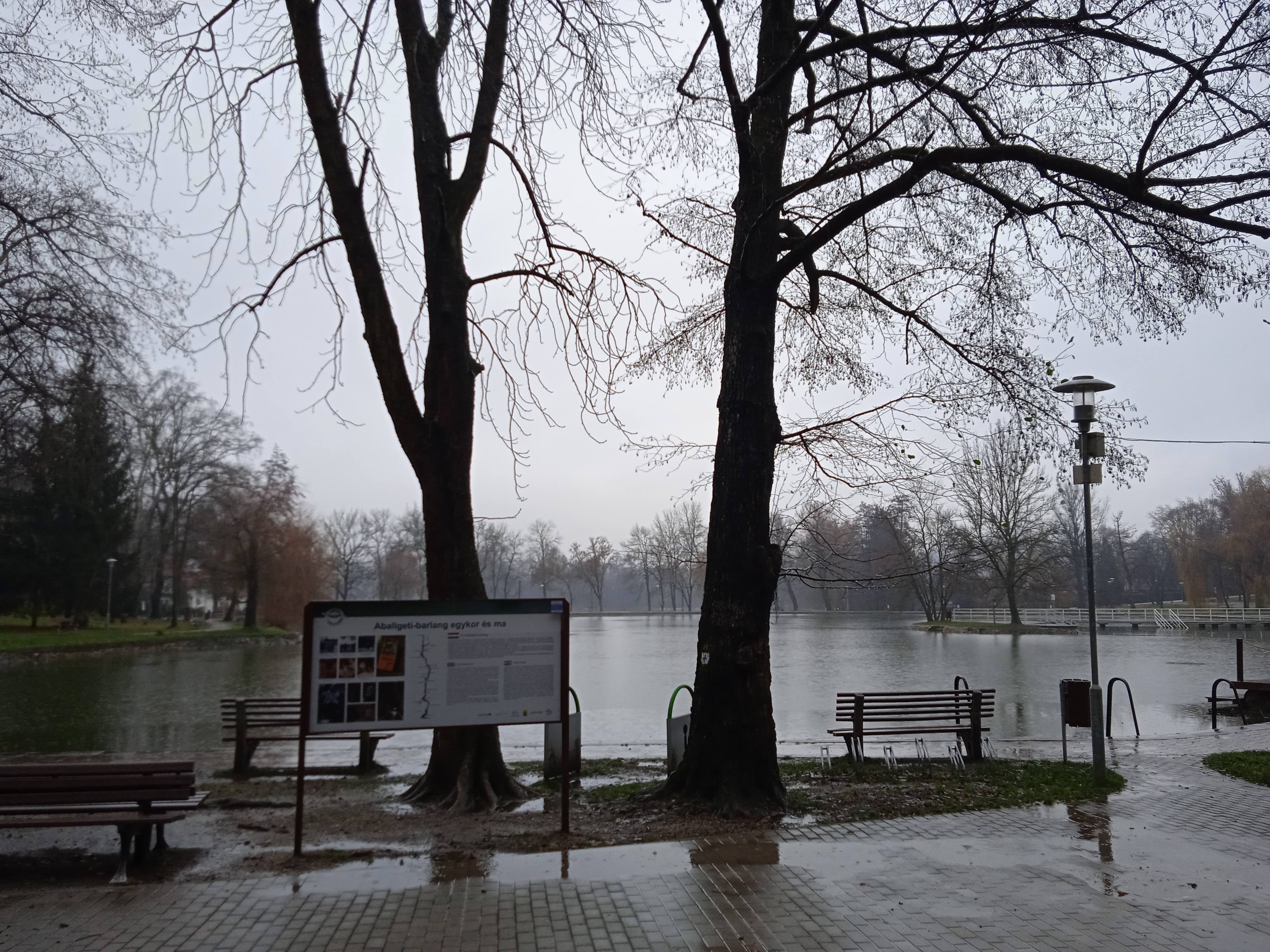
Az Abaligeti-barlang bejárata előtt lévő Csónakázó-tó a barlang bejárata felől fényképezve

Az Abaligeti-barlang állandó vízfolyását a barlangbejárattól D-re, a Viganvári-völgyben elhelyezkedő aktív víznyelők biztosítják, a Törökpince és az Akácos-víznyelő lefűződtek és jelenleg inaktívak. Rónaki László vizsgálatai szerint a rendszer teljes vízgyűjtőterülete 6,37 km², melynek 35 %-a nem karsztos területen van. 100–150 l/perc a barlangi patak átlagos vízhozama, mely percenként a 10–15 ezer litert is elérheti nagy esőzéseket követően. Hóolvadáskor, valamint nagy esőzéseket követően a barlangban található járda víz alá kerülhet a patak vízszintjének emelkedése következtében, ami nehézzé teheti a bejárati részen a közlekedést. A patak 517 m hosszú, 1,5–2 m között váltakozik szélessége, vizének átlagos középhőmérséklete pedig 10,3 °C.
A vízfolyás egy É–D irányú szerkezeti törésvonal mentén hozta létre a barlang kb. 466 m hosszú, átlag 3 m magas és 2 m széles főágát, mely meanderezik és szinlőkkel van tagolva. A bejárat és a végponti szifon között a főfolyosónak kb. 5 m a szintemelkedése. A főágból kiágazó mindhárom oldalág keskeny, nehezen járható. A barlangban aránylag magas az átlaghőmérséklet, 12,6 °C. A barlang léghőmérsékletének maximuma nyáron 13,6 °C, minimuma pedig 10 °C. A bejárattól csak 40–50 m-ig alakul ki jelentékenyebb hőingadozás. A páratartalom 97 %-os, a levegő áramlása csekély. Az 1960-as és 1970-es években az Abaligeti-barlang mikroklímájának vizsgálata miatt Fodor István rendszeresen méréseket végzett, melynek eredményét publikálta szakcikkekben is, illetve felhasználta a barlangok éghajlati és bioklimatológiai sajátosságaival foglalkozó kandidátusi disszertációjába.
A barlang, amelynek aránylag kevés cseppkőképződménye van, legjellemzőbb sajátossága a meanderező járathálózat és a víz oldó-koptató hatása miatt keletkezett formakincs. A jól rétegzett vastagpados mészkő kőzetminőség változása következtében létrejött sziklafelszínek, formák lenyűgözőek. A járószintet helyenként hatalmas, a szálkőzetből kiszakadt sziklatömbök fedik, amiket aprózva, csiszolva tovább formált a víz. Legnagyobb részükön képződménymentesek az aktív járatrészek, cseppkövek csoportokban fejlődtek ki a magasan lévő zónában. Fekete, mangános bekérgeződés fedi a patak környezetének egyes részeit.

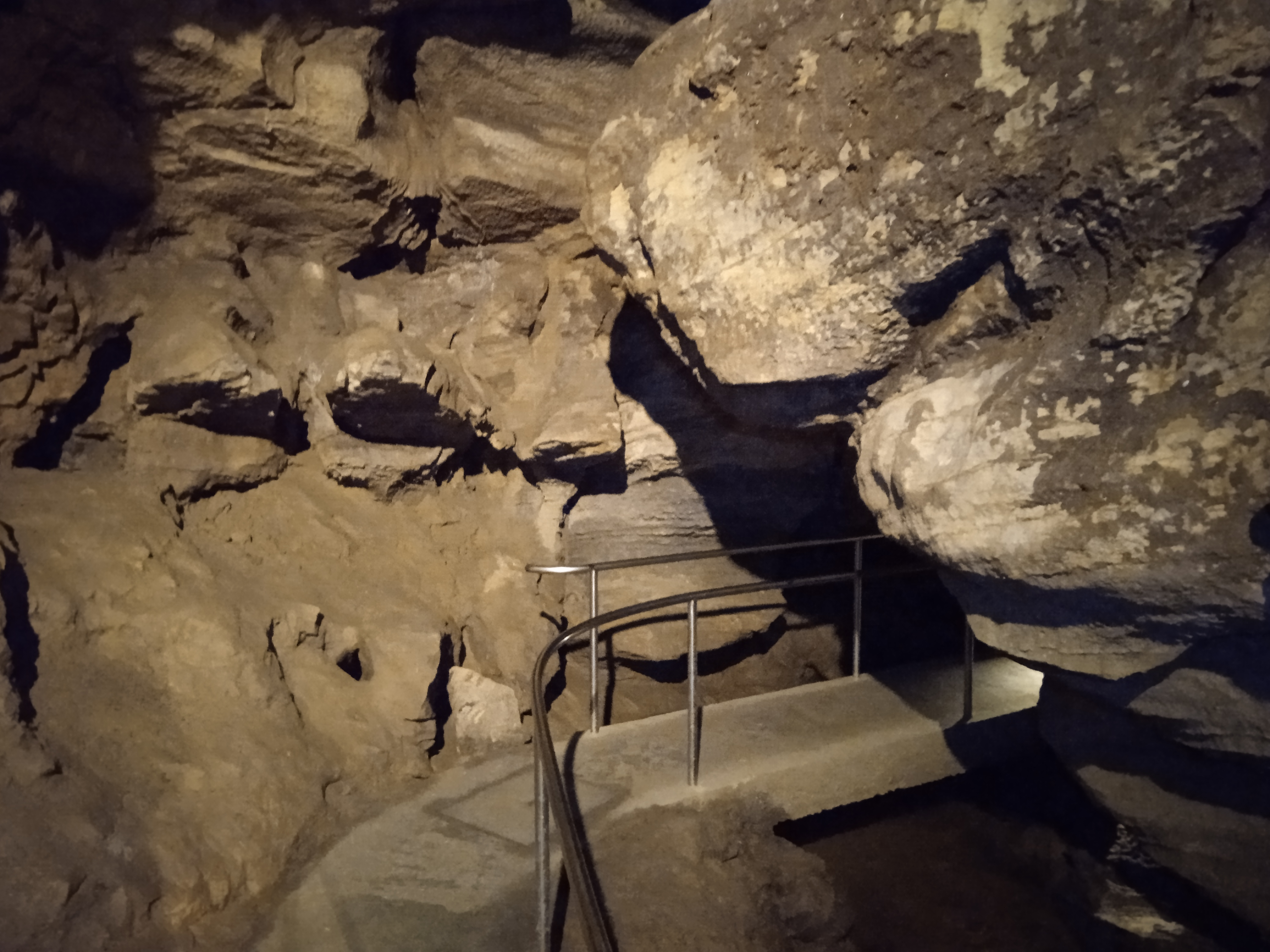
Az Abaligeti-barlang főágának egyik része

A Bíró Imre (abaligeti plébános) által 1889 márciusában rendezett háromnapos ásatáson Wosinszky Mór (a szekszárdi múzeum igazgatója) talált pattintott kőszerszámokat és ősember által használt tűzhely-maradványokat, amelyek a barlang bejáratától kb. 50 m-re, a Bagolyvárnál, 83 cm vastag cseppkő- és agyagkéreg alatt feküdtek. Kissé távolabb, egy szintén üledékben lévő mamutagyarra bukkant, amely a falhoz volt támasztva. Szintén égetett föld nyomait és tűzhely-maradványokat tárt fel az utolsó teremben végzett ásatás. 1905-ben megint előkerültek olyan leletek, amelyek az ősember jelenlétére utalnak. A barlang jellege és szűk bejárata következtében a barlang minden bizonnyal nem nyújtott életteret az ősembernek. A leletek a mélybe a felszínről befolyó vízzel kerültek.
Korán elkezdték megfigyelni a barlang állatvilágát. Frivaldszky Imre és Petényi Salamon János 1845-ben még csak denevérek jelenlétét látták a barlangban. Schmidl Adolf 1863-ban két csigafajt, Kaufmann Ernő 1878-ban két bogárfajt, Daday Jenő 1889-ben két százlábúfajt, Cyzer Kornél 1894-ben egy pókfélét írt le. A századforduló környékén megfigyeléseket Győrffy Jenő, Méhelyi Lajos, Gorka Sándor és Tóth Zsigmond végeztek. 1921-ben indult el, Bokor Elemér, Dudich Endre és Gebhardt Antal gyűjtőmunkájával a fauna tervszerű vizsgálata. Először, 1924-ben Bokor Elemér, aki 41 állatfajt mutatott ki a barlangból, számolt be a vizsgálatok eredményeiről, majd 1934-ben Gebhardt Antal 190 fajt írt le.
A magyarországi barlangok faunáihoz viszonyítva nagyon gazdag az Abaligeti-barlang élővilága. Ez főleg vizének fajgazdagságára jellemző. A viszonylagos fajgazdagság (egyenesszárnyúak és ikerszelvényesek nem élnek a barlangban) okait vizsgálva, kevésbé kell figyelembe venni napjaink kedvezőbb élőhelyi adottságait (mert pl. a hőmérséklet csak néhány fokkal magasabb, mint az Észak-Magyarországon lévő barlangokban), hanem leginkább klímatörténeti okokban kell keresni a jelenség okát. Ezen a területen kevésbé érvényesült a jégkorszaki hőmérséklet-ingadozások faunapusztító hatása, mint az északabbra lévő területeken. Fontos megemlíteni azt is, hogy a barlang részletes faunisztikai vizsgálata Magyarország legjobb barlangbiológusának, Gebhardt Antal nevéhez kötődik. A módszeres és rendkívül alapos gyűjtés eredménye a 190 állatfaj előfordulásának megállapítása. Legfontosabb felfedezése, hogy a barlangban, de különböző élőhelyen, két vakbolharák faj is él, amelyek közül az egyik a Retyezát egyik tengerszeméből leírt Niphargus foreli alfaja, a Niphargus foreli gebhardti. Szintén egyedülálló érdekesség, hogy megfigyelhető a vak víziászka (Stenasellus hungaricus). Nagyon nagy jelentőségű felfedezésüknek tudományos botrány lett a vége, és párbajig fajult az elsőséget magáénak gondoló két tudós, Gebhardt Antal és Méhelyi Lajos között kialakult vita.

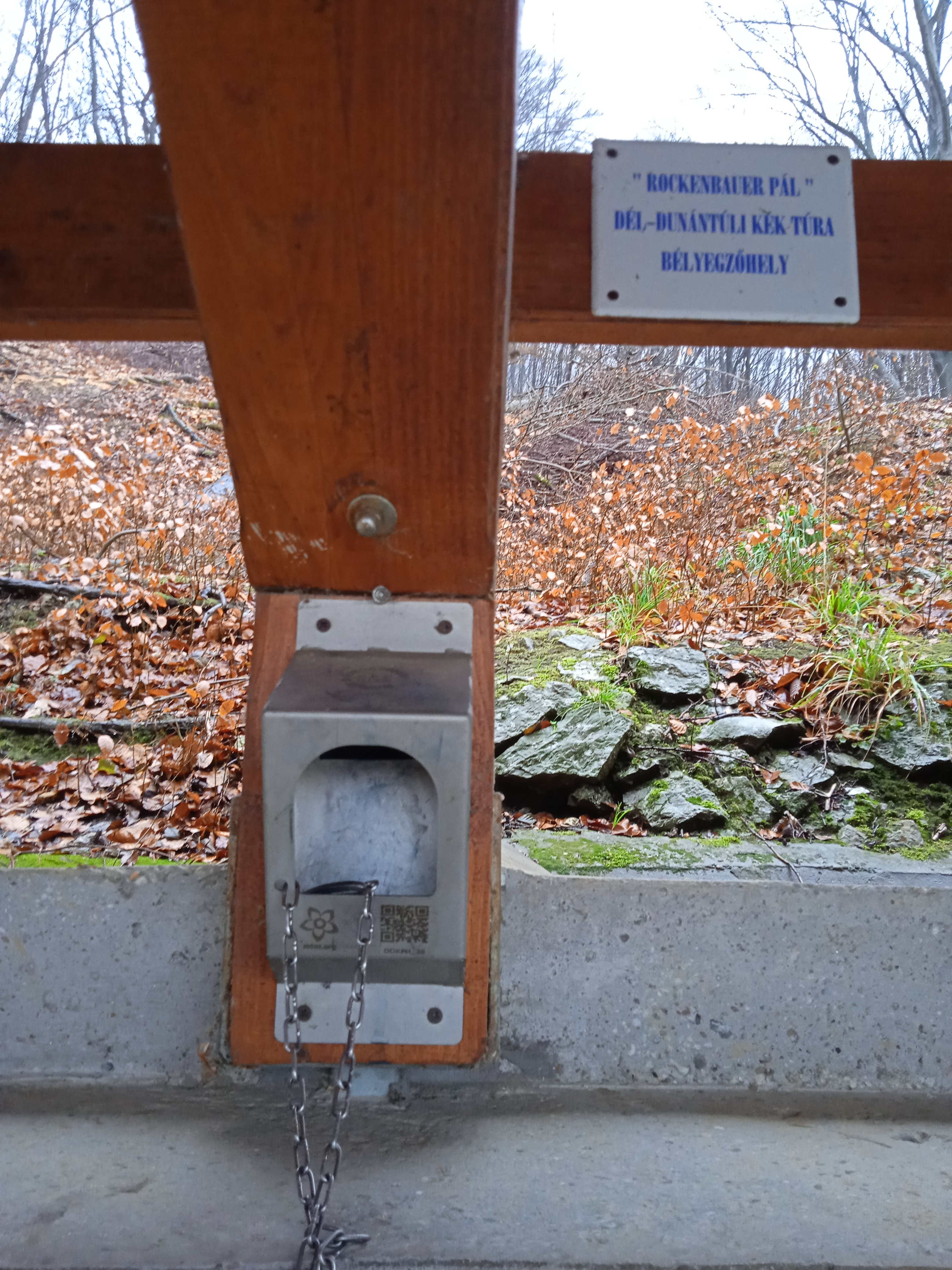
A Rockenbauer Pál Dél-dunántúli Kéktúrának az Abaligeti-barlang bejáratánál lévő bélyegzőhelye

Gebhardt Antal sok bogárfajt, közöttük 27 holyvát is, kimutatott az Abaligeti-barlangból, de nem sikerült azonosítania valódi barlanglakót. A Trechus subnotatus var. cardioderus a barlang legjellemzőbb aprófutonc faja, de az osztrák aprófutonc (T. austriacus) és a Trechoblemus micros is előfordul itt. Lendl Adolf ebben a barlangban találta meg először a Porrhomma errans nevű apró, antrofil pókfajt. A bejárat zónája a jellegzetes chasmobiont és chasmofil fajok menedéke, pl. a Scoliopteryx libatrix, a Triphosa dubitata és az Inachis io lepkefajoké, valamint a két barlangi keresztespók fajé (Meta menardi, Meta merianae). Jelentős denevérpihenő a barlang. A zavarást jól viselő kis patkósdenevérek és nagy patkósdenevérek százai láthatók benne télen. A napjainkban végzett megfigyelések eredményeként megállapították, hogy a barlangban 19 denevérfaj szaporodik vagy telel.
Vörös László Zsigmond az 1960-as évek végén kezdte el a barlangi világítás miatt keletkezett flóra vizsgálatát. Az ő gyűjtéséből 15 mohafajt határozott meg Boros Ádám. Az elavult, szakszerűtlen világítási rendszer miatt az 1990-es évekre elburjánzott a lámpaflóra, amelynek kutatását és a növénytelenítést Rajczy Miklós és Buczkó Krisztina végezték el a Barlangtani Intézet megbízásából. A látogatók kényelme miatt nagyon meg lett változtatva a 19. század elejétől rendszeresen járt barlang természetes állapota. Festetics Lajos 1833-ban saját költségén végeztette el a barlang bejárati részén az első járatbővítéseket. Ekkor robbantással lett tágítva a bejárat és az előüreg utáni rész. 1884-ben történt jelentősebb átalakítás, amikor közadakozással gyűjtött pénz felhasználásával Chalupni János (abaligeti plébános) a barlangot kb. 9 hónap alatt járhatóvá tette lőporral és dinamittal a Pokol torkáig. 1957-ben került sor tényleges kiépítésére, amikor a Baranya megyei Idegenforgalmi Hivatal a főág végéig betonjárdát, lépcsőket, hidakat, korlátokat és elektromos világítást készített. Azóta a nagyközönségnek megnyitott barlangot évente kb. 70–100 ezer érdeklődő keresi fel.
Magyarországnak ez a nemzetközileg is egyik legismertebb barlangja az 1980-as évek végére hírnevéhez nem méltó állapotba került, teljesen elavultak műszaki berendezései, melynek legfeltűnőbb hatása az volt, hogy a látogatott rész teljesen bezöldült, vagyis szétterjedt a környezetidegen lámpaflóra. A Duna–Dráva Nemzeti Park vette át 1996. április 1-jén a barlang üzemeltetését, hogy megakadályozza a további állapotromlást. A barlang és fogadóterének teljes rekonstrukciója (új pénztárépület létrehozása, a járatokban összegyűlt törmelék kihordása, az omlásveszélyek megszüntetése és a műszaki berendezések felújítása) azonnal elkezdődött és 2001 márciusában fejeződött be. A szakaszosan végzett munkálatokra azért volt szükség, hogy a látogatás folyamatosan biztosítva legyen a felújításkor is. Azóta a vendégeket megújult pompával várja a főág.

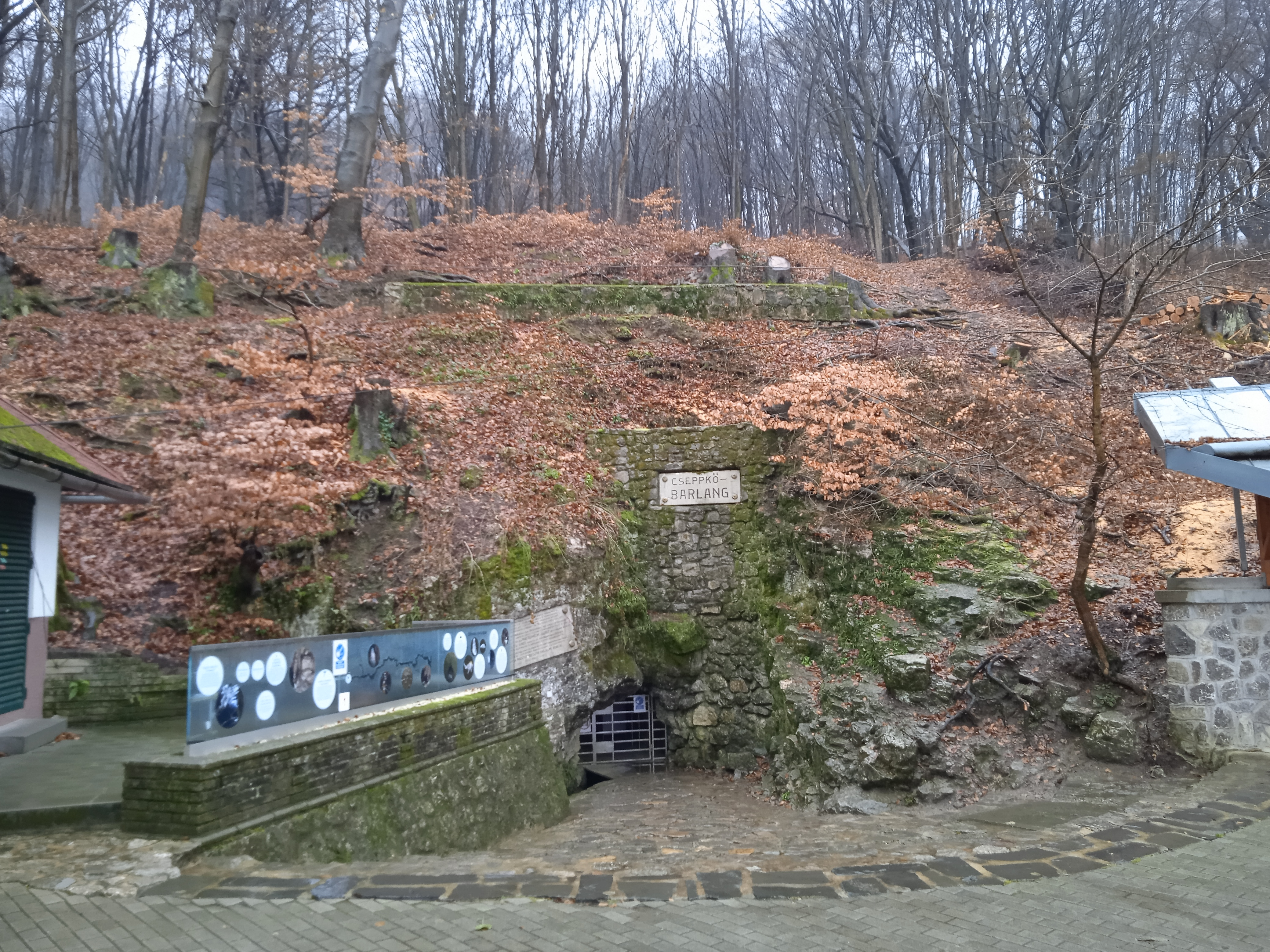
Az Abaligeti-barlang bejárata és bejáratának környéke

A barlang bejárati, 25–30 m hosszú része (a szelvény tágítása ellenére) nagyon alacsony, ezért az csak meghajolva járható. A barlangbejárattól kb. 40 m-re van a Keleti oldalág, ami valószínűleg egy ősi forrásjárat, bejárata. 77 m-re a magasan elhelyezkedő Kőhíd figyelhető meg, amely a patak régi szintjét jelzi. A Kőhíd bal sarkában egy sisak alakú cseppkőképződmény, a Korona látható, melynek letördelték alsó részeit. Tovább, kb. 18 m-re a Pisai ferdetorony vakkürtője nyúlik 15 m magasra. A bejárattól 160 m-re, a főjáratban fent lévő Flórián szobra nevű képződménnyel szemben táplálja a patakot a Flórián-kút vize. Itt van a barlang egyik legtágabb terme, ahol asztmás betegek gyógykúrája történik. Tovább haladva a nagyon kanyargó folyosóban egy tekintélyes nagyságú, sérült cseppkőképződmény, az Elefántfej vonja magára a látogatók figyelmét. Füléből és ormányából nagy darabok hiányoznak. A kanyarban a mennyezetről leesett több tonnás sziklatömb (Kriptafedő), egy szűk rész után a falból kiugró sziklapárkányok (Hajóágyúk vagy Krokodilusok), néhány méterrel odébb, a szűkülő járatban pedig egy beékelődött sziklatömb (Lebegőkő vagy más néven Hűtlenség sziklája) figyelhetők meg.
A bejárattól kb. 300 m-re van a Karthágó romjai kőtömbcsoport, amely hatalmas, egymásra zuhant kőtömbökből áll. Itt kezdődik a barlang Nyugati 1. oldalága. Tovább haladva a 25 m magas Kürtő vehető észre, amely megközelíti a felszínt. A Kürtőn át nagy esőzésekkor víz zúdul a barlangba a kürtő felett található dolinából. Az alig 30 m-rel odébb lévő Könyvtárban megint megfigyelhetők hatalmas, mennyezetről levált, majd egymásra zuhant kőlapok (könyvek). Kölesi Vince ezen a helyen lapos kőtáblákból emberkéz által rakott lépcsőket talált, amik még az 1900-as évek elején is megvoltak, de napjainkra (valószínűleg az 1950-es években történt kiépítéskor) eltűntek. A barlang Nyugati 2. oldalágának torkolata itt nyílik.

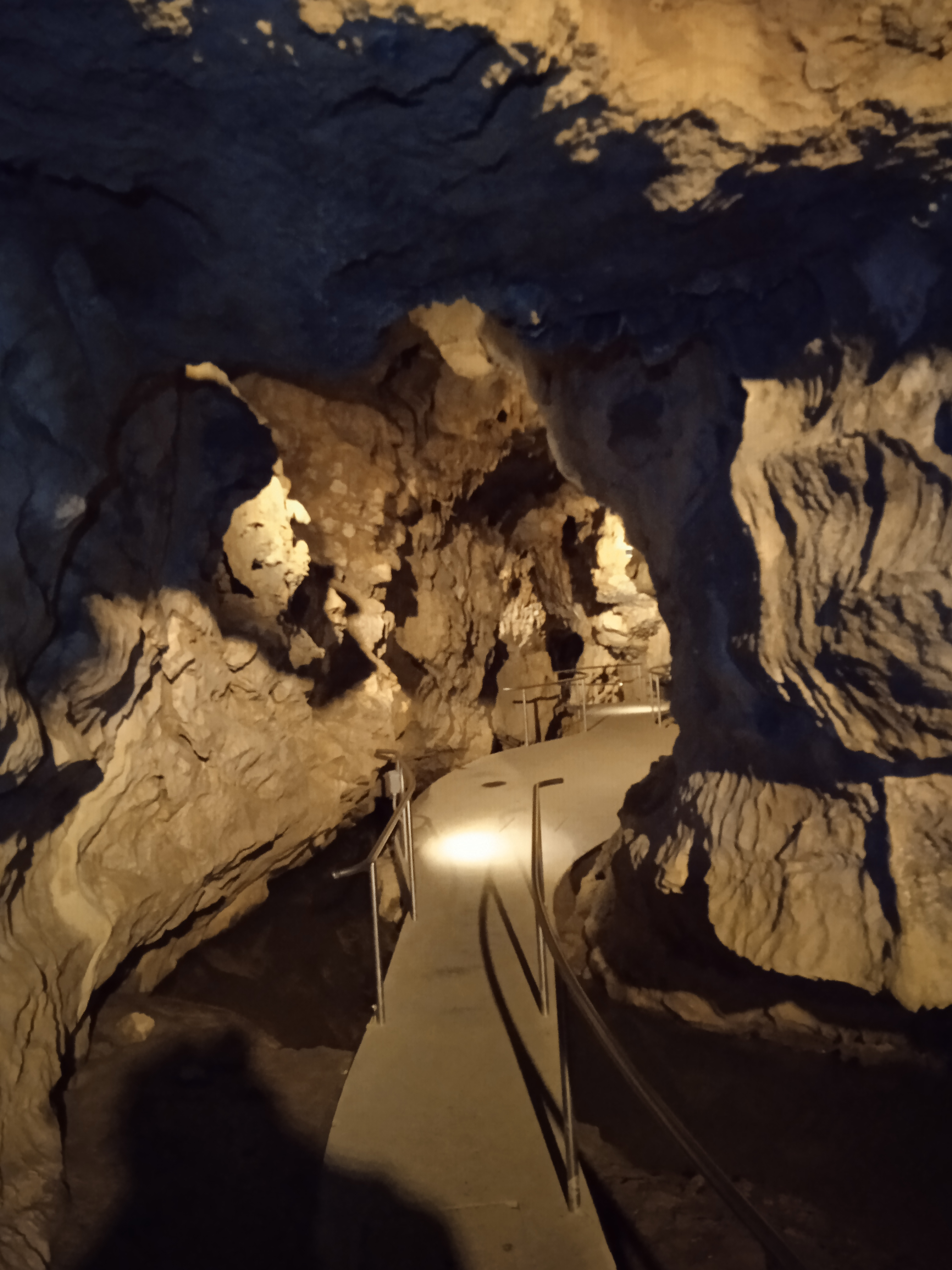
Az Abaligeti-barlang főágának egyik része

Tovább haladva, a bal oldali falon cseppkőkéreg (Niagara-vízesés), majd a főág végpontján a barlang egyik legnagyobb terme (Nagy Dóm) helyezkedik el. Formáját omlások, felszakadások alakították ki. A barlang főágának eredeti, szifonos vége (466 m) a jobbra nyíló Pokol torka után kb. 40 m-re fekszik. A barlangi patak vize innen bukkan elő. A Nagy Dómból karcsú, rozsdaálló acélból készült lépcső vezet fel a 18 m-rel magasabban húzódó, 1954-ben felfedezett Nagy-terembe. A terem egyik végén egy hatalmas, 30 m³-es leszakadt kőtömb emelkedik, másik végén pedig a barlang cseppkövekben leggazdagabb (szép cseppkő-bekérgeződések, függőcseppkövek és állócseppkövek) része van. A vendégek idáig jutnak el a túrán, majd a bemutatott útvonalon térnek vissza a felszínre.
A Magyarországon lévő barlangok között másodikként, már 1941-ben megtörtént a barlang és 1 ha felszíni területének védetté nyilvánítása. 1982 óta fokozottan védett barlang. Fokozottan védett földtani, hidrológiai, tudománytörténeti és idegenforgalmi értéke miatt lett. A barlang legfeljebb 40 személyből álló csoportokban, szakvezetővel tekinthető meg. 45 perc a túra időtartama. Bejárata és első, 40 m-es része meghajolva, majd végig, a Nagy-teremig állva látogatható. Az utat csak a Karthágó romjainál és a Könyvtár termeknél nehezíti meg néhány, valamint a Nagy-terembe vezet fel 81 lépcsőfok. A kb. vízszintesre kialakított, 80 cm széles járda miatt mozgássérültek is bejárhatják a barlang nagyobb részét, egészen a Karthágó romjaiig. Oldalágainak megtekintéséhez azonban engedély kell. Az Akácos-víznyelőtől kezdődő, kb. 700 m hosszú Nyugati 2. oldalág látogatásához jó erőnlét és barlangjáró alapfelszerelés szükséges. Kötélbiztosítás kell néhány helyen az ereszkedéshez. Az oldalág szűk részein a patakban történő közlekedés miatt elkerülhetetlen a teljes átázás. A kb. 90 m hosszú Nyugati 1. oldalág nagyon szűk és nehezen járható.
Légúti megbetegedéssel élők gyógyítása történt az 1960-as évektől a barlangban, mert klímája segíti az asztma, a krónikus bronchitis és a légcsőhurut gyógykezelését. Az Országos Gyógyhelyi és Gyógyfürdői Főigazgatóság 2000. szeptember 5-én adta ki a gyógybarlanggá nyilvánításról szóló határozatot. A könyvfejezetben publikálva lett a barlang alaprajz kontúrtérképe, amelyet Rónaki László és Szabó Zoltán készítettek 2001-ben. A könyvben van két színes fénykép, amelyek bemutatják a barlangot. Az első fényképen a cseppkövekkel díszített Nagy-terem látható. A második fényképen a barlang főágának, amely követi a vízfolyás kanyarulatait, egyik része figyelhető meg. A két fényképet Borzsák Péter készítette. Az Abaligeti-barlangról szóló könyvfejezet 21 irodalmi mű alapján lett írva. A kiadványban lévő, Egri Csaba és Nyerges Attila által készített hosszúsági lista szerint a Mecsek hegységben lévő és 4120-1 barlangkataszteri számú Abaligeti-barlang Magyarország 22. leghosszabb barlangja 2002-ben. A 2002-ben 1750 m hosszú barlang 1977-ben 991 m és 1987-ben 1750 m hosszú volt.

### 2005-től

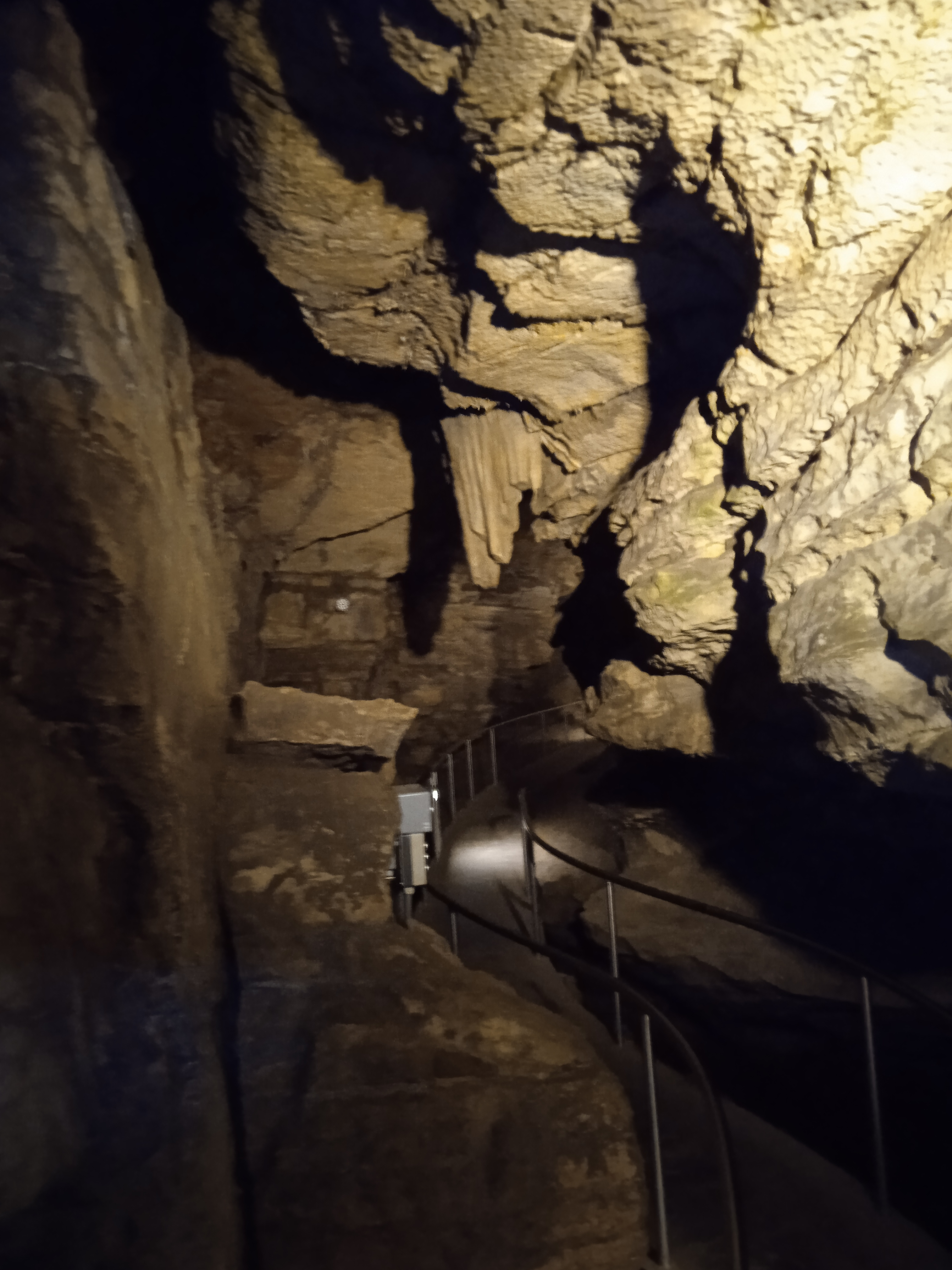
Az Abaligeti-barlang főágának egyik része

A 2005-ben megjelent, Magyar hegyisport és turista enciklopédia című könyvben önálló szócikke van a barlangnak. A kiadványban az van írva, hogy a Mecsek hegység Ny-i részén található a fokozottan védett és turizmusnak megnyitott Abaligeti-barlang. Az Abaliget szélén elhelyezkedő, a barlangból kifolyó vizet gáttal elzárva 1959-ben létrehozott mesterséges tó partján, 218 m tszf. magasságban van a barlang bejárata. A barlang bejáratának közelében van a barlangban végzett terápia miatt épített abaligeti gyógyszálló. A barlang bejárata mellett található az abaligeti turistaszálló, amelyet a barlang kiépítése után, 1959-ben létesített a megyei idegenforgalmi hivatal. Az 1750 m hosszú barlang a hegység legismertebb és leghosszabb barlangja. A triász mészkőben keletkezett, meanderező, szinlőkkel tagolt aktív patakos főághoz három oldalág kapcsolódik. A falakat szép oldott formák ékesítik, de cseppkőképződmények is vannak a barlangban. Gazdag élővilágából az abaligeti vakrák a legnevezetesebb.
A barlang (amelynek régen Paplika volt a neve) előüregén Mattenheim József és társai 1768-ban ugyan túlmerészkedtek, de Kölesi Vince jutott el 1819-ben a főág végén található kis tóig. Csak a 20. században történt újabb részek feltárása, amikor a felfedezők a K-i és a Ny-i oldalágba, majd 1954-ben a Nagy-dóm feletti felső járatba jutottak be, melynek a cseppköves Nagy-terem a legszebb része. 1960-ban a víz alatti szakaszokat próbálták meg felderíteni. 1963-ban a Ny-i 1. oldalág, 1960 és 1964 között pedig a Ny-i 2. oldalág lett feltárva 720 m hosszban és ez utóbbinak ki lett mutatva a kapcsolata a Törökpince-víznyelővel és az Akácos-víznyelővel. 1969-ben jutottak be a kutatók az Akácos-víznyelőn át a Ny-i 2. oldalágba.
Kölesi Vince 1819-ben készítette el a barlang első felmérését és leírását. Ez a munkája 1820-ban lett kiadva. Schmidl Adolf 1862-ben végzett vizsgálatokat. Tanulmányában foglalkozott a barlang helyrajzával, faunájával, valamint az általa végzett ásatások eredményéről is beszámolt. Bokor Elemér 1923-ban jelenleg is helytálló pontossággal felmérte a barlangot. Doktori értekezést írt a helyszínen végzett földtani megfigyelései és állattani feldolgozásai alapján. A barlang szűk bejáratát és első szakaszát 1833-ban tágították ki, hogy megkönnyítsék látogatását. 1884-ben jelentős átalakításokat végeztek itt. 1957-ben történt kiépítése, a villanyvilágítás bevezetése, beton járdák és lépcsők kialakítása. 2001-ben lett befejezve a műszaki létesítmények teljes rekonstrukciója. A barlangban több évtizedig folyt a légúti megbetegedésben szenvedők rendszeres gyógykezelése. Magyarország egyik gyógybarlangja az Abaligeti-barlang. 2000-ben nyilvánították gyógybarlanggá. 190 állatfaj előfordulása bizonyítja élővilágának gazdagságát. A barlang fontos denevérpihenő, 19 itt telelő vagy szaporodó fajt mutattak ki.

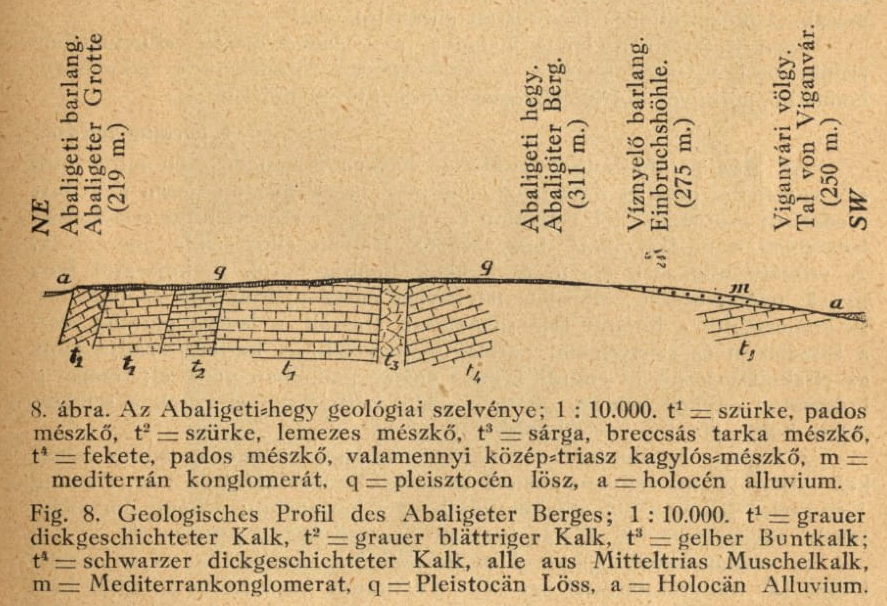
Az Abaligeti-hegy geológiai szelvénye (Rajz: Bokor Elemér)

Gebhardt Antal szócikke szerint Gebhardt Antal az Abaligeti-barlang élővilágának kutatója. Bebizonyította a barlangban végzett rendkívül alapos és tervszerű gyűjtőmunkájával, hogy 190 állatfaj fordul elő a barlangban. Az Abaligeti-barlang élővilága című könyve (1934) a barlang legrészletesebb feldolgozása. Az volt legfontosabb felfedezése, hogy a barlangban, de eltérő élőhelyen megfigyelhető két vakbolharákfaj is. Ezek közül az egyik a Retyezát egyik tengerszeméből ismert Niphargus foreli alfajának (Niphargus foreli gebhardti) bizonyult. A vak víziászka, a Stenasellus hungaricus előfordulása is egyedülállóan érdekes. Nagyon nagy jelentőségű felfedezésük tudományos botrányba fulladt. Majdnem párbajozás történt a felfedezés elsőségét magáénak érző két tudós, Gebhardt Antal és Méhelÿ Lajos között. Mattenheim József szócikke szerint Mattenheim József az Abaligeti-barlang feltárója. 1768-ban a malmát hajtó Abaligeti-forrás vízfolyásával szemben elsőként merészkedett túl a forrás Pap-likának nevezett előüregén.
Kölesi Vince szócikke szerint Kölesi Vince Kitaibel Pál nyomdokait követve 1819-ben bejárta az Abaligeti-barlang főágát és elsőként felmérte azt. A Tudományos Gyűjteményben lett kiadva (1820) a barlangról készült leírása. A járatok alaprajzát és hossz-szelvényét ábrázoló térképének kézirata a  levéltárában van őrizve. Nyomtatásban 1863-ban látott napvilágot Schmidl Adolf munkájának mellékleteként. Schmidl Adolf szócikke szerint Schmidl Adolf egyik fő kutatási területe az Abaligeti-barlang (1863). Chalupni János szócikke szerint Chalupni János 1884-ben közadakozásból származó pénz segítségével a barlangot a Pokol torkáig lőpor és dinamit használatával járhatóvá tette 9 hónapig tartó munkával.

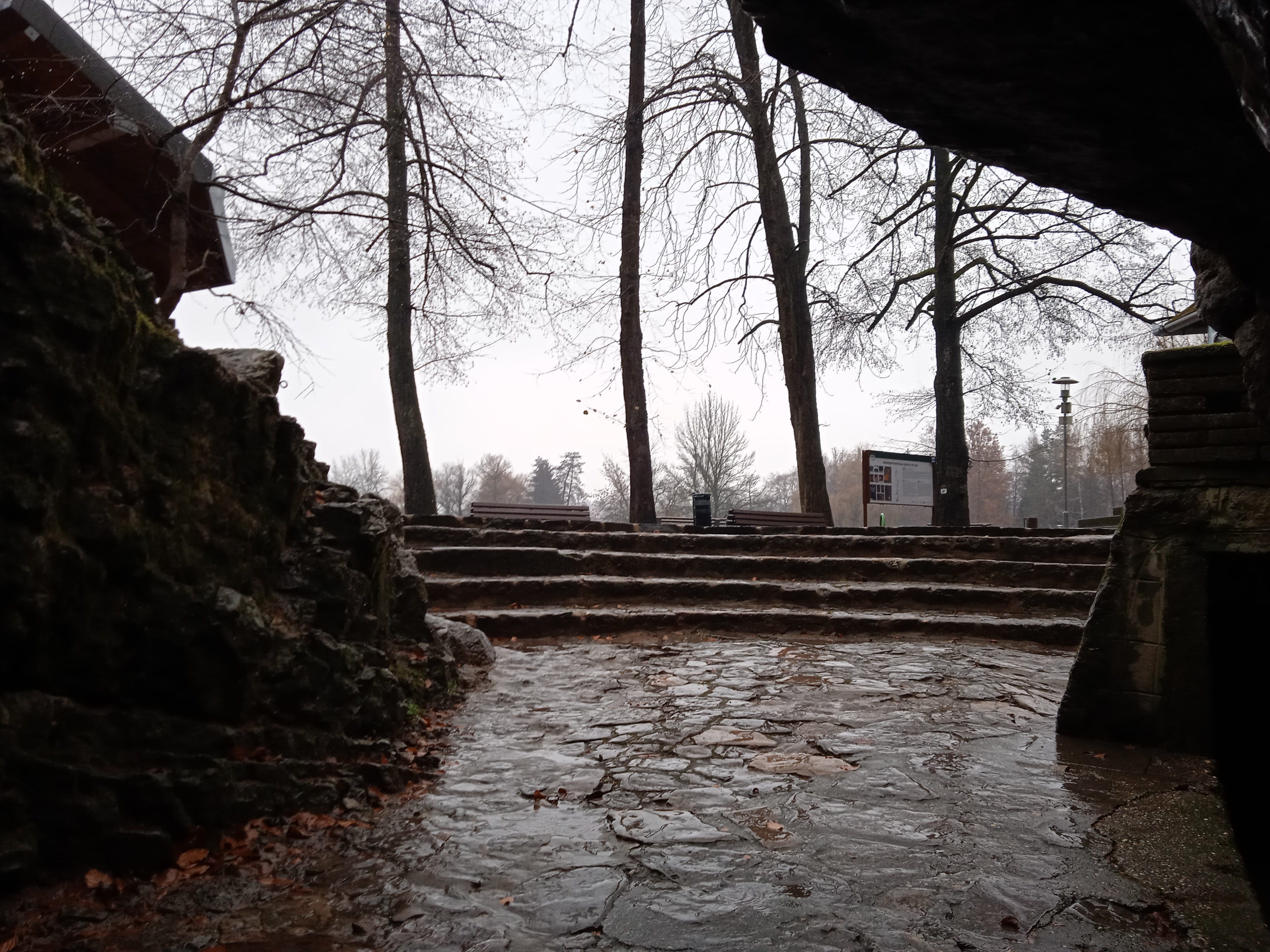
Kilátás az Abaligeti-barlang bejáratából

Bokor Elemér szócikke szerint Bokor Elemér az Abaligeti-barlangot 1923. augusztusban a mai napig helytálló pontossággal mérte fel. Elkészítette a barlang alaprajzát és hosszmetszetét. 1924-ben védte meg a Pázmány Péter Tudományegyetemen a barlang geológiai, genetikai, morfológiai és állattani feldolgozása alapján készített doktori értekezését. Biró Imre abaligeti plébános szócikke szerint Biró Imre segítette 1894-ben az Abaligeti-barlang kiépítését. Wosinszky Mór kérésére régészeti ásatást végzett a barlangban és a barlang előterében. Nevével Eperjesen 1896-ban Divald kiadásában a barlangot bemutató, 14 képből álló fotóalbum jelent meg, amelyet Papp L. készített. Schmidl Adolf szócikkében meg van említve, hogy Schmidl Adolf egyik fő kutatási területe az Abaligeti-barlang (1863) volt.

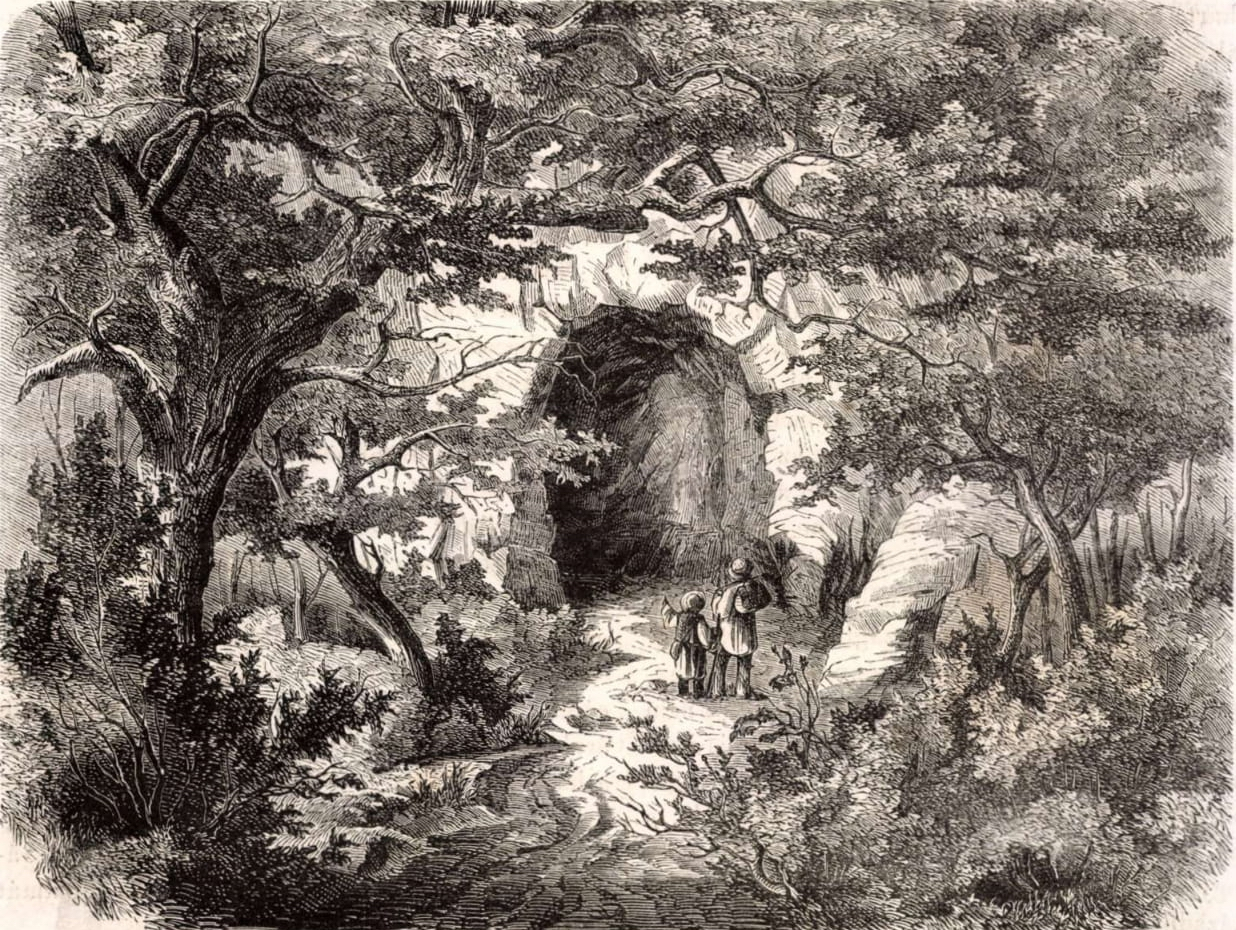
Az Abaligeti-barlang bejárata (Greguss János rajza, 1866)

A 2004–2005. évi Karszt és Barlangban meg van említve, hogy 2004-ben a barlangot 59 190-en, 2005-ben pedig 64 903-an tekintették meg. 2005. szeptember 1-től a környezetvédelmi és vízügyi miniszter 22/2005. (VIII. 31.) KvVM rendelete szerint a Duna–Dráva Nemzeti Park Igazgatóság működési területén, a Mecsek hegységben található Abaligeti-barlang nem megnyitott szakaszai a felügyelőség engedélyével látogathatók. 2005. szeptember 1-től a környezetvédelmi és vízügyi miniszter 23/2005. (VIII. 31.) KvVM rendelete szerint a Mecsek hegységben lévő Abaligeti-barlang fokozottan védett barlang. 2007. március 8-tól a környezetvédelmi és vízügyi miniszter 3/2007. (I. 22.) KvVM rendelete szerint a Duna–Dráva Nemzeti Park Igazgatóság működési területén lévő Mecsek hegységben elhelyezkedő Abaligeti-barlang nem megnyitott szakaszai az igazgatóság engedélyével tekinthetők meg.
2007. március 8-tól a környezetvédelmi és vízügyi miniszter 3/2007. (I. 22.) KvVM rendelete szerint a Duna–Dráva Nemzeti Park Igazgatóság működési területén lévő Abaligeti-barlang a látogatási célú barlangi búvármerülésre igénybe vehető barlangok körébe tartozik. Naponta legfeljebb 3×3 fő használhatja látogatási célú barlangi búvármerülésre. A 2008. évi Karszt és Barlangban közölve lett, hogy 2006-ban a barlangot 74 116 fő, 2007-ben pedig 76 106 fő látogatta meg. A 2009. évi Karszt és Barlang szerint 2008-ban a barlangot 67 224-en nézték meg. A 2010. évi Karszt és Barlangban meg van említve, hogy 2009-ben a barlangot 60 932 fő tekintette meg. A 2011. évi Karszt és Barlangban szó van arról, hogy 2010-ben a barlangot 50 000 fő, 2011-ben pedig 52 123 fő látogatta meg.
2013. július 19-től a vidékfejlesztési miniszter 58/2013. (VII. 11.) VM rendelete szerint az Abaligeti-barlang (Mecsek hegység, Duna–Dráva Nemzeti Park Igazgatóság működési területe) idegenforgalom számára nem megnyitott szakaszai az igazgatóság hozzájárulásával látogathatók. 2013. augusztus 12-től a belügyminiszter 43/2013. (VIII. 9.) BM rendelete szerint a Baranya megyei, abaligeti, 4120-1 barlangkataszteri számú és 20055 lelőhely-azonosítójú Abaligeti-barlang régészeti szempontból jelentős barlangnak minősül. A 2012–2014. évi Karszt és Barlangban közölve lett, hogy az idegenforgalmi célra hasznosított Abaligeti-barlangot 2012-ben 43 254 fő, 2013-ban 40 596 fő, 2014-ben 43 303 fő látogatta meg. 2014-ben emléktáblát avattak a Nagy-teremben Vass Béla emlékére.
2015. november 3-tól a földművelésügyi miniszter 66/2015. (X. 26.) FM rendelete szerint az Abaligeti-barlang (Mecsek hegység) fokozottan védett barlang. A 2015–2016. évi Karszt és Barlangban meg van említve, hogy a barlangot 2015-ben 48 649 fő, 2016-ban pedig 51 499 fő tekintette meg. A 2017–2018. évi Karszt és Barlangból megtudható, hogy 2017-ben a barlangot 48 038 fő, 2018-ban pedig 53 871 fő látogatta meg. 2021. május 10-től az agrárminiszter 17/2021. (IV. 9.) AM rendelete szerint az Abaligeti-barlang (Mecsek hegység, Duna–Dráva Nemzeti Park Igazgatóság működési területe) idegenforgalom számára nem megnyitott szakaszai az igazgatóság engedélyével látogathatók. A 13/1998. (V. 6.) KTM rendelAz Abaligeti-barlang látogatóinak száma évenként:
| év              | 1931   | 1957   | 1958   | 1959   | 1960    | 1961   | 1962   | 1963       | 1964   | 1965   | 1966   | 1967   | 1968   | 1969   | 1970   |
| látogatók száma | 848    | 1091   | 3731   | 10 417 | 26 787  | 30 790 | 27 741 | 29 961     | 29 145 | 33 708 | 38 002 | 36 391 | 39 820 | 43 817 | 49 121 |
| év              | 1971   | 1972   | 1973   | 1974   | 1975    | 1976   | 1977   | 1978       | 1979   | 1980   | 1981   | 1982   | 1983   | 1984   | 1985   |
| látogatók száma | 55 727 | 52 610 | 63 158 | 63 074 | 70 702  | 70 519 | 83 617 | 73 991     | 72 615 | 68 494 | 71 357 | 73 251 | 77 567 | 82 286 | 82 277 |
| év              | 1986   | 1987   | 1988   | 1989   | 1990    | 1991   | 1992   | 1993       | 1994   | 1995   | 1996   | 1997   | 1998   | 1999   | 2000   |
| látogatók száma | 88 825 | 96 474 | 86 788 | 87 926 | 105 091 | 78 018 | 74 752 | nincs adat | 77 202 | 63 730 | 62 733 | 59 820 | 69 957 | 66 710 | 67 645 |
| év              | 2001   | 2002   | 2003   | 2004   | 2005    | 2006   | 2007   | 2008       | 2009   | 2010   | 2011   | 2012   | 2013   | 2014   | 2015   |
| látogatók száma | 78 496 | 75 853 | 70 836 | 59 190 | 64 903  | 74 116 | 76 106 | 67 224     | 60 932 | 50 000 | 52 123 | 43 254 | 40 596 | 43 303 | 48 649 |
| év              | 2016   | 2017   | 2018   | 2019   | 2020    | 2021   | 2022   | 2023       | 2024   | 2025   | 2026   | 2027   | 2028   | 2029   | 2030   |
| látogatók száma | 51 499 | 48 038 | 53 871 | 60 645 | 65 678  | 60 712 | 63 275 |            |        |        |        |        |        |        |        |

## További irodalom
- Bokor Elemér: Beiträge zur rezenten Fauna der Abaligeter Grotte. Zoologischer Anzeiger, 1924. (61. köt.) 111–121. old.
- Cholnoky Jenő: Hegyek – völgyek. (A csillagoktól a tengerfenékig 3.) Budapest, 1940. 496 old.
- Cholnoky Jenő: A barlangokról. (A karsztjelenségek.). (A természettudományok elemei 15.) Budapest, 1944. 48 old.
- Csaplovics János: Die Abaligeter Höhle. Bécs, 1821. In: Topographisch-statistisches Archiv. des Königreichs Ungarn. 1. köt. (7.) 15., 81–87. old.
- Andreas Engelhart: Prachtwerke der Unterwelt. 3. köt. Bécs, 1828. 175–185. old.
- Fodor István: Az Abaligeti-barlang mikroklímája és hatása az élő szervezetre. Pécsi Műszaki Szemle, 1969. (3.)
- Fodor István: A Baradla- és az Abaligeti-barlang hőmérsékletének vizsgálata. MTA Dunántúli Tudományos Intézet Értekezések, 1969. (1.) 109–152. old.
- Fodor István: Az Abaligeti és a Baradla barlangok légáramlási viszonyai. MTA Dunántúli Tudományos Intézet Közlemények, 1970. (11.) 26 old.
- Fodor István: A Baradla- és az Abaligeti-barlang légnedvesség viszonyai. Dunántúli Tudományos Gyűjtemény, 1972. (112.) 69–83. old.
- Fodor István: A barlangok éghajlati és bioklimatológiai sajátosságai. Akadémiai Kiadó, Budapest, 1981. 191 old.
- Gaál István: Szép magyar tájak. Budapest, 1944. 297–302. old.
- Gebhardt Antal: Die spelaeobiologische Erforschung der Abaligeter Höhle (Südungarn). Sitzungsberichte der Gesellschaft Naturforschender Freunde zu Berlin, Berlin, 1932. (1931. évi évfolyam) 304–317. old.
- Gebhardt Antal: Az Abaligeti barlang és életvilága. In: Kalotai László szerk.: Pécs-Baranyai Ismertető. Pécs, 1934. (Taizs József kiad.) 49–54. old.
- Gebhardt Antal: Az Abaligeti barlang élővilága. Búvár, 1935. (1. évf.) 293–297. old.
- Gebhardt Antal: Az Abaligeti-barlang és élővilága. Pannonia, 1941/42. (7. évf.) 3–4. sz. 253–263. old.
- Gombocz Endre: Diaria itinerum Pauli Kitaibelii. Budapest, 1945. 455. old.
- Adolf Grünhold: Reise in die Baranya. Prága, 1844.
- Hajós Gyula: Csonkamagyarország nevezetesebb barlangjai. In: Turista lexikon. Budapest, 1932. 101–104. old.
- Hazslinszky Tamás: Abaligeti-barlang. Tájak Korok Múzeumok kiskönyvtára, 1996. (77. sz.) 16 old.
- Kadić Ottokár: Csonkamagyarország nevezetesebb barlangjai. Országos magyar turista kiállítás ismertetője. (Szerk.: Vörös Tihamér és Papp László.) Budapest, 1931. 69–71. old.
- Kessler Hubert: Barlangok mélyén. Budapest, Franklin, 1936. 134 old. 36 tábla.
- Kessler Hubert – Mozsáry Gábor: Barlangok útjain, vizein. Budapest, 1985.
- Kitaibel Pál: Descriptiones et icones plantarum rariorum Hungariae. Bécs, 1803.
- Koczián J.: Flusskarte des Baranyer Comitats. 1838. 6 lap. (Abaligetnél barlangjel és paplika felirat.)
- Kolosváry Gábor: Die Spinnenfauna der ungarischen Höhlen. Mitt. üb. Höhlen- und Karstforschung, 1928., Heft 4., 109–113. old.
- Kölesi Vince: Az újonnan felfedeztetett Abaligethi Barlangnak leírása. Tudományos Gyűjtemény, 1820. (10. köt.) 81–96. old.
- Lovász György: Adatok az Abaligeti-karszt geomorfológiai és hidrológiai jellemzéséhez. Földrajzi Értesítő, 1971. (20.) 3.
- Méhelÿ Lajos: Protelsonia hungarica nov. gen. n. sp. Ein blinder Isopode aus Ungarn. Zoologischer Anzeiger, 1924. (58. köt.) 353–357. old.
- Méhelÿ Lajos: Egy élő kövületről. Matematikai és Természettudományi Értesítő, 1925. (41. köt.) 185–191. old.
- Papp András: A barlangkutató osztály jelentése. A Mecsek Egyesület 53. évkönyve. Pécs, 1943. 46. old.
- Péchy-Horváth Rezső: A Mecsek-hegység gyönyörűségei. II. A nyugati Mecsek. Magyar Turista Élet, 1936. (4. évf.) 6. sz. 4–6. old.
- Reuter Camillo: Természetvédelem a Mecseken. A Mecsek-Egyesület Évkönyve a 43. egyesületi évről (1930). Pécs, 1934. 5–11. old.
- Rónaki László: A Ny-mecseki karszt radiohidrogeológiája és a barlangokban végzett radioaktivitás mérések. Pécsi Műszaki Szemle, 1968. (13.) 1–2.
- Rónaki László: A Ny-mecseki karszt vízföldtani kutatásának újabb eredményei. Magyar Hidrológiai Társaság Pécsi Csoportjának Jubileumi Évkönyve. Pécs, 1972.
- Rónaki László: Az Abaligeti-barlang, annak második nyugati oldalága és a Törökpince-víznyelőbarlang. In: Baronek J.: A Mecsek természetjáró kalauza. Pécs, 1995. 190–199. old.
- Siegmeth Károly: Notes Sur Les Cavernes De Hongrie. Memoires de la Société De Spéléologie, 1898. (3. köt.) 16. sz.
- Schmidl Adolf: Die Abaligether Höhle. Sitzungberichte kois. Akad. Wiss. mathem-naturw. 48. (4.) Wien, 1863. 346–360. (1–15.) old.
- Soós Lajos: Adatok a magyarországi barlangok Mollusca-faunájának ismeretéhez. Állattani Közlemények, 1927. (24. köt.) 3–4. füz.
- Jan Stach: Die in den Höhlen Europas vorkommenden Arten der Gattung Onychiurus Gervais. Annales Musei Zoologici Polonici, 1934. (10. köt.) 111–222. old.
- Jan Stach: The Species of the Genus Arrhopalites occurring in European Caves. Acta Musei Historiae Naturalis, 1945. Krakow (1. köt.) 1–47. old.
- Jan Stach: The Apterygotan Fauna of Poland in Relation to the World-Fauna of this Group of Insects Families: Neogastruridae and Brachystomellidae. Acta Monographica Musei Historiae Naturalis, 1949. 341 old.
- Jan Stach: The Apterygotan Fauna of Poland in Relation to the World-Fauna of this Group of Insects Family: Onychiuridae. Polska Akademia Nauk, 1954. 219 old.
- Jan Stach: The Apterygotan Fauna of Poland in Relation to the World-Fauna of this Group of Insects Family: Sminthuridae. Polska Akademia Nauk, 1956. 287 old.
- Stiller Viktor: Fundorte von Höhlenarthropoden. II. [Höhlen von Herkulesfürdő.] Entomologisches Nachrichtenblatt, 1932. (6. köt.) (Troppau.) 20–25. old.
- Szabó László – Noszmüller Sándor – Kovács István: Klímavizsgálatok az Abaligeti-barlangban. Pécsi Műszaki Szemle, 1963. (8.) 3. 13–15. old.
- Szabó Pál Zoltán: Barangolás a Mecsekben. Országjárás, 1940. (6. évf.) 30. sz. 4. old.
- Székely Kinga: Abaligeti-barlang. Kézirat. Duna–Dráva Nemzeti Park Igazgatóság, 2002. 24 old.
- Szta. (Szabó T. Attila): Varázsjuk. Erdélyi Múzeum, 1942. (47. [13.] köt.) 562. old.
- Thiele J. C.: Abaligether Felsenhöhle. Das Königreich Ungarn, Kassa, 1833. 5. köt. 1–4. old.
- Török Gyula: Az őskőkor emberének nyomai Baranyában. Majorossy Imre Múzeum 1939–40. évi értesítője. Pécs, 1941. 4–5. old.
- Vadász Elemér: Pécs város földtani szerkezete és a Tettye vízkérdése. (Gépelt jelentés.) Budapest, 1931. 46 old. (6 tábla) (A kézirat megtalálható a Magyar Állami Földtani Intézet adattárában.)
- Verhoeff, K. W.: Adatok Magyarország Diplopoda-faunájához. Állattani Közlemények, 1928. (25. köt.) 124–126. old.
- Vitális Sándor: Sikondafürdő és környékének hidrogeológiai viszonyai. Hidrológiai Közlöny, 1933. (13. évf.) 21–37. old.
- V. K.: Die Abaligeter Höhle. Pannonia, 1820. (Pest.) (5., 6.) 17–19., 21–22. old.
- Vöröss László Zsigmond: Az Abaligeti-barlang villanyfényben élő mohái és harasztjai. Pécsi Műszaki Szemle, 1969. (14.) 2. 17–23. old.
- Závoczky Szabolcs: Baranya megye denevérfaunájának felmérése és monitoringja. Kézirat, 1994. (TDK dolgozat, JPTE TTK Ökológiai és Állatföldrajzi Tanszék.)
- –: Az Abaligeti-barlang biológiája. Magyarország, 1931. március 14. 8. old.
- –: Az Abaligeti-barlang biológiája. Pesti Hírlap, 1931. március 14.
- –: Közel kétszáz állatfajta él az abaligeti cseppkőbarlangban. Dunántúl, 1931. április 25. 4. old.
- –: Az Abaligeti barlang. Budapesti Hírlap, 1935. március 10.
- –: Gebhardt Antal: Az Abaligeti barlang élővilága. Búvár, 1935. (1. évf.) 213. old.
- –: A Mecsek részletes kalauza. Pécs, 1939. (Kiadja Pécs szabad királyi város idegenforgalmi irodája.) 200 old.
- –: Ungarische Höhlenforschung. Ungarn, 1942. (3. évf.) 508–509. old. Budapest–Leipzig.
- –: A Mecsek Egyesület köréből. Dunántúl, 1943. december 4., Dunántúl, 1943. december 31. (Ez utóbbi azonos tárgyú cikk szövegváltozattal.)
- –: Az Abaligeti cseppkövesbarlangot a Mecsek Egyesület veszi át. Új Magyarság, 1944. június 23.
- –: Az abaligetiek szállodát terveznek a híres barlang mellé. Dunántúl, 1944. augusztus 30.
- –: Szállót építenek az abaligeti barlang mellé. Országjárás, 1944. (5. [10.] évf.) 20. sz. 3. old.
- –: Újabb kutatások az Abaligeti cseppköves barlangban. Sí és Hegymászósport, 1944. december 1. (1. évf. 12. sz.) 4. old.